# リムブルク・アン・デア・ラーン

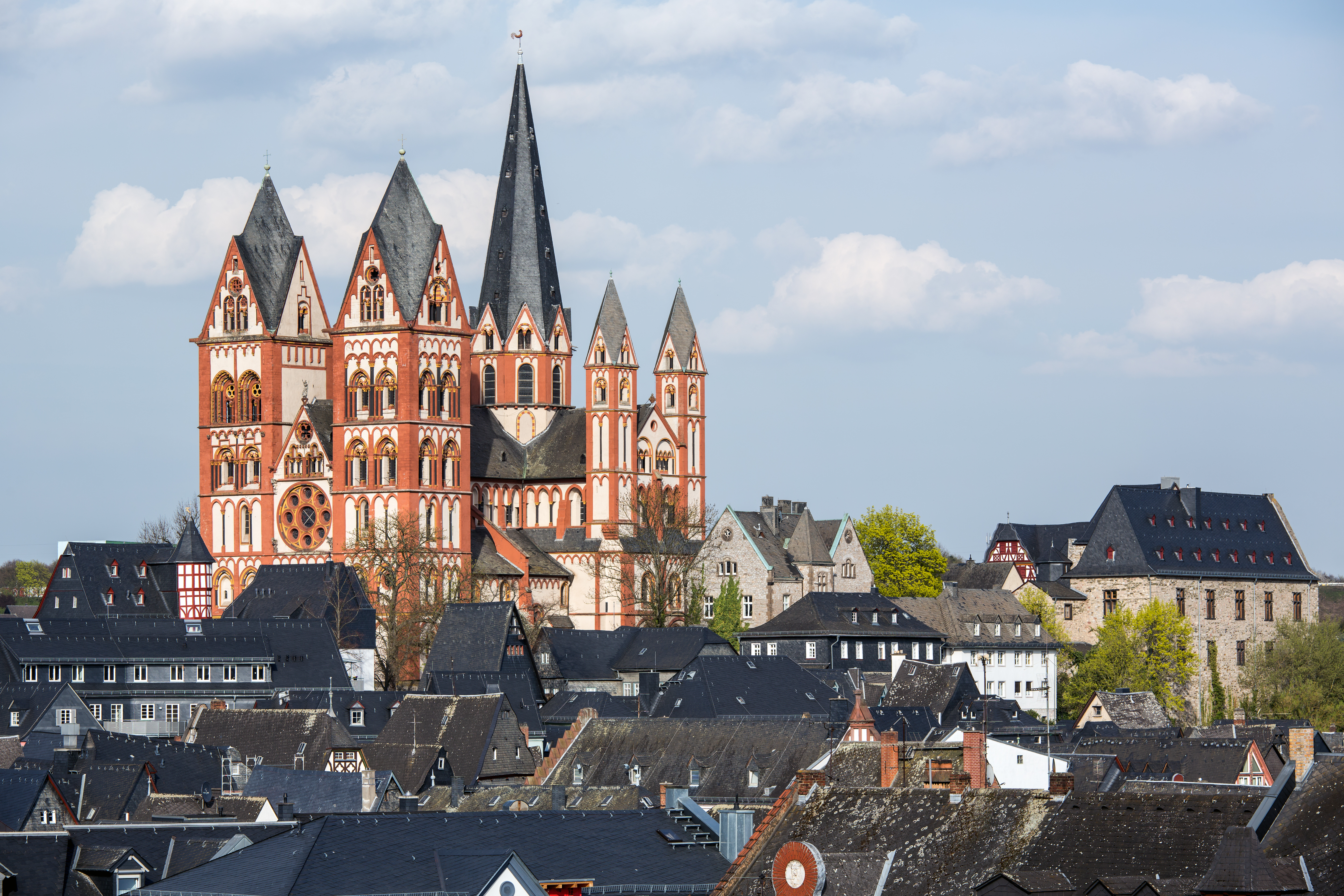
街の高台ドームベルクに建つリムブルク聖堂

リムブルク・アン・デア・ラーン (ドイツ語: Limburg an der Lahn, 公式表記はLimburg a. d. Lahn,  [ˈlɪmbʊrk]) またはリンブルク・アン・デア・ラーンは、ドイツ連邦共和国ヘッセン州ギーセン行政管区のリムブルク＝ヴァイルブルク郡に属す市である。本市は、同郡の郡庁所在地であり、人口約 35,000人の郡内最大の都市でもある。
リムブルク市は、ヘッセン州地域計画上、上級都市機能の一部を有する中級都市機能を満たしており、隣接するラインラント＝プファルツ州のディーツとともに、州をまたぐ人口約45,000人の二重中心を形成している。リムブルクはその立地から、人口密度の低いヘッセン州東部およびラインラント＝プファルツ州ライン＝ラーン郡の一部の中心都市機能を担っている。
この街は、主に後期ロマネスク様式の聖ゲオルク教会を有するリムブルク司教区の司教座都市として、あるいは高速鉄道路線ケルン - ライン/マインのリムブルク南駅で知られている。

## 地理

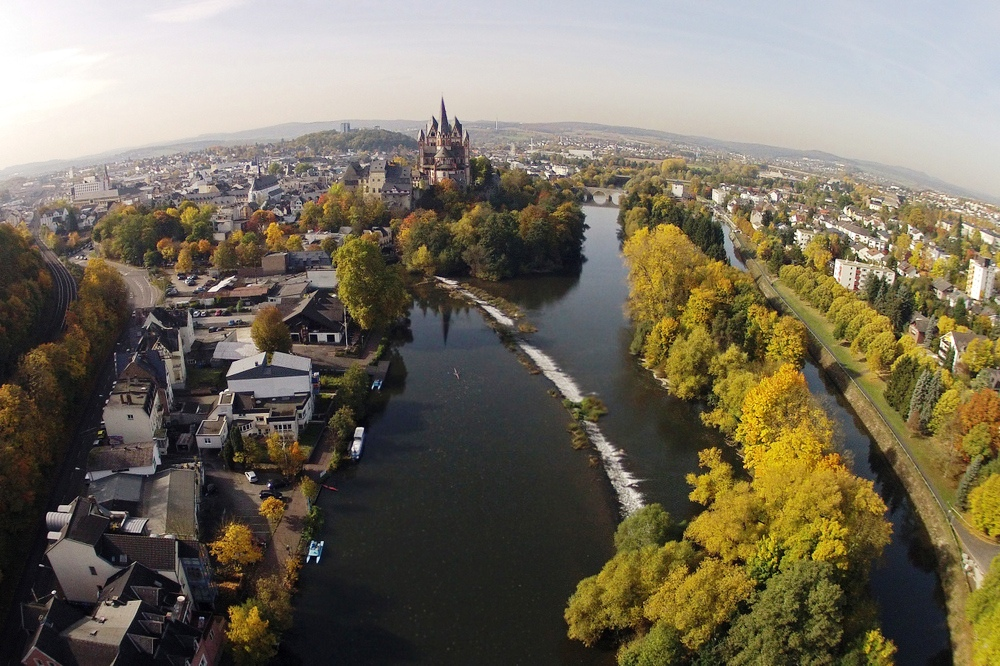
東から見たリムブルク中心部

### 位置
リムブルクは、ヘッセン州の西の州境に面しており、タウヌス山地とヴェスターヴァルトとの間のラーン川両岸に位置している。
本市は、ライン・シーファー山地内の、タウヌス山地とヴェスターヴァルトに囲まれた「リムブルク盆地」と呼ばれる盆地のほぼ中央に位置している。肥沃な土壌と良好な気候に恵まれたリムブルク盆地は、ヘッセン州で最も収穫効率の良い農耕地の1つであり、中世以来ラーン川の渡渉地として交通地理学上重要な土地である。普段は狭いラーン川下流の谷が、盆地内ではかなり広がっている。リムブルクの高度は 117 m である。
シュタッフェル市区の一部は市域の西側に離れた飛び地となっており、飛び地とリムブルク市本体との間には、ヘッセン州の町エルツとラインラント＝プファルツ州の町ギュッキンゲンがある。

### 隣接する市町村
リムブルクの市街地は市境を越えて広がっている。ラインラント＝プファルツ州の隣町ディーツ市は、リムブルクと継ぎ目なく一体化している。
本市に隣接する市町村は、北はエルツおよびハーダマル、北東はベーゼリヒ、東はルンケル、南東はフィルマーおよびブレヒェン、南はヒュンフェルデン（以上いずれもリムブルク＝ヴァイルブルク郡）、南西はホルツハイム、西はディーツ、アウル、ギュッキンゲン（以上はラインラント＝プファルツ州ライン＝ラーン郡）である。
40 km から 60 km 圏内にある近隣の大きな都市としては、北東にヴェッツラーとギーセン、南東にフランクフルト・アム・マイン、南にヴィースバーデン、西にコブレンツがある。

### 気候
リムブルクは、中部ヘッセン気候区に位置しており、中緯度帯の穏やかな気候である。谷間の形状や高度の違いから局地的な気候には違いが生じる。ラーンタールの北や南の高台では平均年間 800 mm の降水がある。
| リムブルク・アン・デア・ラーンの気候 | リムブルク・アン・デア・ラーンの気候 | リムブルク・アン・デア・ラーンの気候 | リムブルク・アン・デア・ラーンの気候 | リムブルク・アン・デア・ラーンの気候 | リムブルク・アン・デア・ラーンの気候 | リムブルク・アン・デア・ラーンの気候 | リムブルク・アン・デア・ラーンの気候 | リムブルク・アン・デア・ラーンの気候 | リムブルク・アン・デア・ラーンの気候 | リムブルク・アン・デア・ラーンの気候 | リムブルク・アン・デア・ラーンの気候 | リムブルク・アン・デア・ラーンの気候 | リムブルク・アン・デア・ラーンの気候 |
| 月                                   | 1月                                  | 2月                                  | 3月                                  | 4月                                  | 5月                                  | 6月                                  | 7月                                  | 8月                                  | 9月                                  | 10月                                 | 11月                                 | 12月                                 | 年                                   |
| ------------------------------------ | ------------------------------------ | ------------------------------------ | ------------------------------------ | ------------------------------------ | ------------------------------------ | ------------------------------------ | ------------------------------------ | ------------------------------------ | ------------------------------------ | ------------------------------------ | ------------------------------------ | ------------------------------------ | ------------------------------------ |
| 平均最高気温 °C （°F）               | 3 (37)                               | 5 (41)                               | 10 (50)                              | 14 (57)                              | 19 (66)                              | 22 (72)                              | 24 (75)                              | 24 (75)                              | 20 (68)                              | 14 (57)                              | 8 (46)                               | 4 (39)                               | 13.9 (56.9)                          |
| 平均最低気温 °C （°F）               | −2 (28)                              | −2 (28)                              | 1 (34)                               | 4 (39)                               | 8 (46)                               | 11 (52)                              | 13 (55)                              | 12 (54)                              | 9 (48)                               | 5 (41)                               | 2 (36)                               | −2 (28)                              | 4.9 (40.8)                           |
| 降水量 mm （inch）                   | 57 (2.24)                            | 49 (1.93)                            | 58 (2.28)                            | 53 (2.09)                            | 70 (2.76)                            | 74 (2.91)                            | 62 (2.44)                            | 66 (2.6)                             | 53 (2.09)                            | 56 (2.2)                             | 67 (2.64)                            | 73 (2.87)                            | 738 (29.05)                          |
| 平均日照時間                         | 1                                    | 3                                    | 4                                    | 6                                    | 7                                    | 7                                    | 7                                    | 6                                    | 5                                    | 3                                    | 1                                    | 1                                    | 4.3                                  |
| 出典：sonnenlaender.de               |                                      |                                      |                                      |                                      |                                      |                                      |                                      |                                      |                                      |                                      |                                      |                                      |                                      |

### 市の構成

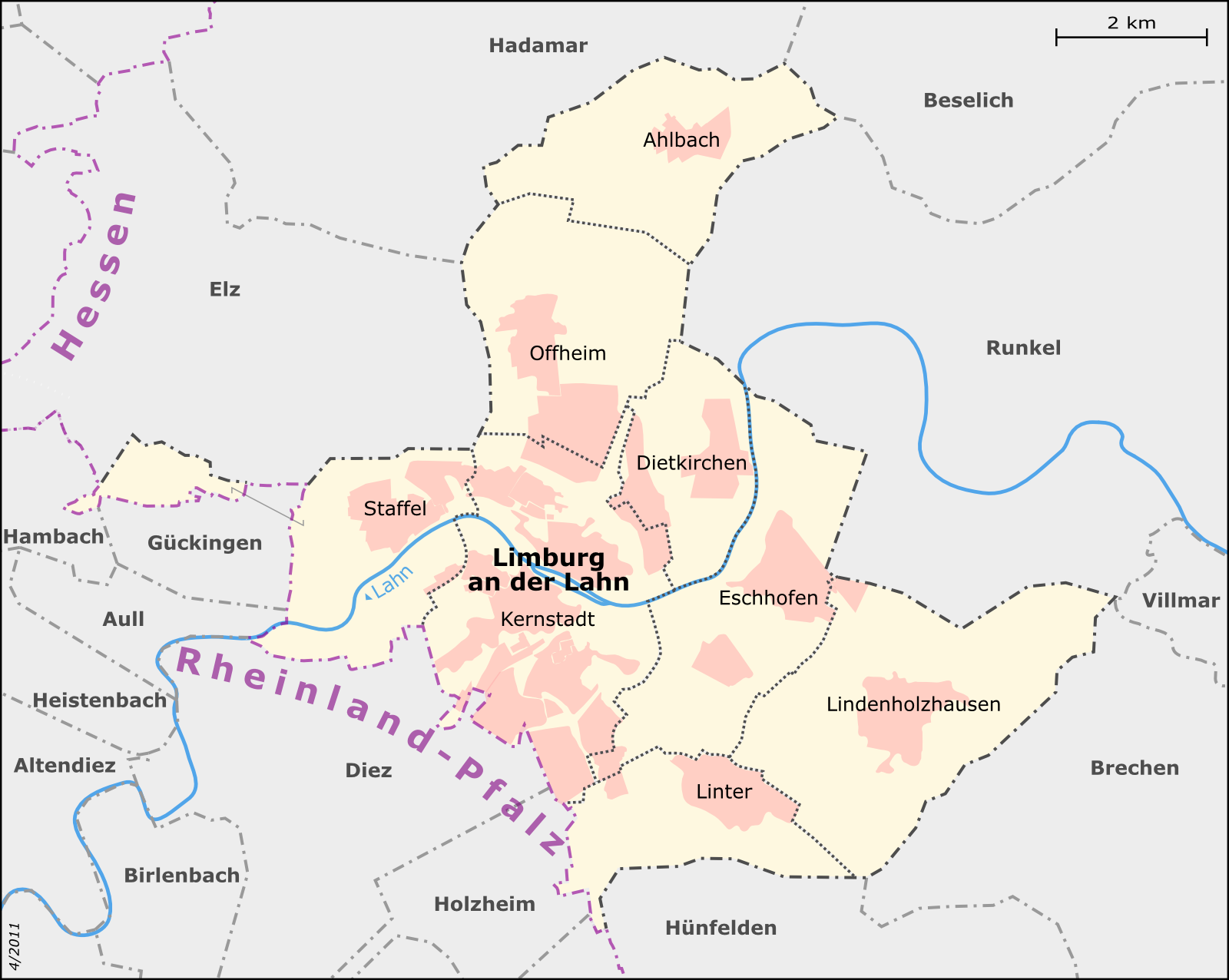
リムブルク市区図

#### 市区
市は、中核市区の他に7つの市区で構成されている。これらの市区はかつて独立した町村で、ヘッセン州の地域再編に伴い合併した地域である。まず1971年10月1日にディートキルヒェンがリムブルクに合併した。同年12月31日にアールバッハとリンデンホルツハウゼンがこれに加わった。エシュホーフェン、リンター、オフハイム、シュタッフェルは州法に従って1974年7月1日に合併した。これと同時に公式名称が "Limburg (Lahn)" と改名された。リムブルク・アン・デア・ラーン市の市区（ヘッセン州自治体法の「オルツベツィルク」にあたる）を人口順に記す。
| No. | 紋章 | 市区名                 | 市区名              | 人口（人） | 面積 (km2) |
| --- | ---- | ---------------------- | ------------------- | ---------- | ---------- |
| 1   |      | リムブルク（中核市区） | Limburg (Kernstadt) | 19,401     | 8.78       |
| 2   |      | リンデンホルツハウゼン | Lindenholzhausen    | 3,315      | 8.30       |
| 3   |      | リンター               | Linter              | 3,080      | 3.38       |
| 4   |      | エシュホーフェン       | Eschhofen           | 2,789      | 5.67       |
| 6   |      | シュタッフェル         | Staffel             | 2,762      | 5.29       |
| 5   |      | オフハイム             | Offheim             | 2,608      | 5.58       |
| 7   |      | ディートキルヒェン     | Dietkirchen         | 1,630      | 3.10       |
| 8   |      | アールバッハ           | Ahlbach             | 1,252      | 5.04       |

#### 住宅地
地元住民や企業は、たとえば住所を言う際に市区の他に「ブルーメンロート」と言うことがあるが、これは中核市区南部の住宅地の名称である。1967年に新設されたこの住宅地の名前はかつての荘園ブルーメンロートに由来し、リムブルク自由福音主義教会組織が再開発した地域である。中核市区のラーン川対岸に位置する「ブリュッケンフォアシュタット」も同様で、1564年には既に「コイヒ」という名前で記録されているが、1795年にフランス軍が進駐した後ほぼ完全に焼失した。最も新しい住宅地は、2002年に建設された「ICE-シュタット・リムブルク」である。
この他に中核市区内にある住宅地は、フランクフルター・フォアシュタット、ディーツァー・フォアシュタット、および独自の中心部を形成しているノルトシュタットがある。リムブルク内市街や旧市街も中各区市区内の独自の住宅街に数えることができるが、非公式なものに過ぎない。

### 語源
リムブルクという地名の語源は完全には明らかになっていない。これはおそらくメロヴィング朝時代にこの地に築かれた城塞に由来している。この集落は、910年に初めて Lintpurc として文献に記録されている。提唱されている2つの説を紹介する。
- 地名は、ドームフェルゼンでラーン川に注いでいて、現在は涸れたリンテラー・バッハ川に由来する。Linda はガリア語で「水」を意味する。
- 可能性は低いが人気のある説が、ドラゴン（リントヴルム）伝説やリムブルクに創設された「ドラゴン殺し」聖ゲオルクの教団と関連づけるものである。この教団は、城が築かれ、リムブルクの最初の記録がなされた後に設立された。

## 歴史

### 先史時代から古代
2012年に新たに建設されたラーンタール＝アウトバーン橋の付近で考古学調査が行われた。これにより新石器時代の小集落風の入植地が発見された。発掘された壺の破片は紀元前5000年頃に創られたもので、リムブルク地域でそれまでに発見された入植地の中で最も古いものであった。他に、広さ 14 ha の土地でアウグストゥス帝時代のローマ軍の基地が2基発見された。これはリメスから遠く離れていることから期待されていなかった成果であった。同様の遺構は1935年の帝国アウトバーンの建設時に一部が発見されていたが、破壊された。
リムブルクのドームベルク（直訳: 聖堂の山）における出土品から、紀元前500年頃にはすでにケルト人の集落が形成されていたと推測される。その中心が現在の聖堂広場である。
760年頃に初めて、後のドームベルクにメロヴィング朝の防衛施設が築かれた。これはおそらく、ラーン川の渡渉地を監視するために造られたものであった。この頃、ホーエ街道がラーン川を渡って南のマインツおよびフランクフルト周辺地域とジーゲン付近の鉄加工地域との間を結んでおり、リンブルクからは「ランゲ・マイル」を経由していた。この頃のライン方面へは、もっと西のディーツやシュタッフェルでラーン川を渡っていた。この城の庇護の下で集落が形成され、都市に発展していった。

### 10世紀から13世紀
リムブルクの名前は910年に初めて文献に記述されているが、それは集落の名前ではなく、地理的状況、すなわち山の名前であり、Lintpurc と表記されている。幼童王ルートヴィヒが、ガウの伯コンラート・クルツボルトにオーバーブレヒェンの館を付属する全てのものと耕作する土地とともに与えた。コンラートは与えられた所領の、ラーン川河畔の石灰岩の岩山の上に城を築いた。この文書では聖ゲオルク聖堂参事会はまだその存在が確認されない。この城塞は現在、痕跡も遺されていない。この文書は現在ヴィースバーデン中央文書館に収蔵されている。現在のリムブルク聖堂にあたる参事会教会の建設は、おそらく、この文書が作成された直後に始まった。参事会教会の設立後この集落は急速に重要性を増し、ヘーエシュトラーセ（ヴィア・プブリカ）の活発な貨物輸送の恩恵を受けた。教会と一門が保持した代官権によってリムブルクのコンラディン家はその後の権力基盤を創り出した。
参事会は、クルツボルトとヒルデスハイム司教ディートハルトの請願により、940年に今度はオットー1世から新たな寄進を得た。それまでニーダーツォイツハイムの貴族エーバーハルトが所有していた土地を聖職者の生計向上のためにこれを贈ったのであった。この文書はクヴェトリンブルクで作成された。その後間もなくオットー1世はこのリムブルクの参事会をその所有財産とともに自分の庇護下に収めた。これにより、この参事会を攻撃して脅かす者は、王の報復を恐れなければならなくなった。王は、何人たりとも、クルツボルトの死後にもリムブルク参事会をレーエンとして授けたり、譲渡することはできないと定めた。この規定および類似の法的活動は、この参事会が、従ってリムブルク自体が、おそらく10世紀にはすでに、遅くとも12世紀初めには法的にも政治的にもニーダーラーンガウの一部ではなくなっていたことを推察させる。
コンラディン家は10世紀後半にニーダーラーンガウの伯の地位をディーツ家に奪われた。ディーツ家はその少し前にこの地域に現れたばかりであったが、参事会の代官としてリムブルクを保持した。ディーツ家はすぐ隣のディーツを新たな権力中心として拡充した。皇帝コンラート2世は11世紀に聖ゲオルク参事会にブドウ畑と「ホーフ・ツー・カンプ」（現在のカンプ＝ボルンホーフェン）を譲渡した。ゲオルク参事会は、遅くとも12世紀初めには本市を含む広い領域を支配しており、その代官が法を執行する権限を有して、支配権を強化していった。リムブルクも地域支配の拠点となっていった。
本市は11世紀に約 1.8 ha の参事会教会と城の管轄領域から城山を下って西方面に拡大し、12世紀初めに市壁で囲まれた。市壁は、後のエアバッハー・ホーフの南端付近から、後のローゼンガッセの東側、現在のベーマーガッセの南、現在のコルピングガッセの東を通って、再び城までつながっていた。市壁は城の管轄域を含む約 11 ha を囲んでいた。
1160年に、ケルンからフランクフルト・アム・マインへの街道の一部としてラーン川に木製の橋が架けられ、遅くとも1227年から第一次世界大戦まで通行者に税が課された。これはこの街の歴史において最も重要な収入源であった。聖職者ゴットフリート・フォン・ベーゼリヒが建造者であったと伝えられている。12世紀末に現存するリムブルク城の最初の建設が始まった。おそらく1219年に城と参事会の代官権は、したがってリムブルク市とその周辺の支配権も、イーゼンブルク家に移された。それまでには、コンラディン家からグライベルク＝ルクセンブルク家、パイルシュタイン家、ライニンゲン家を経てイーゼンブルク家に至るまでの、極めて複雑で、現在では明確に解明できないプロセスがあった。イーゼンブルク家は、マインツ大司教およびヘッセン方伯と 1/3 ずつこの帝国からのレーエンを分け合っていた。この新しい領主は、その後数十年にわたって、リムブルク住民の権利を抑圧し、自らの権力を強化しようと努めた。これに対して、発展して経済的な重要性を獲得し、都市と認識されるようになったこの街の住民たちは抵抗を示した。イーゼンブルク家の傍流は遅くとも1258年から1406年までリムブルク城に住み、後にリムブルク家と呼ばれるようになった。この家系からドイツ王アドルフ・フォン・ナッサウの妃イマギナ・フォン・イーゼンブルク＝リムブルクが誕生した。
1180年にリムブルクでの貨幣の鋳造が許可された。1214年にシュタウフェン家の王フリードリヒ2世からこの街に都市権が授けられた。本市はフランクフルトの都市権ファミリーに属した。都市領主と市民との紛争、あるいは都市参審裁判の不一致の際にはオーバーホーフ・フランクフルトが決定機関となった。1279年に市とイーゼンブルク家の城主との間で協定が結ばれた。この中で、領主は都市の自由市民の権利を制限することはできないが、修道院の支配下にあるエルツ、ブレヒェン、ヴェルシャウは別であることが明示された。また、市を防衛し、防備を強化する権利もこの協定で言明された。
1232年にはすでにフランシスコ修道会がリムブルクで活動しており、1252年からは、ロスマルクトに聖ラウレンティウスに献堂された固有の木造教会を有していた。この建物は14世紀初めに現在の市教会に建て替えられた。かつての参事会教会の場所には聖ゲオルク聖堂が建設された。その建設が始まった時期は精確に判明していないが、1235年に完成している。
1246年からリムブルクにベギン会が存在していたことが証明されている。その会員は、特に市民階級の女性で構成されていた。ゲルラハ1世（1298年没）の要請によって、リムブルク・ヴィルヘルミーテン修道院が、初めはラーン川の中州に設けられた。

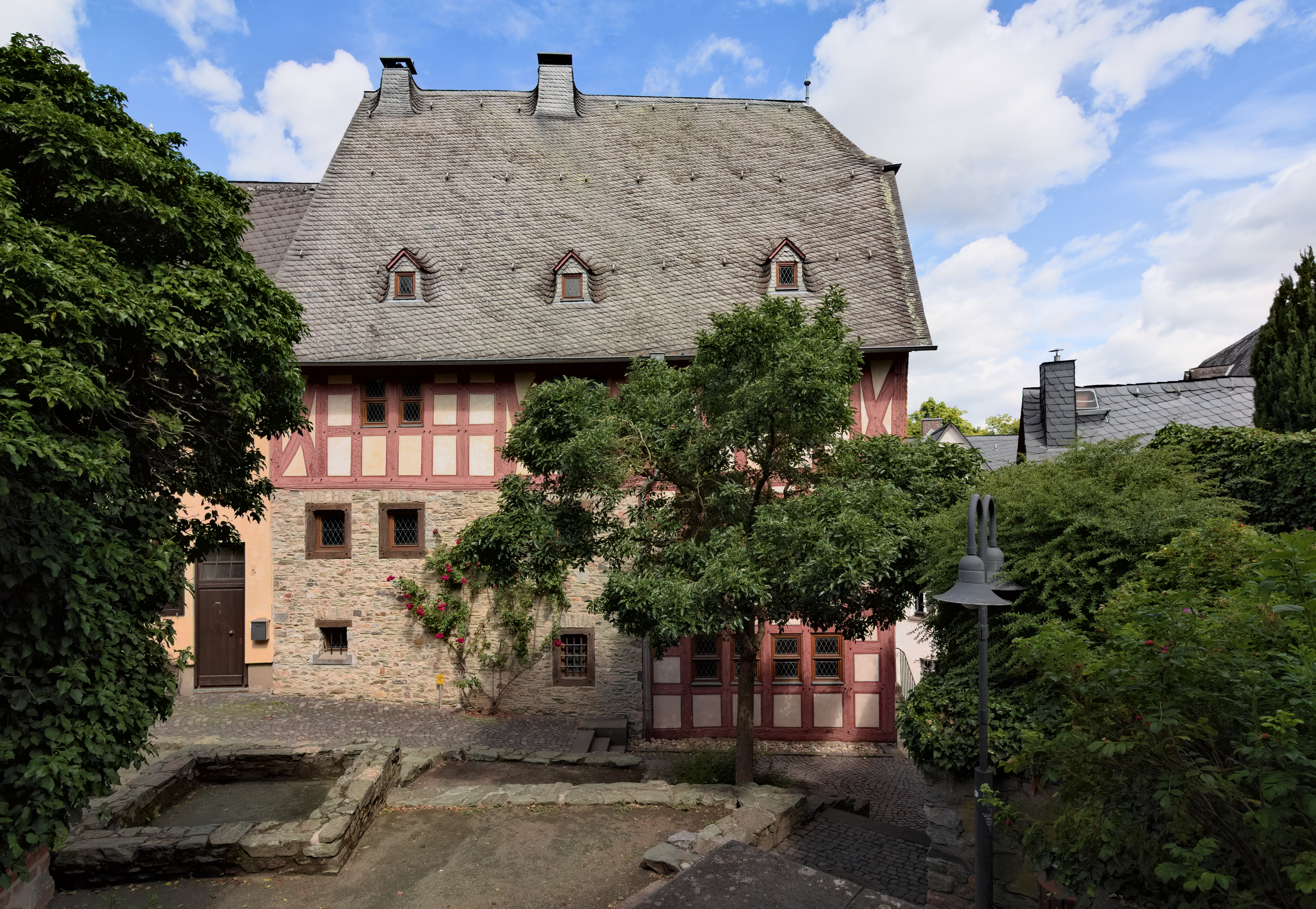
レーマー2-4-6の家

1289年5月14日に壊滅的な都市火災が起き、リムブルク内市街の広い部分が破壊されたが、すぐに復興された。リムブルクに現存するおそらく最も古い建物であるレーマー2-4-6番地の家屋はこの時に建設されたものである。
12世紀から13世紀に2つのフォアシュタットが建設された。そのうちの1つはフランシスコ会の集落と関連して城の南に建設された。湿った土地で建築条件が良くなかったことから、単純な職人が主に住んだ。その後数十年の間に、教会沿いに市の大きな住民墓地ラウレンティウス＝キルヒホーフが設けられた。もう一つのフォアシュタットは、現在のコルンマルクトの東からプレッツェやザックガッセを経由してレールガッセまで市壁前に弓状に発展した。

### 14世紀から15世紀
1304年に初めてゲオルク参事会の付属神学校の存在が証明されている。後の史料では参事会学校は現在の聖堂とミヒャエル礼拝堂との間にあったとされている。ここには参事会付属神学校の他に小さなラテン語学校も入居していた。ノネンマウアーの女学校は、1484年以前には存在していなかった。
度重なる洪水災害のため、ヴィルヘルミーテン修道院は1317年にディーツ門前のフォアシュタットに移転した。さらにプレモントレ会アルンシュタイン修道院やシトー会エーバーバッハ修道院（エアバッハー・ホーフ）も立派な建物を有した。ベギン会は、遅くとも1341年に自前の建物を有していたが、1417年に最後の記録がなされている。ロスマルクトと城山南西の2つのフォアシュタットは、1225年から1230年に、間の市壁（現在のグラーベン通り）が建設されたことで防衛施設内に取り込まれた。14世紀半ばまでにさらに3つのフォアシュタットが建設された。ラーン川右岸に位置し現在もその名で呼ばれているブリュックフォアシュタット、ハンマー門前のフランクフルター・フォアシュタット、現在のノイマルクト付近の集落がそれであった。これらのフォアシュタットや、壁の前に位置する村落は、1450年の少し前に門や塔のある壁が設けられた堀で囲まれた。この防塁は本来の市壁の遙か前方、現在のシーデの街道筋あたりに伸びていた。フォアシュタットの住民はエリート商人と比べ、市の事業に関与することができず、初めは市議会に代表を立てることもできなかった。それにもかかわらず彼らは自治体の経済的負担を担わなければならなかった。1458年になって2人の議員をたてることが許された。この頃城山は、元来の城や修道院の他に下級貴族家の屋敷を含む附属建築物で建て込んでいた。
1315年と1346年に、おそらく2つの工期に分けて、石造のラーン川の橋が建造された。遅くともこの石造の橋建設によってブリュッケンフォアシュタット（元はノイシュタットと呼ばれた）が建設された。最初の大きな建築工事は、施療教会を含む旧診療所であった（1310年以前）。シトー会マリエンシュタット修道院は館を建設するために1340年から4軒の家屋を購入した。1359年以前にブリュッケンフォアシュタットは堀と土塁で護られた。ここには、コイヒャー門、ディートキルヒャー門、ハーネン門の3つの門が設けられた。同様の施設はすでに1343年/1344年に、ラーン川左岸のフォアシュタットを護るために建設されていた。
皇帝ルートヴィヒ4世は、1336年にこの街のユダヤ人保護権の所有者がリムブルクの領主であることを認めた。早くもその1年後にユダヤ人たちはこの街から追放された。ユダヤ人は、1341年に王の命令により再びこの街に住むことができるようになった。しかし定住は住民たちの抵抗に遭い、短い期間で終わった。1349年には再びユダヤ人に対する排斥が起こり、この街から追放された。この追放に伴い、エアバッハー・ホーフ近くにあったミクワーやユダヤの礼拝施設が廃止され、修道院に売却された。14世紀後半にはユダヤ人が住んでいたが、その範囲はコルンマルクトのゲットーに制限されていた。ここには初めて記録されたシナゴーグがあり、新たなミクワーが設けられた。
1344年に本市は、その半分がトリーア選帝侯に質入れされた。このできごとは、リムブルク家が次第に衰退していったことを示している。この頃には、リムブルク家はリムベルク市民からも相当額の借金をしていた。1342年に起きた新たな都市火災（最初の火災よりも範囲は広くなかった）やペスト（1349年、1356年、1365年）、とりわけ領邦君主の台頭により貴族家は衰退していった。これと関連して、この街は次第に局地的なフェーデに巻き込まれていった。本市は、1359年にはトリーア選帝侯によるフィルマー征服に、1360年にグレーテンシュタイン城の破壊に参加した。1372年10月にリムブルク軍は、その2年前に都市権を獲得したばかりのエラーを破壊した。この街に盗賊クレーとブッセが滞在しているというのがその理由付けに使われた。カッツェンエルンボーゲン伯の尽力により、リムブルク市は最高宮廷裁判所から2000マルクの賠償金を支払うよう宣告された。しかしリムブルクはフランクフルト市の裁判管轄下にあったため、この判決は執行されなかった。1380年にシュタッフェル領主家がリムブルクを攻撃し、ブリュッケンフォアシュタットの20軒の家屋がシュタッフェル軍によって焼き払われた。おそらく1399年の後すぐにフィッシュマルクトに市庁舎（現在は「歴史的市庁舎」と呼ばれている）が建設された。
1406年のヨハン2世の死によってリムブルク家の最後の男系後継者が断絶した。市と街はすでに半分がトリーア大司教に質入れされており、1380年に本市に関する帝国レーエンの領主権を譲り受けたため、大司教は領主権全体を獲得した。1420年に全域がトリーア選帝侯の所有となった。
トリーア選帝侯はリムブルクの半分を騎士のフランク・フォン・クロンベルクに質入れしたが、この共同統治者はリムブルク市民に嫌われており、紛争が起こった。このためクロンベルクはこの質草を1435年にヘッセン方伯ルートヴィヒ1世に譲渡した。この所有地はさらに細分化された後、1482年から再びヘッセン方伯とトリーア選帝侯だけで分割された。
中世には毛織物と布の取引がリムブルクの主要な経済分野であった。さらに小さな都市領域内でブドウ栽培が集中的に営まれた。しかし1600年までにはこの経済分野は衰退した。三十年戦争の間に市域におけるブドウ栽培は完全に消滅した。

### 16世紀から19世紀
ドイツ農民戦争の動乱を承けて1525年にリムブルク住民も騒乱を起こした。トリーア選帝侯が住民たちにルター派聖職者を本市から追放するよう要求したため、議員資格を持たない住民からなる委員会は5月24日に30項目の要求リストを提出した。その中には主に、財務決定に関与することと、税、交易、建設問題における商人との公正な取り扱いが要求されていた。この要求は委員会と議会との数日間の交渉で16項目にまで絞り込まれ、その後選帝侯との協議に入った。しかし8月5日に大司教リヒャルトは、議会は市民に対する全ての譲歩を撤回するよう命令した。さらに集会の禁止と、議員資格を持たない市民が2人の代表者を議会に出席させていたことも禁ずることを命じた。
宗教改革がこの街にさらなる紛争をもたらした。しかし、トリーア選帝侯領に属していたためこの街はカトリックに留まった。街の修道院は打撃を受けた。ヴィルヘルミーテン修道院は1568年に最後の修道院長が亡くなった後に、フランシスコ会修道会は1577年から1582年の間に閉鎖された。

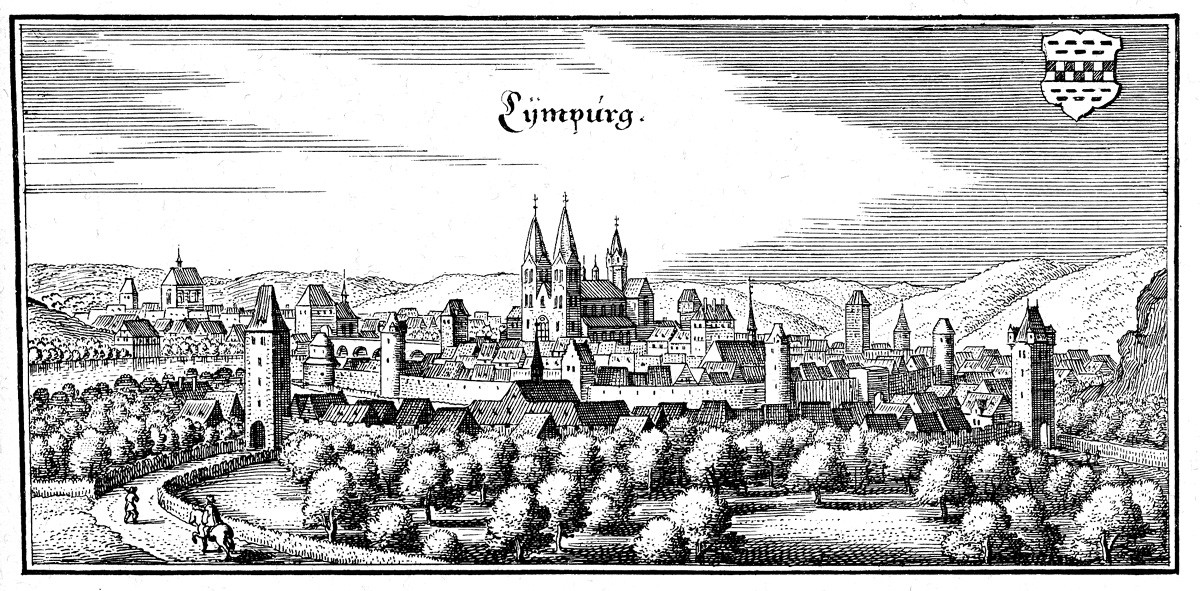
1655年に出版されたマテウス・メーリアンの銅版画に描かれたリムブルク

三十年戦争の間、リムブルクは1631年と1635年に行軍する兵士に略奪され、包囲された。交通の便が良い立地であることから本市は行軍ルートの一部となっており、このため兵士たちは住民の近くで宿営することを好んだ。翌世紀の第一次対仏大同盟戦争でもリムブルクは無傷では済まなかった。1796年に撤退中のフランス軍は、いわゆるリムブルクの戦いでオーストリア軍がラーン川を渡ることを阻止しようとした。砲兵戦で街の一部が焼失した。
リムブルクのフランシスコ修道会は1635年に、その2年前に設立されたテューリンゲン・フランシスコ会修道管区の一部となり、急速にその中心となっていった。この管区は1762年までリムブルクに本部を置いており、1811年まで管区の中央修道院が設けられていた。フランシスコ会は、1664年に街の若者のためのギムナジウムを開校し、1749年にこれを拡張した。
1760年代に学校制度の根本的な改革がなされた。数多くの私塾が閉鎖され、中世から存在する2つの学校、すなわち男子のためのシュティフツシューレと女子のためのノネンシューレに加えて、さらに2校が設けられた。両校は市のホスピタルファウンドから経済支援を得た。こうして病院の建物内に男子のためのホスピタルシューレと女子のためのユングフェルンシューレが設立された。18世紀末に女子校の2校は統合され、参事会組織の解散によって著しく縮小されていたシュティフツシューレは1817年にホスピタルシューレに併合された。1813年にフランシスコ会修道院が廃止された。これに伴いフランシスコ会のギムナジウムも活動を停止し、リムブルクはラテン語学校を有しない、したがって上級の学校に進学する機会を提供する施設のない都市となった。その後、私立のラテン語学校を設立しようとする試みが何度も行われたが、いずれも短期間で閉校した。最終的に1837年に都市教区司祭カスパー・ハルムが、かつてのフランシスコ会ギムナジウムのスペースにラテン語学校を開設する認可を公爵から得た。1846年に、以前失敗した邦立実科学校が、今度は市の学校理事会の主導で、前回と同じ病院施設内に設立された。これにより私立のラテン語学校は廃止された。プロイセンによるナッサウ併合後、この実科学校はプロイセンの学校システムに従って、1869年まで高等市民学校に改編された。その後この学校はギムナジウムとなり、1903年に初めてアビトゥーアを授与する資格を得た。1872年にホスピタール通りに女学校のための新しい建物が完成した。さらにその後、ホスピタールシューレから遠くないヴェルナー＝ゼンガー通りに国民学校がもう1校設けられた。体操の授業は、19世紀にロスマルクト（直訳: 馬市）のホールで行われた。

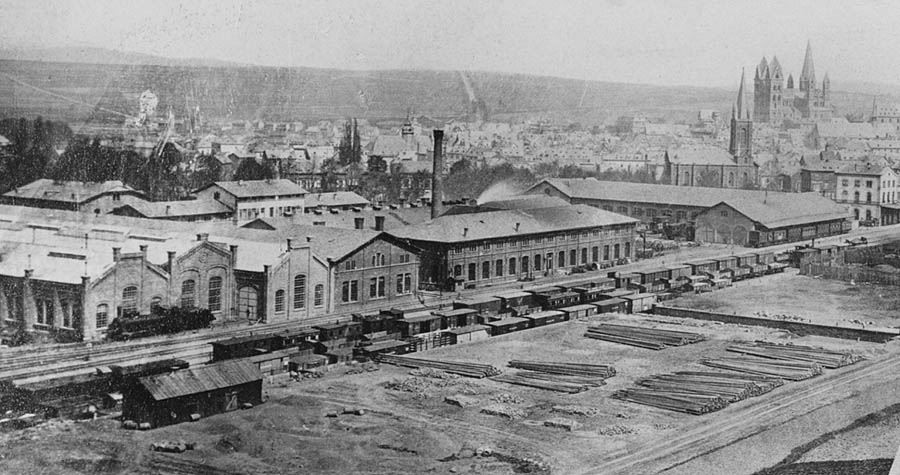
1880年に拡張される以前のリムブルク駅

1806年にリムブルクは、新設されたナッサウ公国に編入され、900年に渡って存続した参事会が廃止されて、参事会教会は教区教会となった。1818年には市壁が解体された。同じ年に最初の実科学校が設けられたが、実際に授業が始まったのは1819年からで、1824年には閉校した。1827年、ナッサウ公ヴィルヘルムの請願によりこの街はカトリックの司教座都市に昇格し、教区教会は聖堂の地位を獲得した。1830年にコルンマルクトの市壁が破壊され、その後完全に取り壊された。1848年の自由化運動は、リムブルクのカトリック信者が何世紀もの間ベーゼリヒのマリアの救済巡礼礼拝堂に詣でており、強い信仰心を持っていることを知らしめることとなった。普墺戦争の結果、1866年にリムブルクはプロイセン領となったが、それ以前の1862年からリムブルクは鉄道の重要な結節点となっていた。リムブルクは1886年に新設されたリムブルク郡の郡庁所在地となり、王が指名する郡長の所在地となった。
街の消防団は1867年2月6日に創設され、石けん工場主のヨーゼフ・ミュラーが団長に選ばれた。リムブルク消防団は、1873年6月2日に、設立後最初のヴィースバーデン県消防連盟の連盟集会の主催者となった。
1892年にパロッティ会修道士が初めてドイツに来て、リムブルクに拠点を置いた。1895年にパロッティ女子修道会もこれに続いた。ヴァルダードルファー・ホーフは手狭であったため、この宗教団体は1896年に土地を取得し、最初に伝道所を建設した後、1926年/1927年にカトリックの聖マリエン修道院教会を建設した。
1900年に市の行政当局はヴェルナー＝ゼンガー通りの新しい市庁舎に入居した。

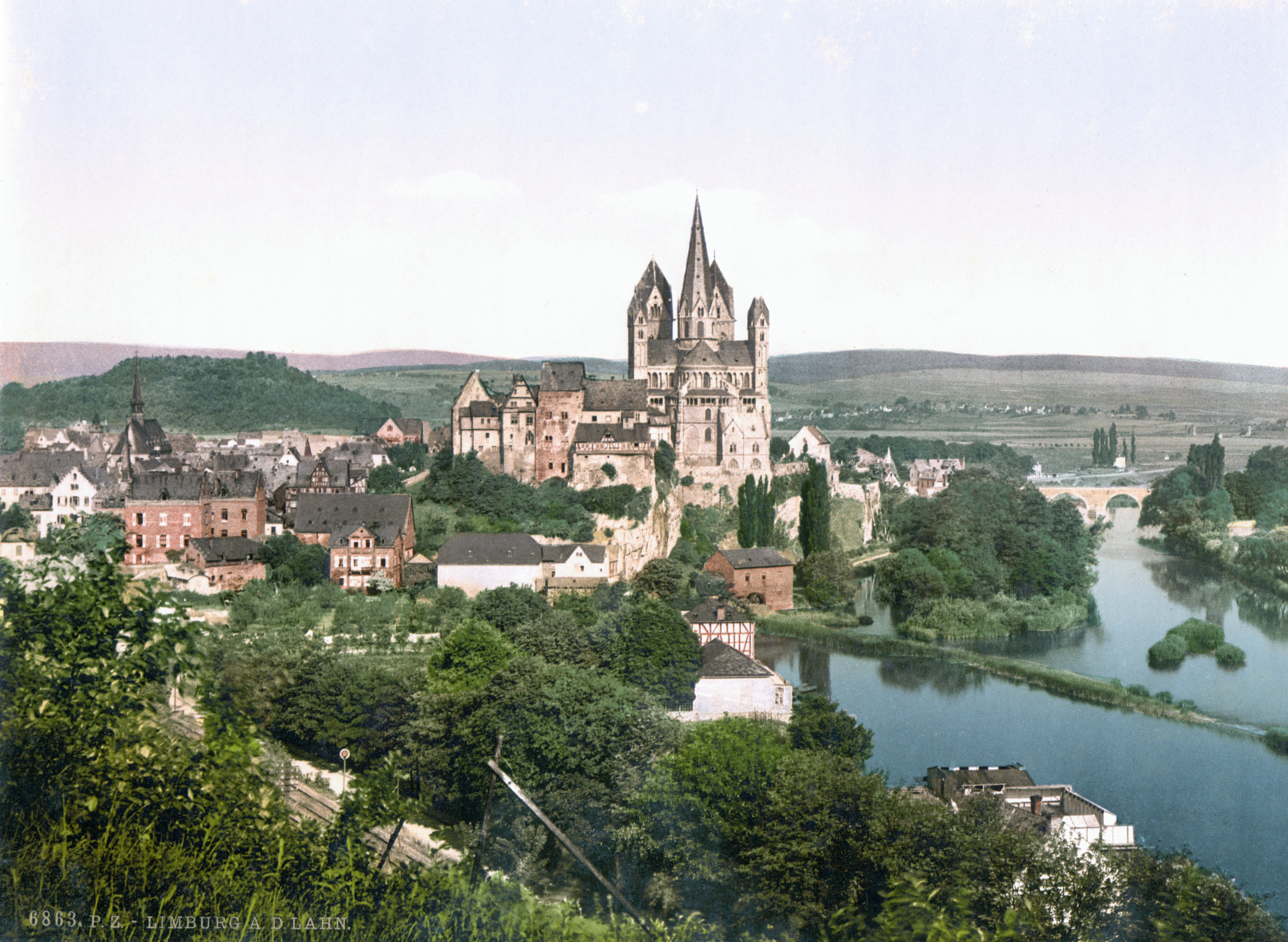
1900年頃のリムブルク

### 20世紀から現代
リムブルクは、本来の意味での軍事基地都市ではないが、軍事補給施設や軍事司令施設が何度も設置された。ドイツ帝国軍ヴァイルブルク地方司令部は、1889年にリムブルクに移転し、1918年までここにあった。1910年4月24日には、飛行船 LZ 5 がバート・ホムブルクでの皇帝ヴィルヘルム2世を讃えるパレードからの帰路に強風のためホーフグート・ブルーメンロートに緊急着陸した。翌朝、係留索が引きちぎられ、無人のままヴァイルブルク方面に飛んで行き、そこで山に衝突した。1967年に造られたブルーメンロート地区を東西に貫く通りは、この事件にちなんで「ツェッペリン通り」と名付けられた。
1904年にヴェルナー＝ゼンガー＝シューレは大幅に拡張された。1908年にロスマルクトの国民学校校舎が放棄され、国民学校は「ヴィルヘルミーテンシューレ」という名で旧ギムナジウムの増築部分に移転した。1909年にリムブルクで最初の、知的障害者のための補助課程が設けられた。1944年の爆撃で、ヴェルナー＝ゼンガー＝シューレの校舎は半分が破壊された。
第一次世界大戦後、1919年から1923年までのラインラント占領の間、リムブルクは占領されなかった。ヴァイマル共和国の最寄りの都市であったため、ボトルネック自由国の「首都」で裁判所の所在地となった。
市議会議員でリムブルク市長のクリュスマンが1933年に突撃隊兵士に屈服して辞任する1年前、アドルフ・ヒトラーが「ドイツ遊説」の一環でリムブルクのノイマルクト（後のアドルフ＝ヒトラー広場）で演説を行った。1938年、この街に国防軍管区司令部が設けられた。終戦直前には第13.SS鉄道建設旅団が「駅の運営」を維持するためにリムブルクに移転した。
1944年からエアバッハー・ホーフに支所を置いていたゲシュタポ・フランクフルト/マインの依頼で、パロッティ会の資産を着服するために、1941年から1944年の間に12人のリムブルクのパロッティ会修道士が逮捕された。彼らはまずフランクフルトに送られ、そこからダッハウ強制収容所に移送された後、2人が殺害された。リムブルクの都市教区司祭ハインリヒ・フェンデルは聖堂参事会、教会役員会、パロッティ会の協力を得て、1943年にマリエン教会を中心とする教会区を建設することでリムブルクからのパロッティ会修道士の追放を阻止した。教団は1年後に伝道所と教会から去ることを余儀なくされたが、第二次世界大戦直後に戻り、現在もそこで存続している。

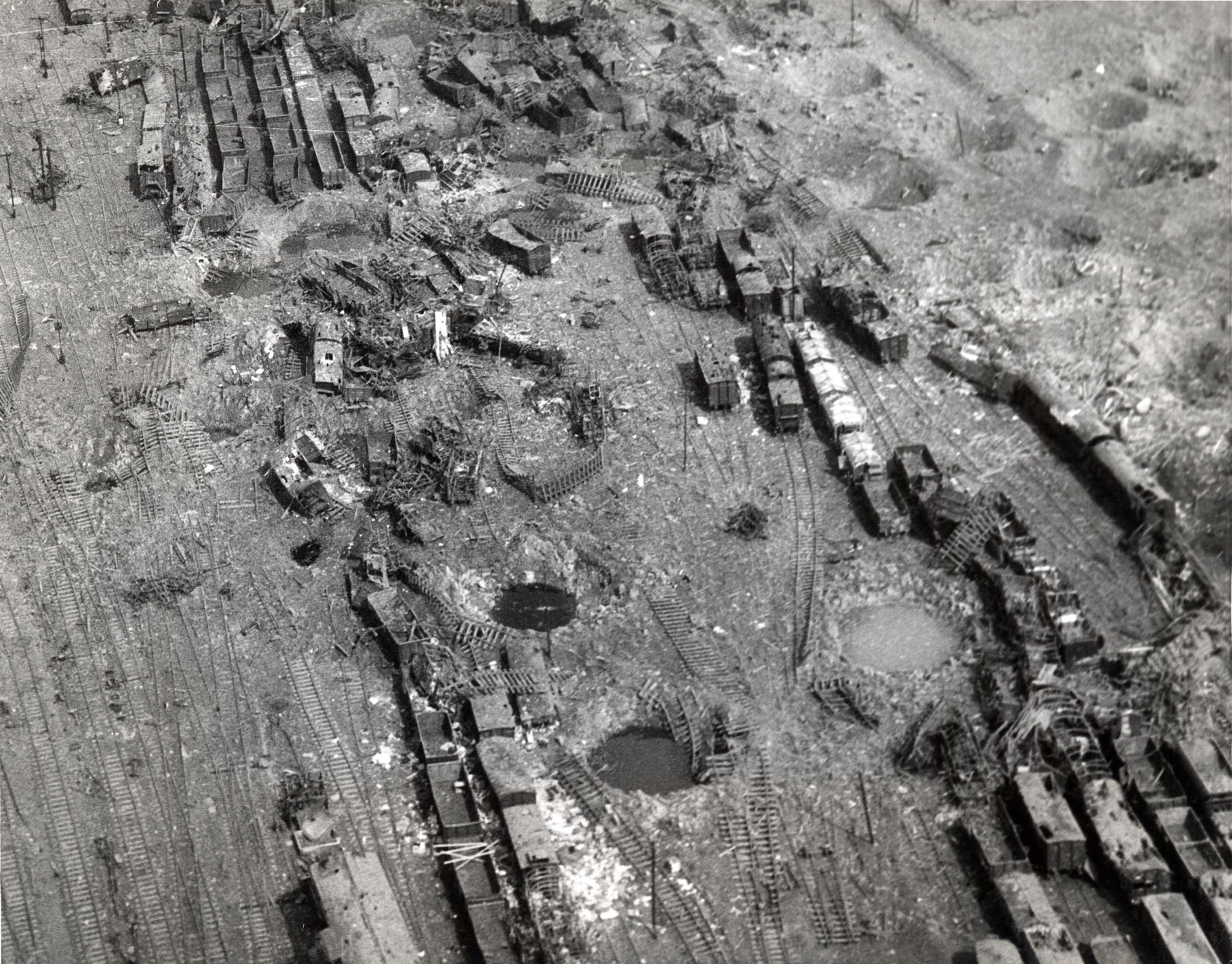
1944年12月23日の空爆後のリムブルク駅操車場

第二次世界大戦中リムブルクは、主に鉄道施設のために合計11回空爆の目標となった。1945年3月25日の朝激しい攻撃が行われ、40人の犠牲者がでた。翌日、アメリカ軍の第一陣がこの街に進軍して来た。
1945年7月からリムブルクは、旧ナッサウ州の一部としてアメリカ管理地区に属し、その後新たなグロース＝ヘッセンの一部となり、最終的にヘッセン州に組み込まれた。
1966年にドイツ連邦軍の「中部需品分隊」（後の第850補給司令部）がマインツからリムブルクに移転した。この部隊は、主に第3軍団の物品補給を任務とし、かつてのシャイト社に入居していた。補給司令部には 300人以上が勤務しており、多くの倉庫を管理している。1976年にはさらに用具倉庫がリンデンホルツハウゼンからリムブルクの補給司令部に移転した。ドイツ連邦軍のリムブルク分所は廃止された。
1960年代に多くの住宅地や産業用地が建設され、中核市区は特に北、北東、南方面に拡大した。東側と西側には建物の境界線がほとんど変わらずに残された。1988年にリムブルク消防団が1万人以上の参加者を集める第13回ヘッセン消防の日を開催した。

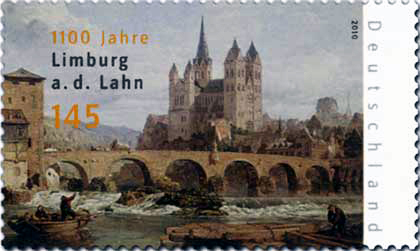
リムブルク1100年祭記念切手

リムブルクは、2010年に初出から1100周年を祝った。これを記念して2010年初めに記念切手が発行された。この切手は、北西側から観た古いラーン橋と橋塔および聖堂が描かれた1862年のジョージ・クラークソン・スタンフィールドの絵をモチーフとしている。オリジナル作品は、ボン・ライン州立美術館に収蔵されている。

### 歴史的表記
現存する史料でリムブルクは、以下の表記で記述されている（括弧内は記述された年である）。
- Lintburk （910年） (Struck, Quellen zur Geschichte der Klöster 1, Nr. 1)
- Limburg （1062年） (Struck, Quellen zur Geschichte der Klöster 1, Nr. 7)
- Limburc （1122年） (Struck, Quellen zur Geschichte der Klöster 1)
- Limpurg （1616年） (Kupferstichkarte von Nassau)

### 領邦・行政体の変遷
以下のリストは、ルンケルの属した領邦および行政体を概観するものである。
- 910年: ラーンガウ（ドイツ語版、英語版）
- 1803年以前: 神聖ローマ帝国トリーア選帝侯領ウンテーレス・エルツシフト、アムト・リムブルク
- 1803年から: 神聖ローマ帝国ナッサウ＝ヴァイルブルク侯領（帝国代表者会議主要決議による）アムト・リムブルク
- 1806年から: ナッサウ公国アムト・リムブルク
- 1816年から: ドイツ連邦ナッサウ公国アムト・リムブルク
- 1849年から: ドイツ連邦ナッサウ公国クライスアムト・リムブルク
- 1854年から: ドイツ連邦ナッサウ公国アムト・リムブルク
- 1867年から: 北ドイツ連邦プロイセン王国ヘッセン＝ナッサウ州（ドイツ語版、英語版）ヴィースバーデン県ウンターラーン郡
- 1871年から: ドイツ国プロイセン王国ヘッセン＝ナッサウ州ヴィースバーデン県ウンターラーン郡
- 1886年から: ドイツ国プロイセン王国ヘッセン＝ナッサウ州ヴィースバーデン県リムブルク郡
- 1918年から: ドイツ国プロイセン自由州ヘッセン＝ナッサウ州ヴィースバーデン県リムブルク郡
- 1944年から: ドイツ国プロイセン自由州ナッサウ州（ドイツ語版、英語版）リムブルク郡
- 1945年から: アメリカ管理地区（ドイツ語版）グロース＝ヘッセン（ドイツ語版、英語版）、ヴィースバーデン行政管区リムブルク郡
- 1949年から: ドイツ連邦共和国ヘッセン州ヴィースバーデン行政管区リムブルク郡
- 1968年から: ドイツ連邦共和国ヘッセン州ダルムシュタット行政管区リムブルク郡
- 1974年から: ドイツ連邦共和国ヘッセン州ダルムシュタット行政管区リムブルク＝ヴァイルブルク郡
- 1981年から: ドイツ連邦共和国ヘッセン州ギーセン行政管区リムブルク＝ヴァイルブルク郡

## 住民

### 人口推移

1790年から2017年のリムブルク・アン・デア・ラーンの人口推移

リムブルクは19世紀初めには、小都市であった。市町村合併ではじめて現代の定義で閾値を超え、その後急速に人口が増加した。国家社会主義の時代と1960年代末を除き、人口は常に増加を続け、2005年に33,977人の最大値を記録した。2005年から2010年までの間、人口はわずかに減少した。この傾向は2011年に終結し、2012年に33,619人にまで増加した。
人口統計学的発展に基づくヘッセン州統計局の予測は、中期的に34,000人を大きく超える人口増加があると予想している。特に60歳以上が周辺部の田舎から都市部に移動する。
2015年12月31日現在の外国人比率は 15.2 %（5,205人）である。

### 宗教

#### カトリック教会
この街は1827年に創設されたリムブルク司教区の司教座都市である。この司教区には、旧ナッサウ公国、ヘッセン＝ホムブルク方伯領、フランクフルト・アム・マイン市が含まれる。

#### 福音主義教会
リムブルクの2つの福音主義教会は、ヘッセン＝ナッサウ福音主義教会の教区監督管区に属している。リムブルクの教会組織は19世紀初めに成立し、シュタッフェルの福音主義教会の支教会であった。この教会組織は1831年にナッサウ公からエアバッハの礼拝堂を寄進され、12月にシュタッフェルの牧師ゲオルク・ニンクによって献堂された。リムブルクの定常的な人口増加のため、より大きな教会堂が必要となった。この教会堂は1866年5月29日に完成し、現在もリムブルク近郊鉄道駅の近くにある。リムブルクは1879年になってやっと独立した福音主義教会組織となった。
1973年から1975年に教会は改築された。教会を分ける2つの中天井が設けられた。3階建ての最上階は教会として残され、2階は隣接する教区の教団スペースとされた。1階には現在若者向けのレジャー施設がある。

#### ユダヤ教
最初のユダヤ人は1190年頃にフランクフルトからリムブルクにやって来た。ユダヤ教組織は1278年に文献に記録されている。この年にカンマークネヒトシャフトが皇帝からリムブルク城主に移された。ユダヤ人街はコルンマルクトと現在のビショフス広場との間、およびフライシュガッセと現在のコルピング通りとの間にあった。ユダヤ人街は、一部が壁で残りの市街と分けられていた。シナゴーグは14世紀前半からその場所にある。舞踏場、学校、浴場（プレッツェ3番地の建物の地下室跡は現存している）もあった。14世紀初め、フランクフルトの「ユダヤの戦い」の結果、ほぼ全てのユダヤ人が街から追放された。コミュニティはすぐに回復された。1420年にリムブルクがトリーア選帝侯領になった際、他の大司教領と同じく、この街でもユダヤ人追放が始まった。ユダヤ人コミュニティは1450年頃に再び消滅した。その後数世紀の間、リムブルクではユダヤ人は散発的に住むだけで、大きなコミュニティが形成されることはなかった。18世紀までフィッシュマルクトの地下倉庫がシナゴーグとして利用された。1620年頃にアンブロジオ・スピノラがナッサウ領を占領すると6家族のユダヤ人がリムブルクに逃れてきたが、1629年までに市民たちによって再び追い払われた。

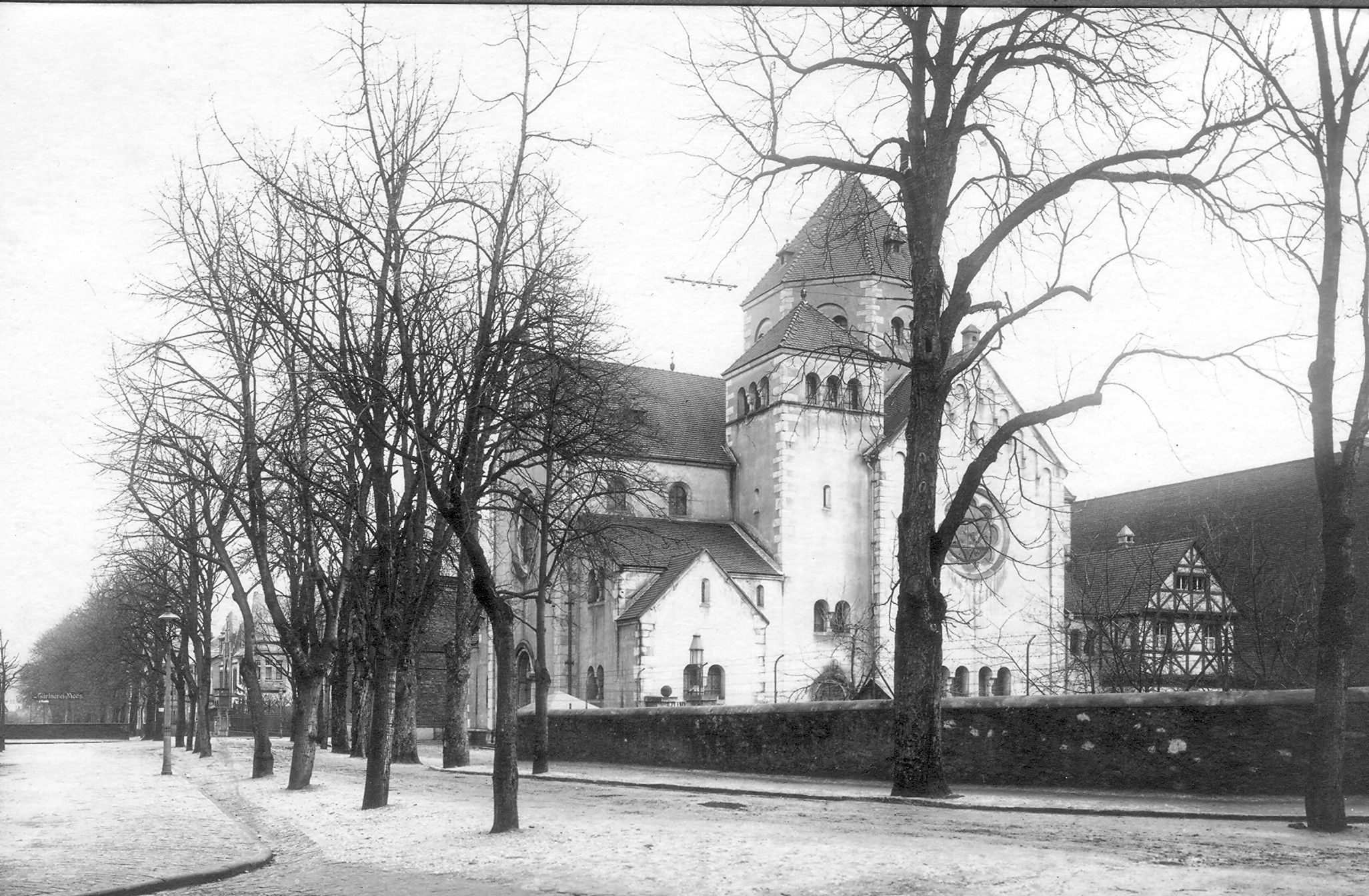
1910年に撮影されたシーデのシナゴーグ

三十年戦争後にやっと持続的なユダヤ人コミュニティがリムブルクで形成された。1725年にユダヤ人条例が公布された。1754年に6家族のユダヤ人がいたことが証明されている。1852年に60人の、1910年には281人のユダヤ教信者が記録されている。18世紀のリムブルクのユダヤ系住民の一部は大変に裕福であったことが判っており、その中の2人は街の最高額納税者となった。ユダヤ人墓地は、現在「シュレンケルト」と呼ばれる地域に設けられ、1820年まで用いられていた。その後、現在も存在しているシャフスベルクの墓地が設けられた。管轄するラビはディーツにいた。ユダヤ人は、1868年に福音主義教会からエーバーバッハ修道院の旧礼拝堂を買い取り、シナゴーグに改装した。1903年にネオロマネスク様式の新しいシナゴーグがシーデに完成した。このシナゴーグには、201の男性席と104の女性席があり、隣接するミクワーを利用することができた。
1932年には296人のユダヤ人がリムブルクに住んでいた。第三帝国で行われた迫害によりその数は急速に減少した。1937年にはまだ154人のユダヤ人が住んでおり、1938年の「水晶の夜」の後でも86人がいた。旧シナゴーグ跡には現在、ブロンズ像が建立されている。これは2015年に地方裁判所の向かいに設けられたものである。1939年9月末時点でリムブルクには8人の年老いたユダヤ人が住んでいた。約80人のユダヤ人は移住していった。他の人々の運命は定かではない。その多くはおそらく殺害されたと推測される。1945年に故郷に帰ってきたユダヤ系リムブルク住民は、わずか3人だけであった。本市のユダヤ人コミュニティで最もよく知られた人物で、1933年にカトリックに改宗した詩人で郷土史家のレオ・シュテルンベルクは、1937年に亡命先のユーゴスラビアで亡くなった。
1998年からリムブルクには再びユダヤ教会が存在しており、2009年時点で200人の信者がいる。このコミュニティは専らロシア系移民で形成されている。2009年2月、ブリュッケンフォアシュタットに新しいシナゴーグが完成した。
他の多く都市と同じように、リムブルクでも2013年から、国家社会主義によるユダヤ人犠牲者を追悼するストルパーシュタイン（躓きの石）が設置されている。

#### ムスリム
Ahmadiyya-Muslim-Jamaat 教団の Bait-ul-Ahad モスクは、2012年5月にリムブルク警察署の向かいに完成した。イスラム教会 Millî Görüş のやや小さな Fatih モスクは、アイゼンバーン通り（駅前通り）にあり、1990年に造られた。Fatih は「征服」を意味しており、キリスト教の都市であったコンスタンティノープルを征服したメフメト2世にちなんで名付けられた。DITIB-教会の Bilal-i Habesi モスクは、1980年から存在していたが、2008年に新しい建物の定礎がなされるまで、かつての製材所に仮の礼拝施設が設けられていた。2010年10月2日にブルーメンレーダー通りに新しい建物が開所された。この施設は高さ約 18 m のミナレットを持つ、現在リムブルク・アン・デア・ラーン最大のモスクである。

## 行政

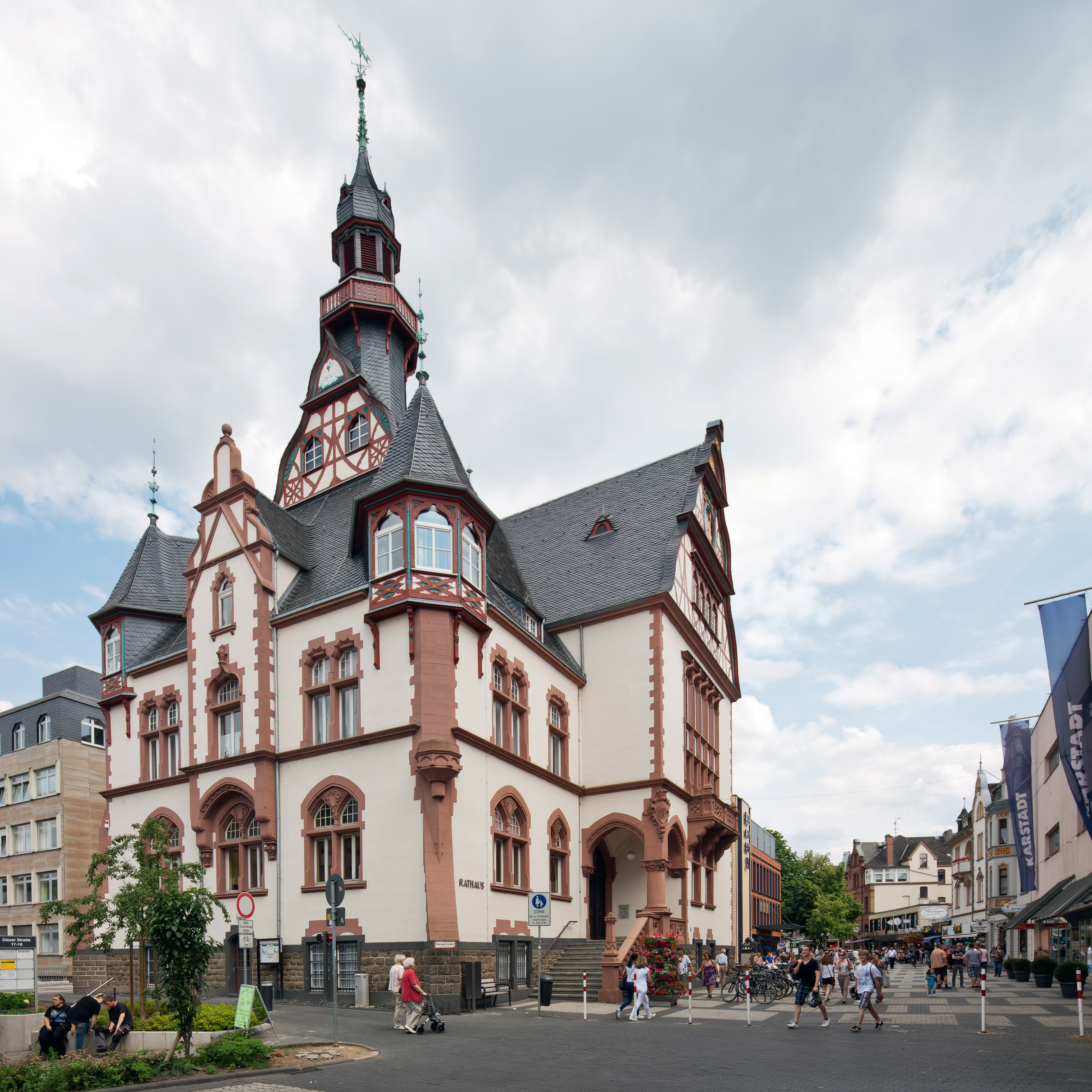
リムブルク・アン・デア・ラーン市庁舎

### 議会
リムブルク・アン・デア・ラーン市の市議会は、45議席からなる。

### 首長
本市の市長は、2015年12月2日からマリウス・ハーン (SPD) が務めている。彼は、1997年12月2日から2015年12月1日まで市長を務めたマルティン・リヒャルト (CDU) から市長職を引き継いだ。2015年6月14日の市長選挙では、53.2 % の票を獲得したハーンが対立候補のミヒャエル・シュタンケ (CDU) に勝利した。この選挙の投票率は 41.6 % であった。
第二次世界大戦後の市長を列記する。
- ヨーゼフ・シュナイダー (CDU) 1945年3月27日 - 1960年6月30日
- フランツ＝ヨーゼフ・エッベルト (CDU) 1960年7月1日 - 1964年12月31日
- ヨーゼフ・コールマイアー（無所属、1973年以降は CDU）1965年4月1日 - 1985年11月30日
- ヴォルフガング・リューディガー (SPD) 1985年12月2日 - 1991年12月1日
- ペーター・アルノルト (SPD) 1991年12月2日 - 1997年12月1日
- マルティン・リヒャルト (CDU) 1997年12月2日 - 2015年12月1日
- マリウス・ハーン (SPD) 2015年12月2日 -

### 紋章
この街は1200年頃には既に印章を用いていた。しかし、現存していないため、そのデザインは判っていない。2番目の現存する印章は、デザインは現在の紋章と似たもので、1243年に使用が確認されている。現在の紋章は1908年から使用されている。
図柄: 青地に、胸壁のある塔を3本持つ銀色の城。中央の塔には青い楯が掲げられている。その中に2列の赤と銀色の市松模様の帯で分割されており上部は7つ、下部は6つの金の小長方形が横向きに配置されている。
解説: この紋章は2本の側塔と中央の楼門を有する城の防壁を描いている。防衛台の下にイーゼンブルク＝リムブルク家の紋章が掲げられている。

### 姉妹都市
リムブルクは以下の都市と姉妹都市関係にある
- サント＝フォワ＝レ＝リヨン（フランス、メトロポール・ド・リヨン）1967年
- アウデンブルグ（フランス語版、英語版）（ベルギー、ウェスト＝フランデレン州）1972年
- リッチフィールド（イギリス、スタッフォードシャー）1992年

リムブルクとリッチフィールドとの姉妹都市締結により、サント＝フォワ＝レ＝リヨンとのサークル姉妹都市関係が成立し、2012年にその成立20周年がリムブルクで祝われた。同年、姉妹都市との連帯の徴としてこの街は、オイローパ広場で天然石にはめ込んだ4つの姉妹都市の紋章を除幕した。

### 協力関係
1956年にウニチェフ市から追放されたズデーテンのドイツ人に対する支援協力関係を締結した。1961年に本市は連邦海軍のUボート母艦に対する支援協力関係を締結した。この船は「ラーン」と名付けられたが、リムブルク市の紋章を掲げていた。この他に、ICE車両にも「リムブルク・アン・デア・ラーン」という名がつけられている。

## 経済と社会資本

### 立地条件
商工会議所によれば、リムブルクはライン＝マイン地方の中心都市の1つであり、長年にわたり変動する産業への投資を行っている。小売業は一貫して高く評価されている。特に人口当たりの売上高は平均以上である。大企業の支店はわずかだが、主に様々な分野の中小企業が存在しており、リムブルクには支配的な産業分野はない。1960年代と1970年代にいくつかの市区で産業地区が指定された。現在、街のほぼ全方角に産業立地がある。
リムブルクが企業立地に選ばれる決定的な要因としては、以前から中心的位置にあることや交通の便が良いことが挙げられる。ドイツ鉄道の高速鉄道ケルン - ライン/マイン線に接続して以降リムブルクは、ケルン大都市圏やフランクフルト・アム・マイン大都市圏に近い、短時間でアクセスできる企業の会議都市として注目を集めている。これは、18,000人以上が従事するサービス業の強化に寄与した。
労働人口がドイツ全体では僅かながら減少しているにもかかわらず、2000年から2010年までの間にリムブルクの就労者数は 8.5 % 増加した。同時期のヘッセン州の就労者数増加率は 0.5 % であった。これは新たに創出された職場と通勤者の余剰に関係している。2012年のこの街に通勤している社会保険支払い義務のある就労者の数は 16,063人、この街から通勤している就労者は 6,401人であった。同じ年の社会保険支払い義務のある労働者数は 20,471人であった。リムブルク＝ヴァイルブルク郡の職場の 44 % がリムブルク市にある。

### 交通

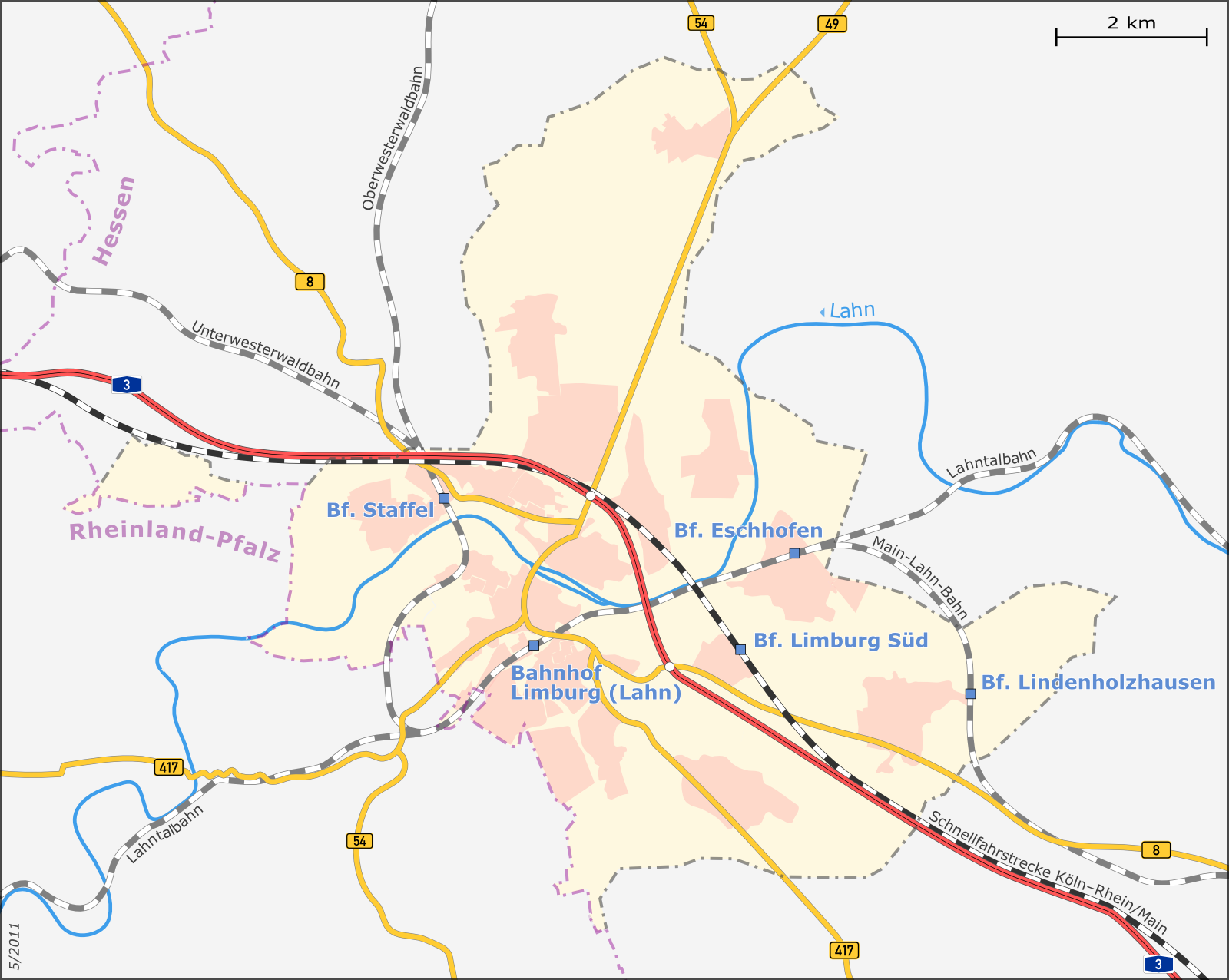
リムブルクの交通地図。赤線がアウトバーン、黄色い線が連邦道である。

#### 道路
リムブルクは伝統的な交通の結節点である。早くも1248年に木製のラーン橋が架けられ、1306年の洪水の後に石造の橋（旧ラーン橋）に掛け替えられた。この他の道路橋には、アウトバーン A3号線のリムブルク・ラーンタール橋（2016年）、シュタッフェルのラーン橋、1968年に架けられた新ラーン橋がある。連邦道は、シーデトンネルで駅前広場をくぐり、アイゼンバーン通りで内市街地区を通り抜け、新ラーン橋を通る。中世には既に、ヴィア・プブリカと航行可能なラーン川とがここで交差していた。現在は、アウトバーン A3号線と、おおむねヴィア・プブリカのコースをたどる連邦道 B8号線がこの街を通っている。連邦道 B49号線はリムブルクを、西はコブレンツ、東はヴェッツラーおよびギーセンと結びつけている。郡境からヴェッツラーまでの区間は現在4車線に拡幅されている。オーバーティーフェンバッハまでの区間は「ランゲ・マイル」とも呼ばれる。B54号線は、一方は北のジーゲンに至り、他方はディーツを経由して南のヴィースバーデンに向かう。B417号線（ヒューナー通り）もやはりヴィースバーデンに至る。B54号線の南バイパス道路が計画されているが、賛否の議論がなされている。
2010年代からリムブルクはヘッセン州で最も大気中の有害物質汚染がひどい都市の1つである。ヘッセン州自然・環境・地理局 (HLNUG) の2014年年次報告は、同規模の都市と比較してこの街は、年間平均二酸化窒素化合物濃度が高いことを指摘している。この状況は主に連邦道の通過交通量が多いことに由来しているため、市はヘッセン州環境省の大気汚染防止計画の実施を決定した。2018年1月31日にリムブルクに環境ゾーンが設定された。これは主に中核市区を含んでいる。

#### 公共旅客交通
市バス路線は1959年末に運行を開始した。2008年にシーデトンネルが改修され、それに伴ってレギオナルバーンホーフ（近郊鉄道駅）の駅前広場が改造され、バス運営が改革されるまでは、グラウプフォルト通りの中央バスターミナル北 (ZOB ノルト) が市バスの乗り換え地点および中心地点であった。近くに位置する中央バスターミナル西 (ZOB ヴェスト) が建設された事で、ここを発着する現在合計6路線の市バス路線（4路線が平日、1と線は土曜日、1路線は日曜祝日に運行）は重要性を失った。全ての市バス路線は、駅前広場の ZOB ヴェストを起点および終点としている。アイゼンバーン通りのホルツハイマー通りへの移行部近くに中央バスターミナル南 (ZOB ジュート) があり、駅前広場と歩行者用地下通路でつながっている。このバス停は、リムブルク南駅とを結ぶ、つまり内市街と ICEの駅とを結ぶシャトルバスやアンルーフ＝ザンメル＝タクシーの乗り場である。中核市区以外で、直接市バスで結ばれている唯一の市区がオフハイムである。
2015年5月末から、アンルーフ＝ザンメル＝タクシーが公共旅客交通を補っている。これには4つの路線があり、これにより全ての市区を運行している。特に市バスがなくなった夜間の需要を満たしている。
さらに5社のタクシー会社が旅客輸送の個人交通分野をカバーしている。タクシーはリムブルク市が発行するタクシーライセンスにより18種類に分類される（2014年2月現在）。中央タクシー乗り場は、レギオナルバーンホーフの駅前広場にある。

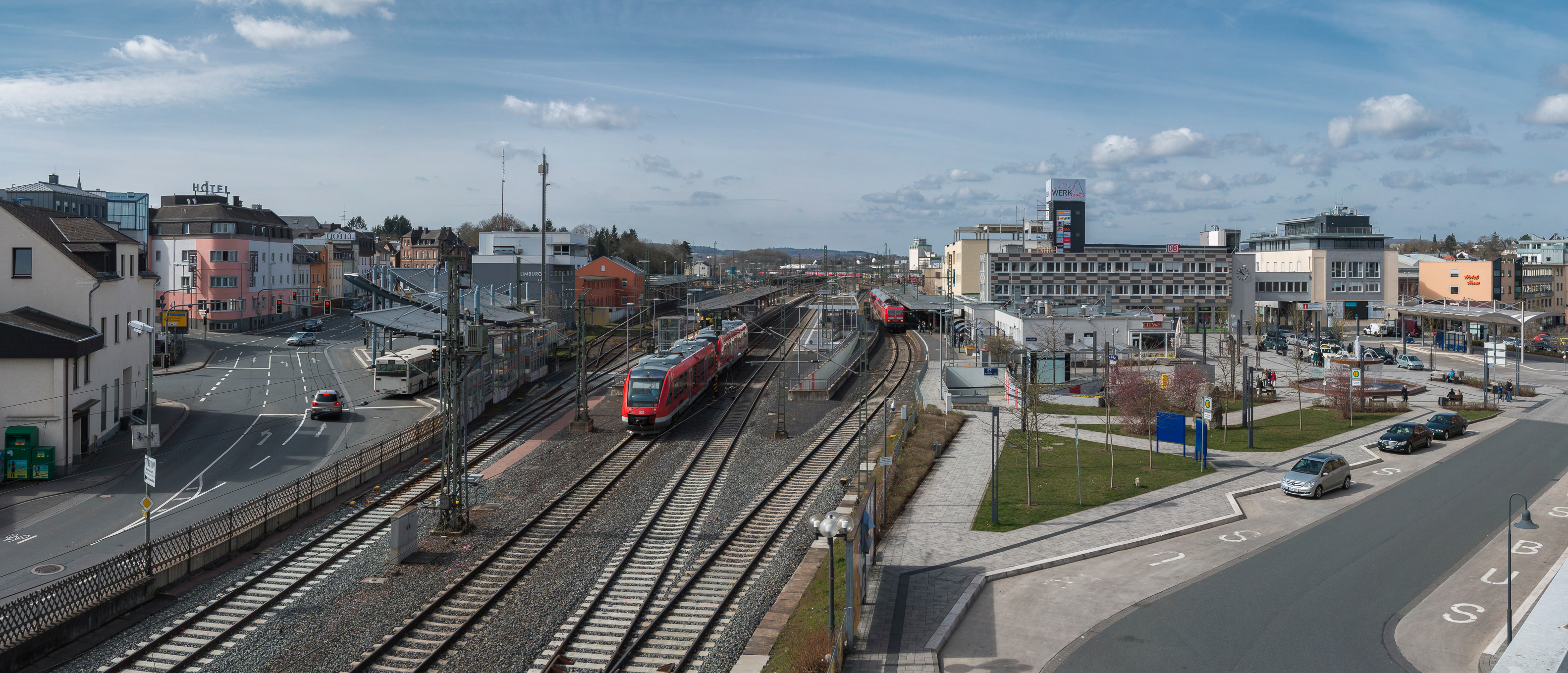
リムブルク (ラーン) 駅。画面左のバスが停まっているところが中央バスターミナル南。画面右の「BUS」と書かれているのは中央バスターミナル北からの出入り口。

#### 鉄道交通
リムブルクは、1862年にラーンタール鉄道の建設により鉄道網に結ばれた。レギオナルバーンホーフ・リムブルク (ラーン) は中心的な交通の結節点に発展した。この他の鉄道路線としては、モンタバウアー経由でジールスハーンに向かうウンターヴェスターヴァルト鉄道、ヴェスターブルク、ハッヒェンブルク、アルテンキルヒェン、アウ (ジーク)、およびジーゲンを経由してクロイツタールに至るヴェスターヴァルト＝ジーク鉄道、フランクフルト (マイン) 中央駅へ行くマイン＝ラーン鉄道がある。マイン＝ラーン鉄道のニーデルンハウゼン駅で、ヴィースバーデン中央駅行きのレントヒェス鉄道に乗り換えることができる。また、リムブルクからヴィースバーデン中央駅への直通列車もある。

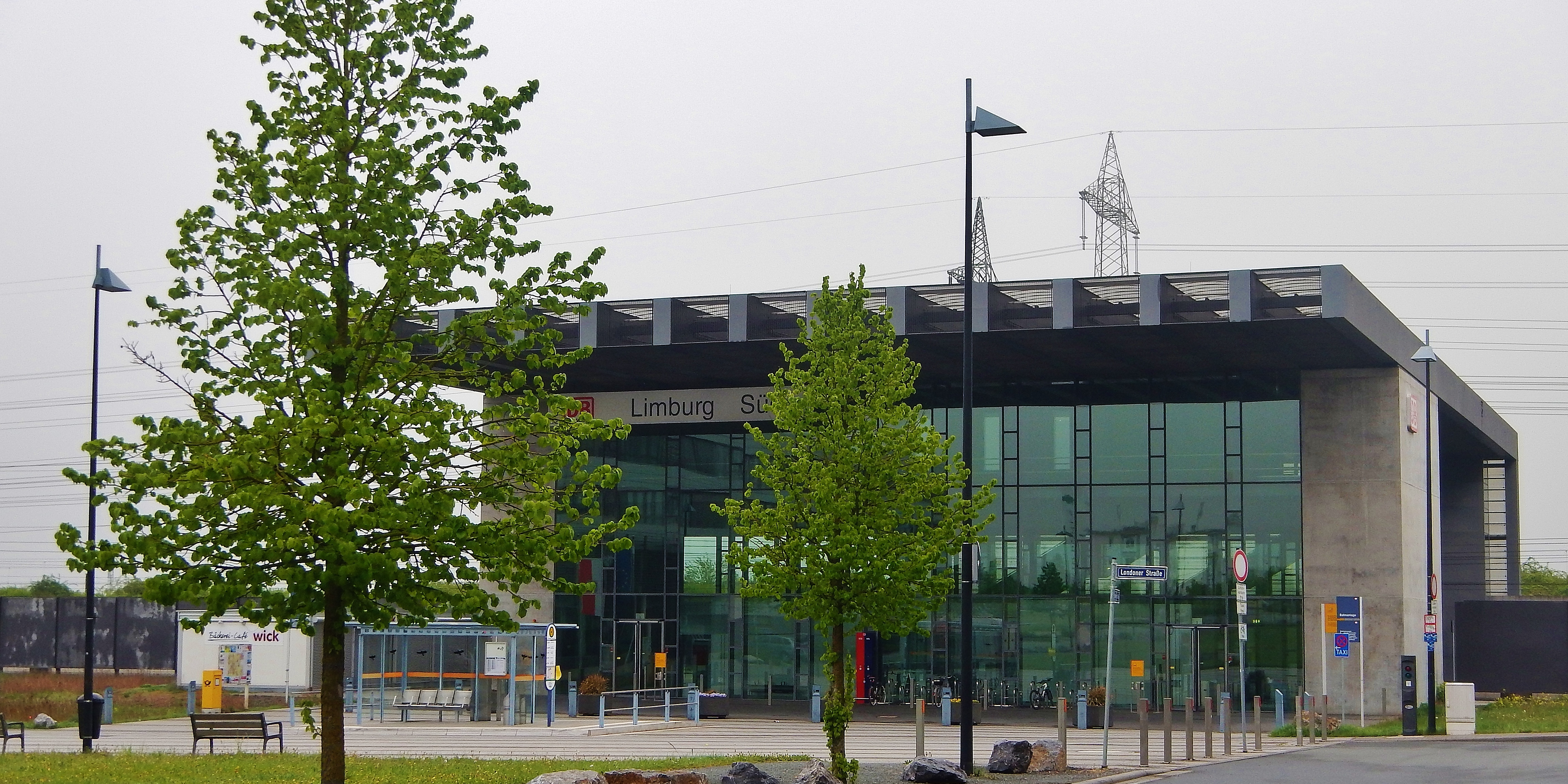
リムブルク南駅

高速鉄道ケルン - ライン/マイン線の建設により、開業したリムブルク南駅により、本市はICEの停車駅を有することとなった。この高速鉄道路線は、ラーンタール橋によりラーン川を渡り、蛇行する川の北側をリムブルク・トンネルで通り抜けて行く。この列車は、フランクフルト・アム・マイン、マインツ、ヴィースバーデン、ニュルンベルク、ミュンヘン、ケルン、ドルトムント、ブリュッセル南駅へ直接運行している。

#### 長距離バス
2015年5月14日からリムブルクは、長距離バス運行業者フリックスバスおよびワンバス.deにより国内長距離バス網に接続している。リムブルク南駅前バス停から、アーヘン、ボン、フランクフルト・アム・マイン、フランクフルト空港、ハイデルベルク、ハイルブロン、ケルン、ケルン/ボン空港、シュトゥットガルト空港、テュービンゲン行きのバスが運行している。

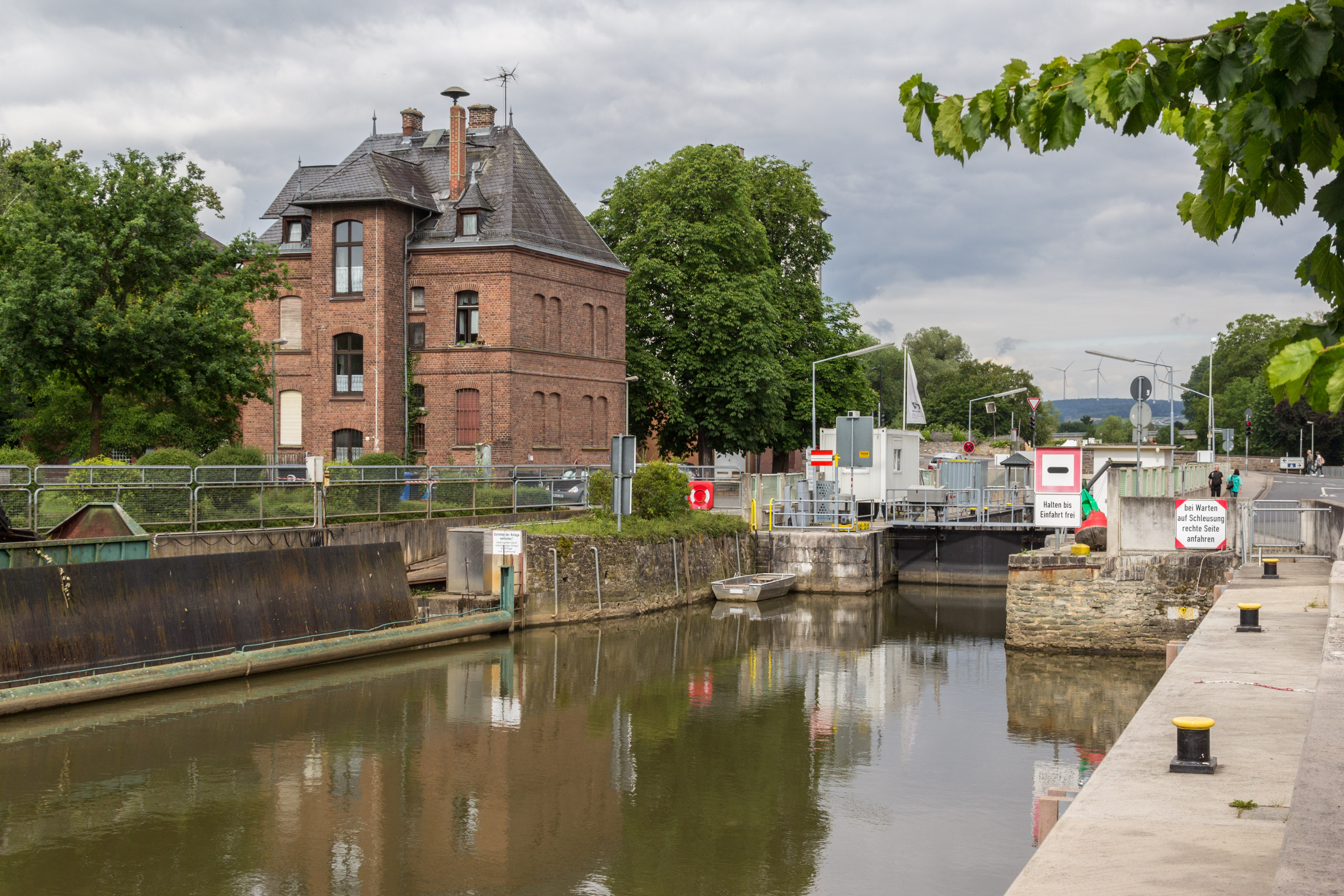
リムブルク閘門

#### 内陸水路と航空
ラーンシュタインとギーセンとの間のラーン川は連邦水路であり、コブレンツ水路・水運局の管轄下にあり、ディーツ支局がリムブルク閘門の運営管理を行っている。しかし、コブレンツ中央駅からヴェッツラーへのラーンタール鉄道が拡充されて以降、水路の重要性は減衰している。この水路は主に小型モーターボート、カヌー、手漕ぎボートおよび観光船「ヴァッペン・フォン・リムブルク」による観光に用いられている。
最寄りの交通空港はフランクフルト空港で、アウトバーン A3号線経由で 63 km の距離にある。リムブルク南駅とフランクフルト空港遠距離駅との所要時間は、ICEで18分から22分である。ケルン/ボン空港へは 110 km 離れており、ICEで35分から46分で到着できる。

#### 自転車道・遊歩道
ヘッセン自転車道 R7号線が、その出発点であるシュタッフェル地区からリムブルク聖堂脇を通り、ディートキルヒェン市区を経由してルンケルに至る。R7号線は、ディートキルヒェンまではラーンタール自転車道やヘッセン自転車道 R8号線と同一であるが、自転車/歩行者橋で分岐し、エシュホーフェン市区やリンデンホルツハウゼン市区を通っている。中核市区には自転車道があるが、一貫したネットワークを形成していない。場所によっては自転車レーンのある道路でつながっていることがある。これは狭いスペースに設置できるため内市街で設置が強化されている。

#### 遊歩道
2つの遊歩道、ラーンヘーエンヴェークとラーン遊歩道がリムブルクを通っている。ヤコブの巡礼路の一部であるラーン＝カミーノも本市を通っている。

### 企業

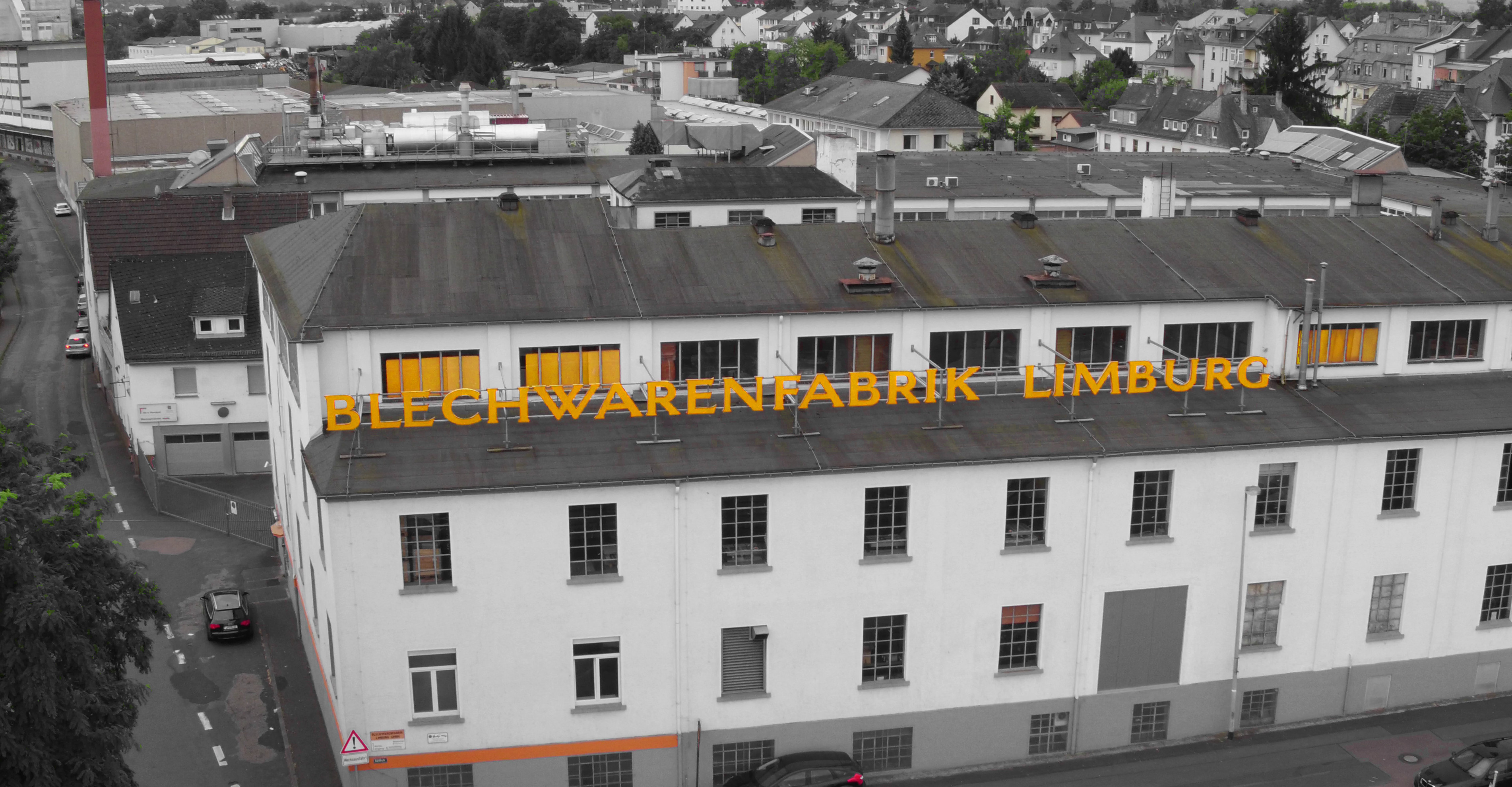
リムブルク板金工場

リムブルク板金工場は、早くも1872年にヨーゼフ・ヘッペル・ブレヒ＝エムバルラーゲン＝ファブリークとして設立され、現在もそこにある。地域との長い関係性は、その企業名にも表れている。
旧ブーデルス＝ヴェルクの歴史は1900年にまで遡り、2009年にブーデルス・カナルグス GmbH としてマイアーグス＝グループに編入された。2012年1月1日からマイアーグス・リムブルク GmbH として営業は継続されている。この会社は敷地面積についてリムブルクで最も広い会社の1つである。遠くからでも見えるのが、1928年に建設され、保護文化財に指定されている工場の水道塔である。塔には、2014年まではブーデルスの商標が描かれていたが、その後マイアーグスのロゴに書き換えられた。
グラスヒュッテ・リムブルクもリムブルクの伝統豊かな企業の1つである。創業された1947年からヘッセン州は同社の株式を所有している。
市立ホールの近くにある、本市の象徴的建造物の1つである噴水は、企業テトラ・パック・プロダクションズ GmbH & Co. KG によるものである。地元民からしばしば「プステブルーメ」（綿毛になったタンポポ）と呼ばれるこの噴水は、1975年にこの企業が資金提供して建設された。

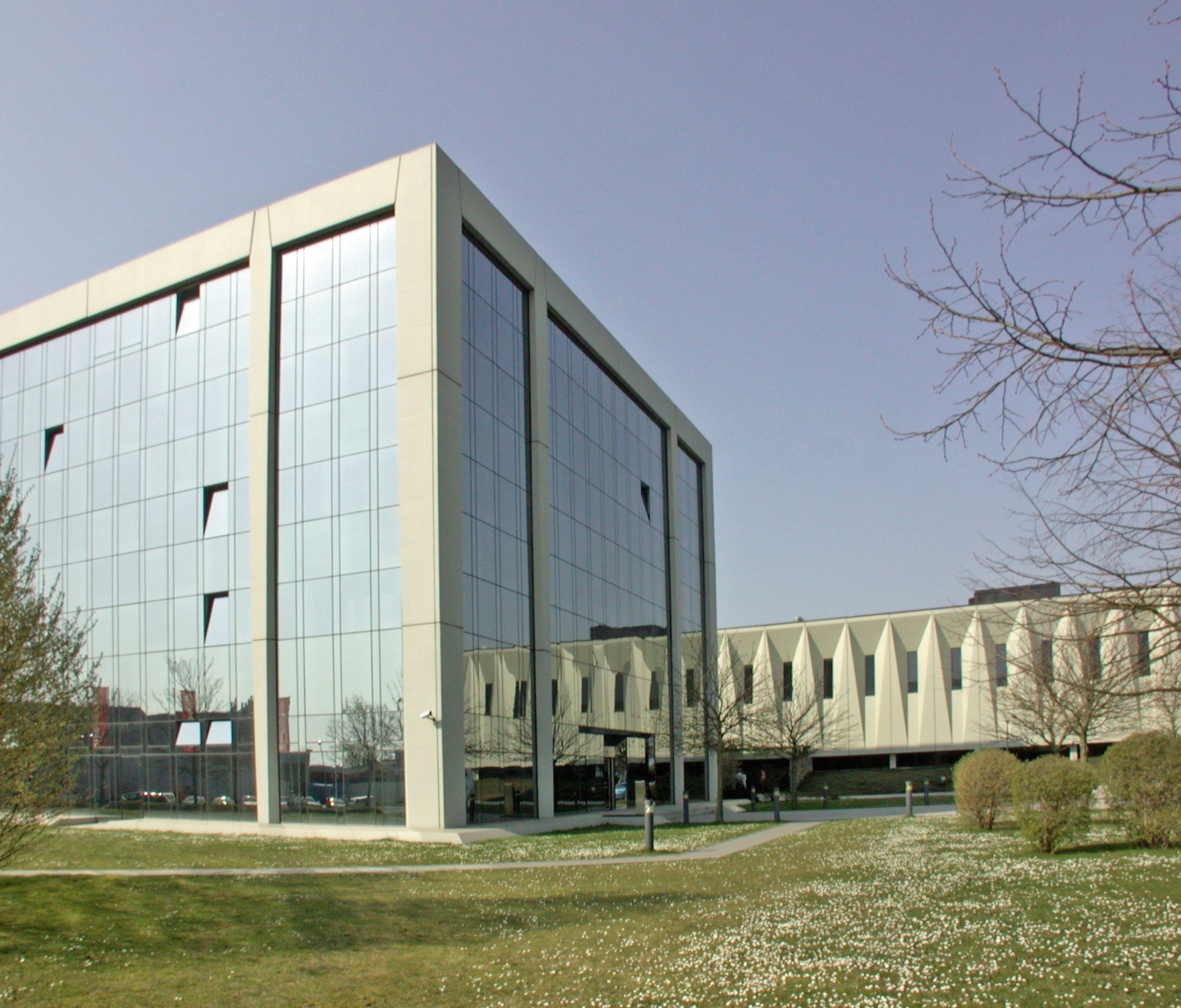
ムンディファーマ本社

ムンディファーマ GmbH は1975年にフランクフルト・アム・マインからリムブルクに移転してきた。その敷地は現在保護文化財に指定されている。また、ハーモニック・ドライブ SE も1988年にランゲン (ヘッセン) からリムブルクに本社を移した。
1994年にソーダ＝クラブ GmbH として設立され、やがてソーダストリームと改名した企業グループは、ドイツで唯一の支社をリムブルクに置いている。
ヴェスターヴァルト＝タウヌス鉄道網の運行を行っていたヴェクトゥス交通会社 mbH はリムブルクを本社として2003年に創設された。この会社は、ヘッセン州有鉄道とヴェスターヴァルトバーン GmbH の子会社で、2004年の時刻表改訂から2014年の時刻表改訂まで、ラーンタール鉄道のリムブルクからコブレンツまでの区間、ウンターヴェスターヴァルト鉄道、オーバーヴェスターヴァルト鉄道、レントヒェス鉄道のリムブルクからヴィースバーデン中央駅までの区間を運行していた。現在これらの路線は現在、DBレギオとヘッセン州有鉄道が運行している。
リムブルクには、2010年からリムブルク聖堂をデザインした EC-カードを発行しているリムブルク郡貯蓄銀行と、フォルクスバンク・ライン＝ラーン＝リムブルクの2つの金融機関がある。フォルクスバンクは、125周年祭にあたる1985年に、本社近くのオイローパ広場に、ヴェルナーゼンガーとその遺産を記念する記念碑を建立した。この記念碑は、ゼレナーデンホーフに建て直されている。

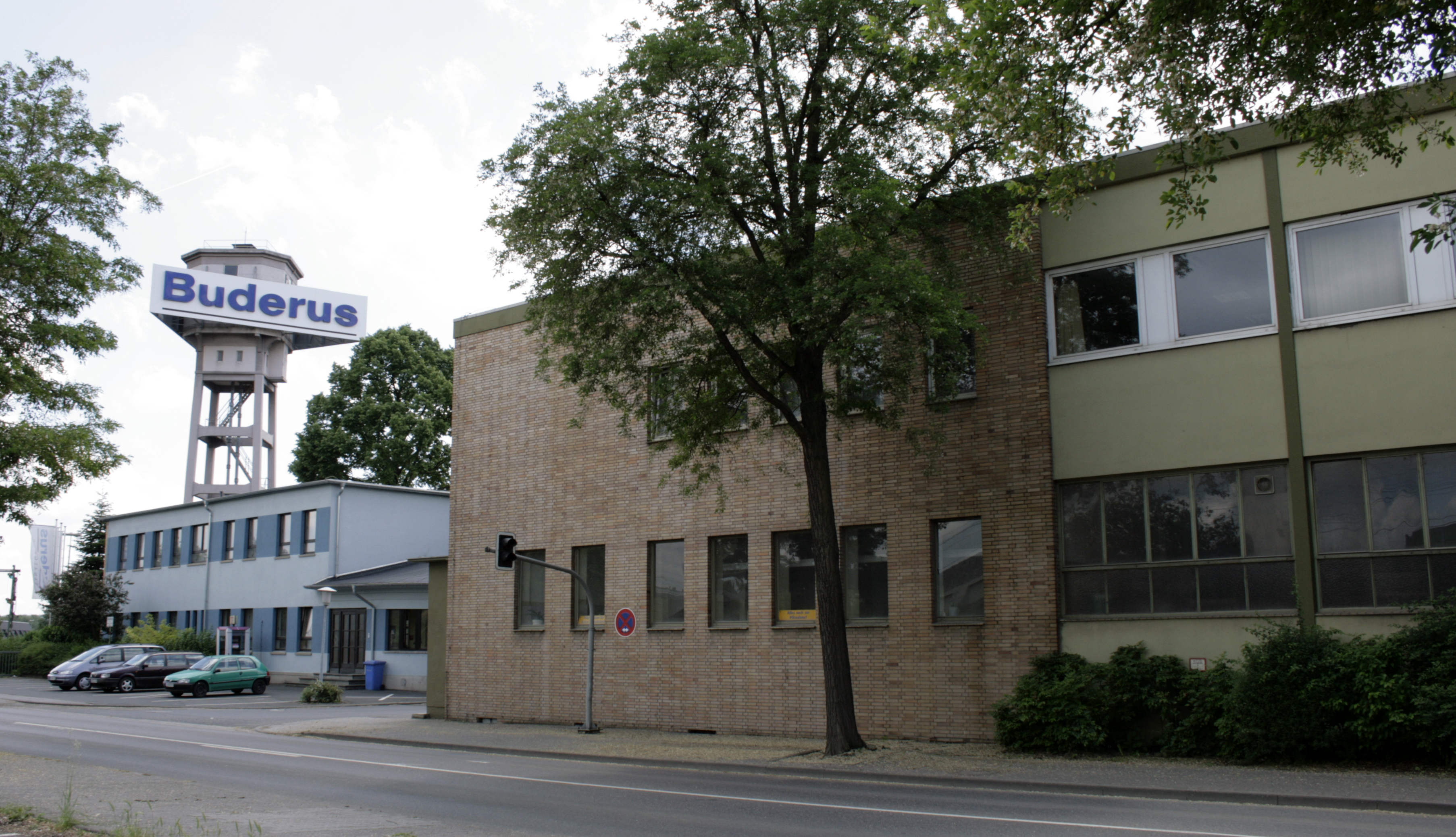
ブーデルス・カナルグス GmbH
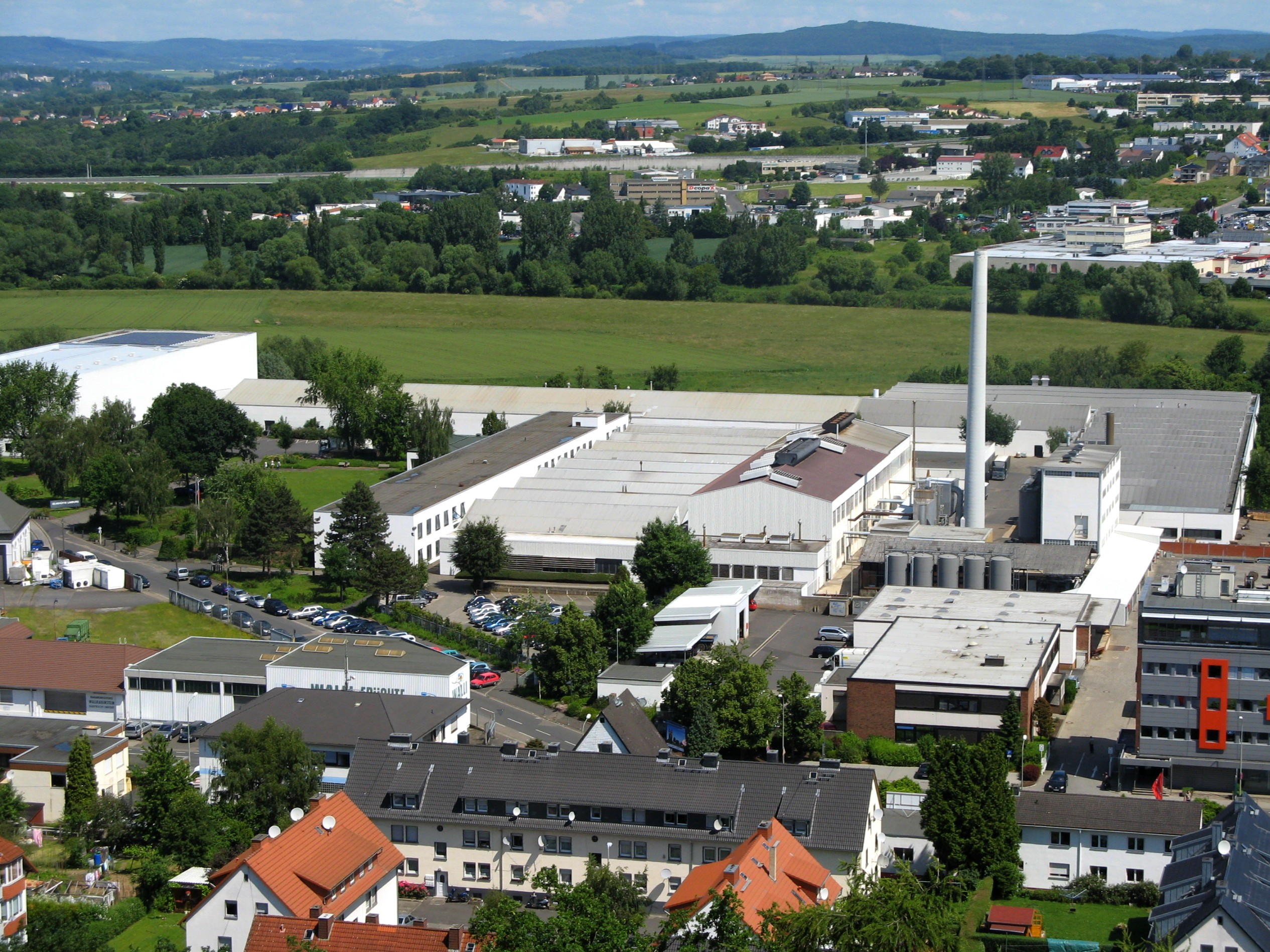
グラスヒュッテ・リムブルク
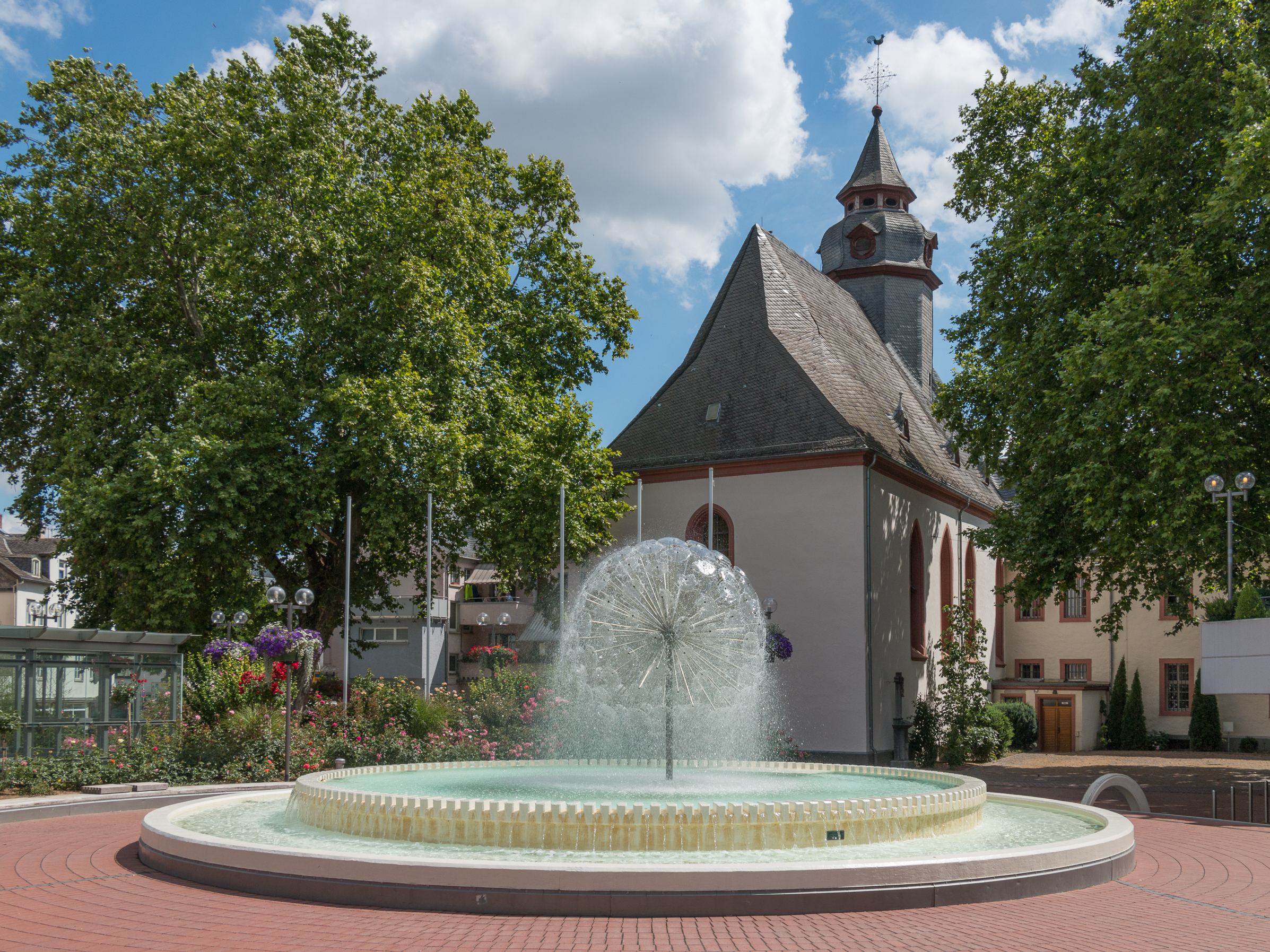
「プステブルーメ」と呼ばれる噴水
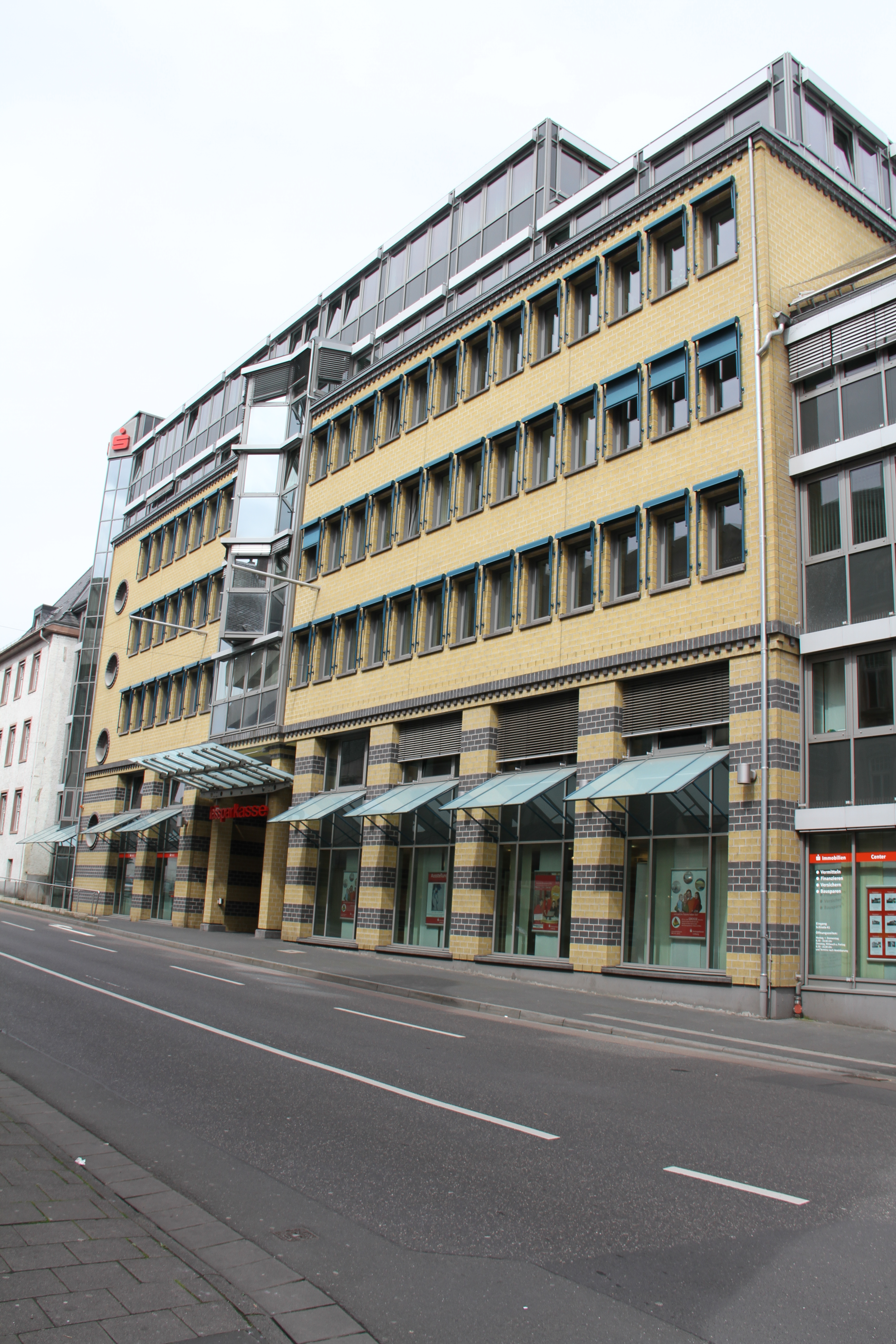
ディーツァー通りのリムブルク郡貯蓄銀行
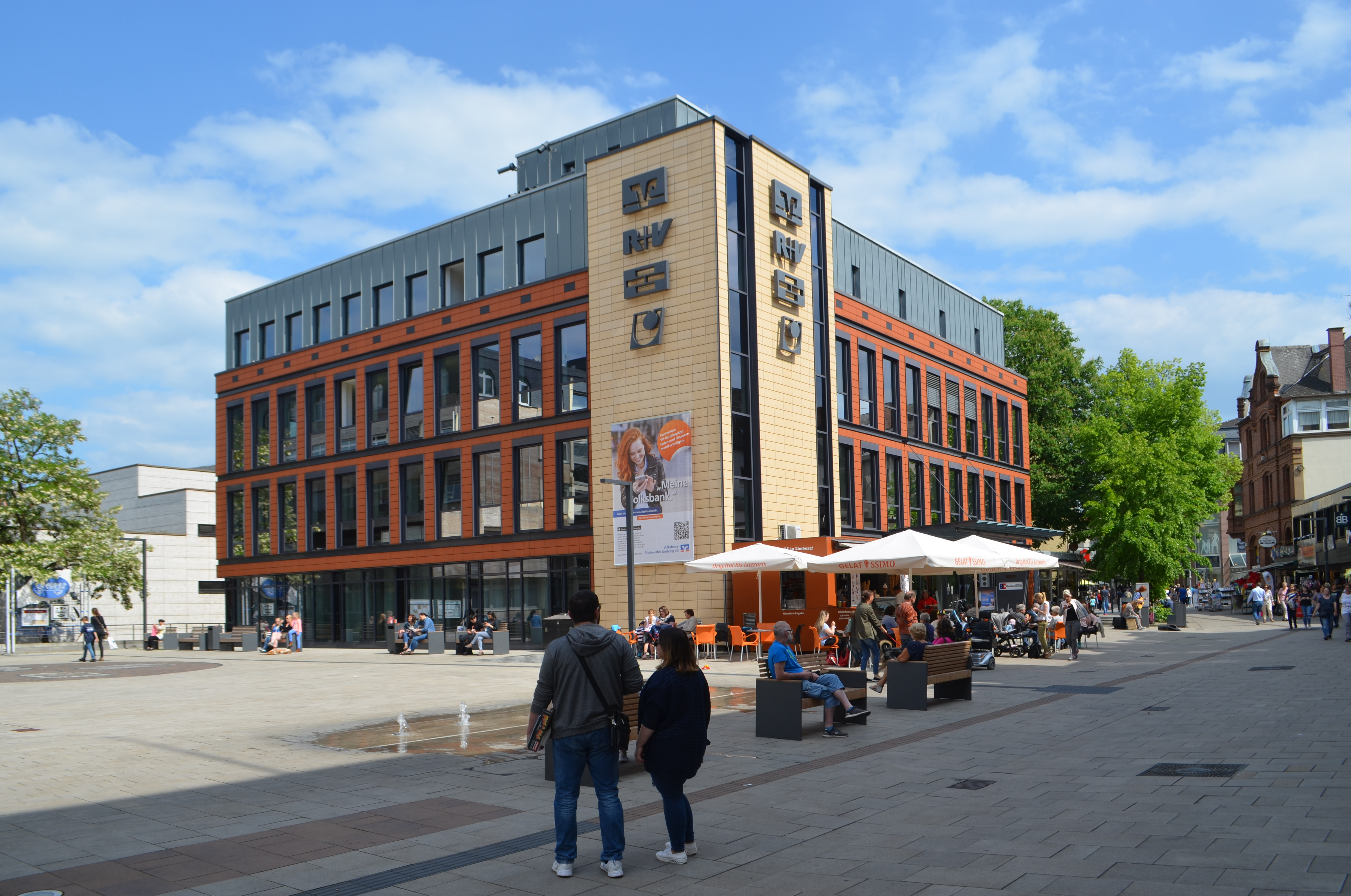
フォルクスバンク・ライン＝ラーン＝リムブルク

### メディア
リムブルクでは、発行部数 25,000部の「ナッサウイッシェ・ノイエ・プレッセ」が刊行されている。これは「フランクフルター・ノイエ・プレッセ」の地方版である。この新聞の地域編集部はリムブルクの内市街にある。
リムブルクでは、フェアラーク・フュア・アンツァイゲンブラット GmbH の「ラーン＝ポスト」が40年以上前から刊行されている。2013年初めにメディエンエアレーベン出版 GmbH が倒産するまで短期間であるが週刊の「メディエナーレーベン.de - ディー・ツァイトゥング」が出版されていた。2016年から新たな広告紙「リムブルガー・ツァイトゥング」が創刊された。これには主にリムブルク地域のニュースが掲載されていた。この広告紙は、2017年5月31日に資金難のため廃刊された。
ヘッセン放送はリムブルクに地域駐在員を置いている。

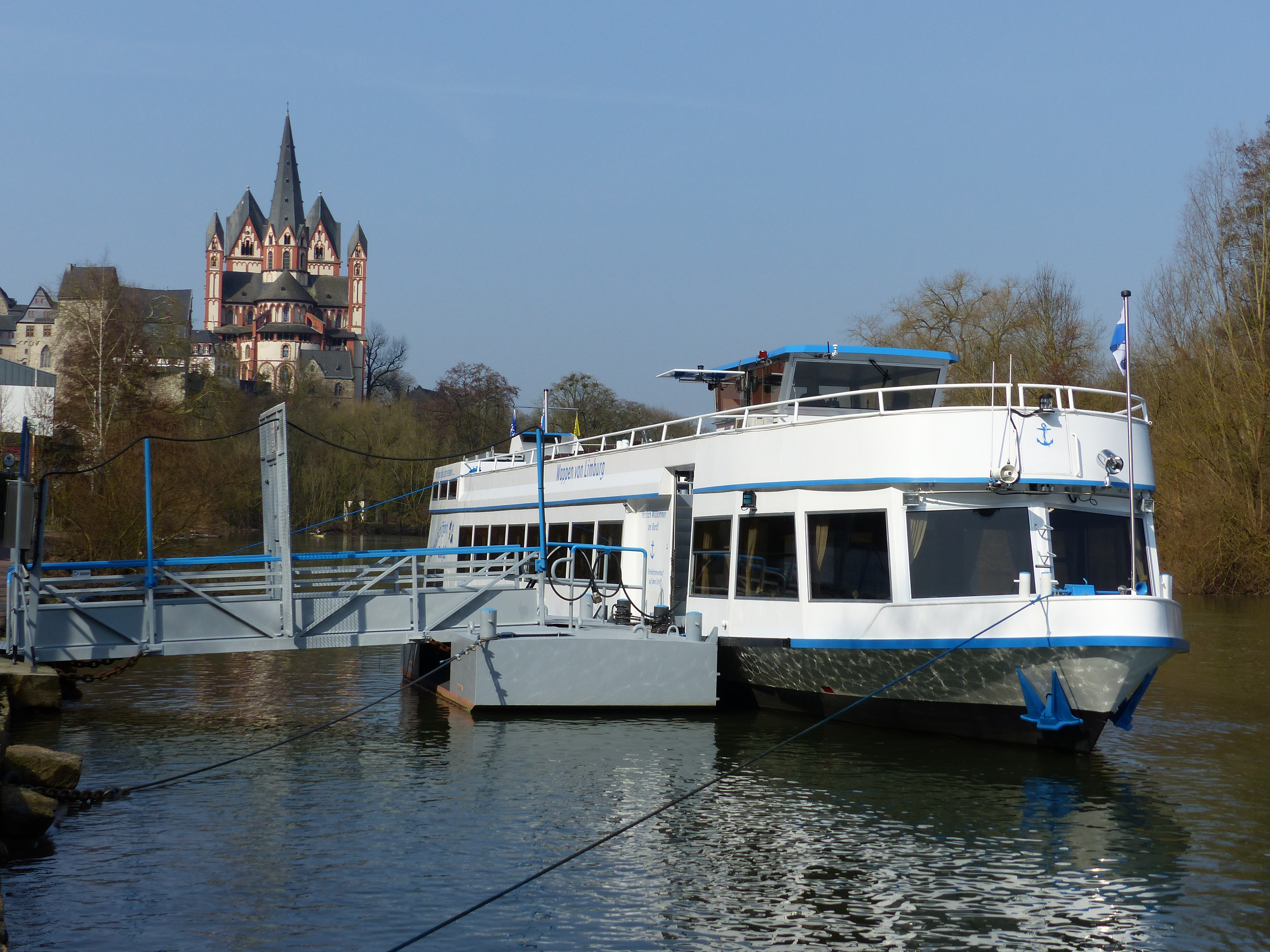
ヴァッペン・フォン・リムブルク号。背景はリムブルク聖堂

### 観光業
リムブルクには11軒のホテル（このうち3件が三つ星、2軒が4つ星である）と2軒のペンションがある（2014年1月現在）。
リムブルクの観光客数は年々増加しており、宿泊客も増えている。州統計局の調査によれば、2011年の宿泊業者を利用した客数は前年に比べ 7.1 % 増加した。月別では、ハイシーズンには2桁の増加率を示し、州平均の 4.1 % を超えた。リムブルクでの延べ宿泊数は前年に比べ 10.4 % 増加した（州平均は 3.1 %）。その多くの部分が出張客の増加である。70 % を超える大きな割合が、ドイツ国内からの訪問客である。
1965年からラーン川右岸にキャンプ場が設けられている。リムブルクは1981年から観光船「ヴァッペン・フォン・リムブルク」の停泊地となっている。船は1987年から就航しており、2012年から新たな業者が運航している。市の東端にあるユースホステルは1964年に完成した。それ以前は市の中心部にユースホステルがあった。
リムブルクは2つの観光街道、「ドイツ木組みの家街道」と「ラーンの休日街道」に面している。

### 公共機関
リムブルクの公共機関で地域的に重要なのが、リムブルク商工会議所とリムブルク＝ヴァイルブルク郡手工業者会である。

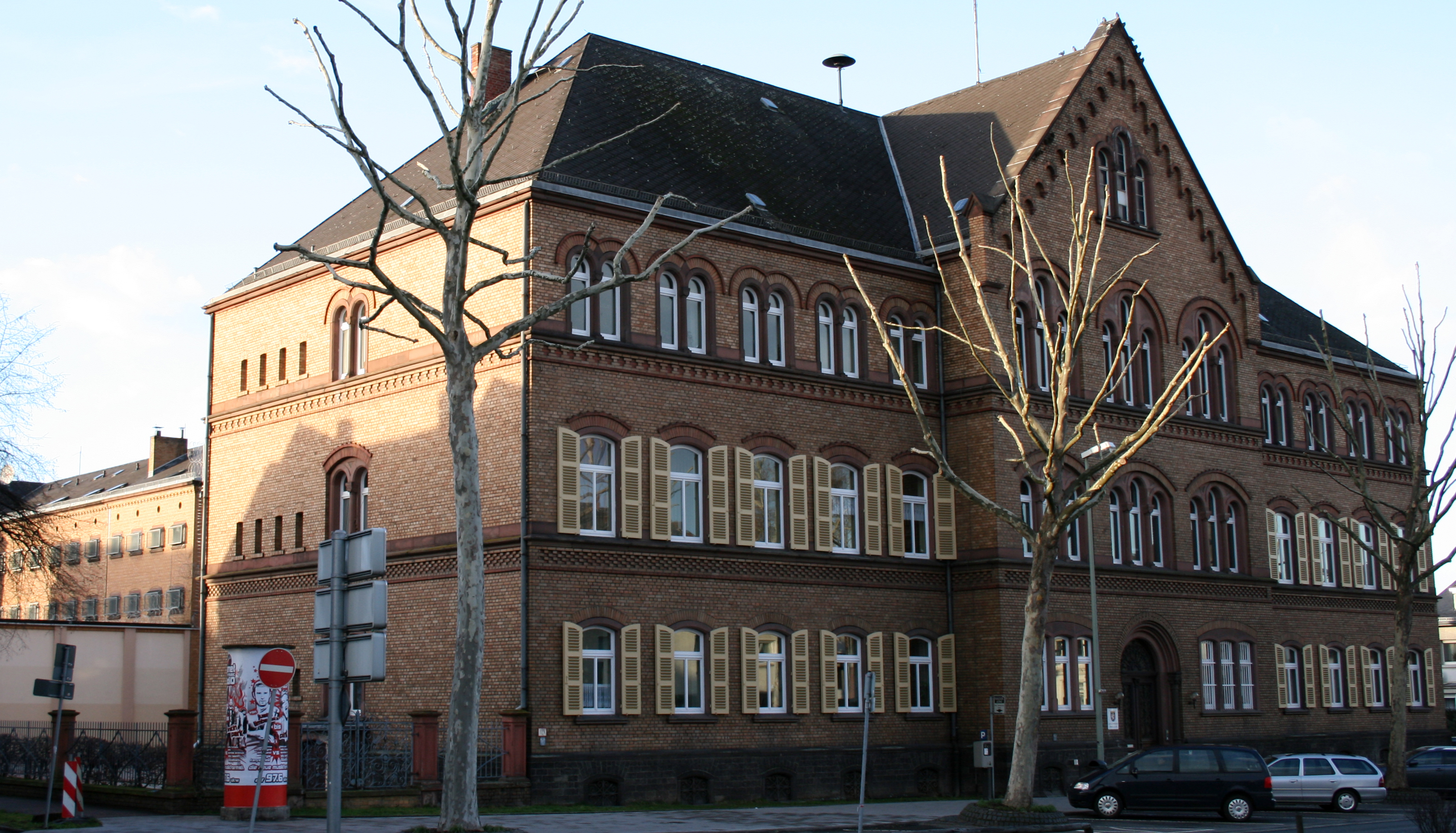
リムブルク地方裁判所

#### 司法と警察

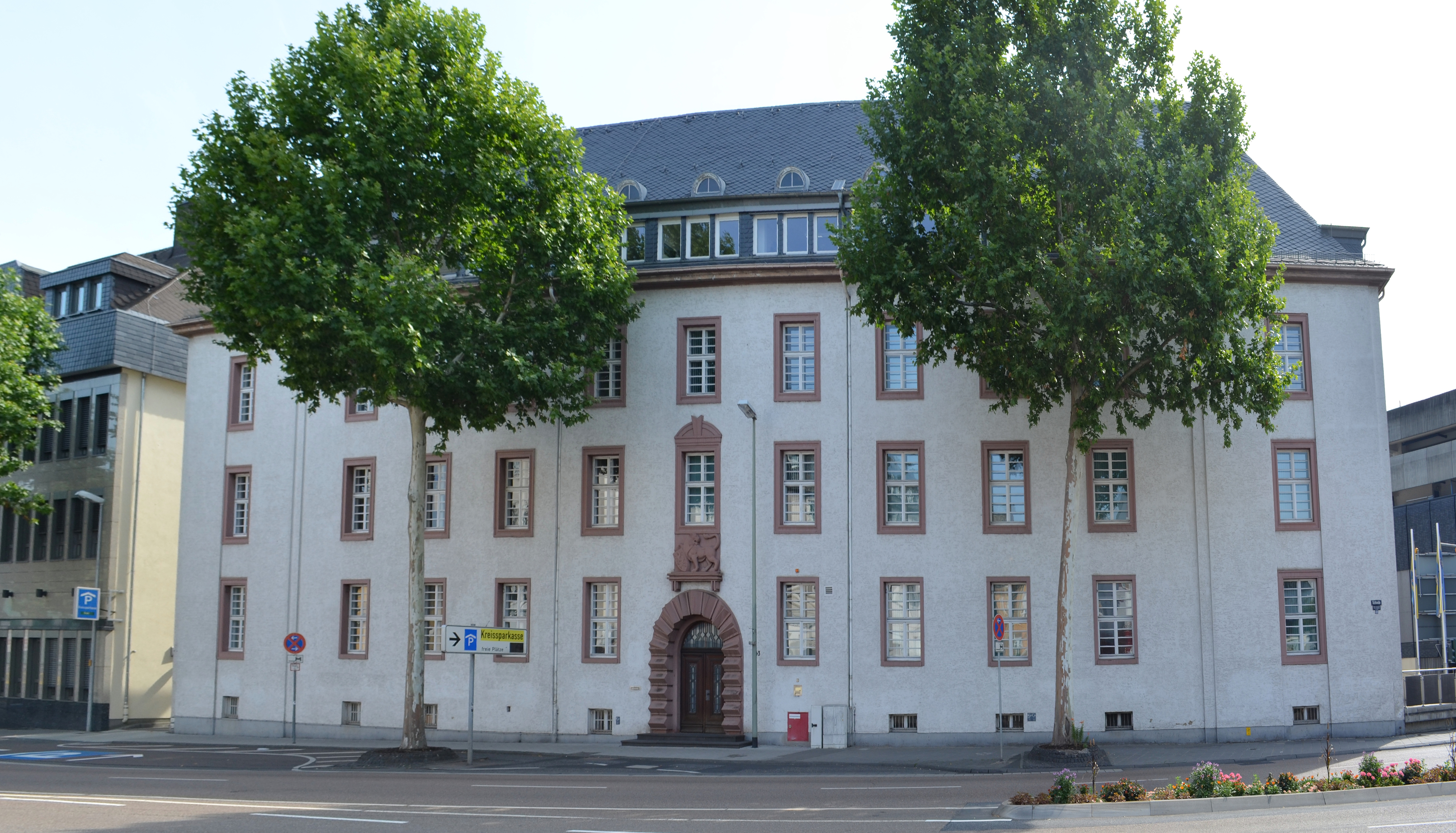
リムブルク＝ヴァイルブルク郡役場

リムブルクは、リムブルク区裁判所および、ヘッセン州に9箇所ある地方裁判所の1つリムブルク地方裁判所の所在地である。地方裁判所のすぐ隣にリムブルク州検察庁と、専ら男性受刑者が収監されるリムブルク刑務所がある。
約150人の弁護士がいるリムブルク（2013年現在）は、地域的に重要な司法都市である。2011年12月31日まではリムブルク労働裁判所の所在地であったが、それ以降はヴィースバーデン労働裁判所の管轄下に置かれている。
西ヘッセン警察本部は、リムブルクにリムブルク＝ヴァイルブルク警察本部および地域の刑事捜査部門を有している。その下位に位置する警察署はリムブルク、ヴァイルブルク、バート・カムベルクにある。

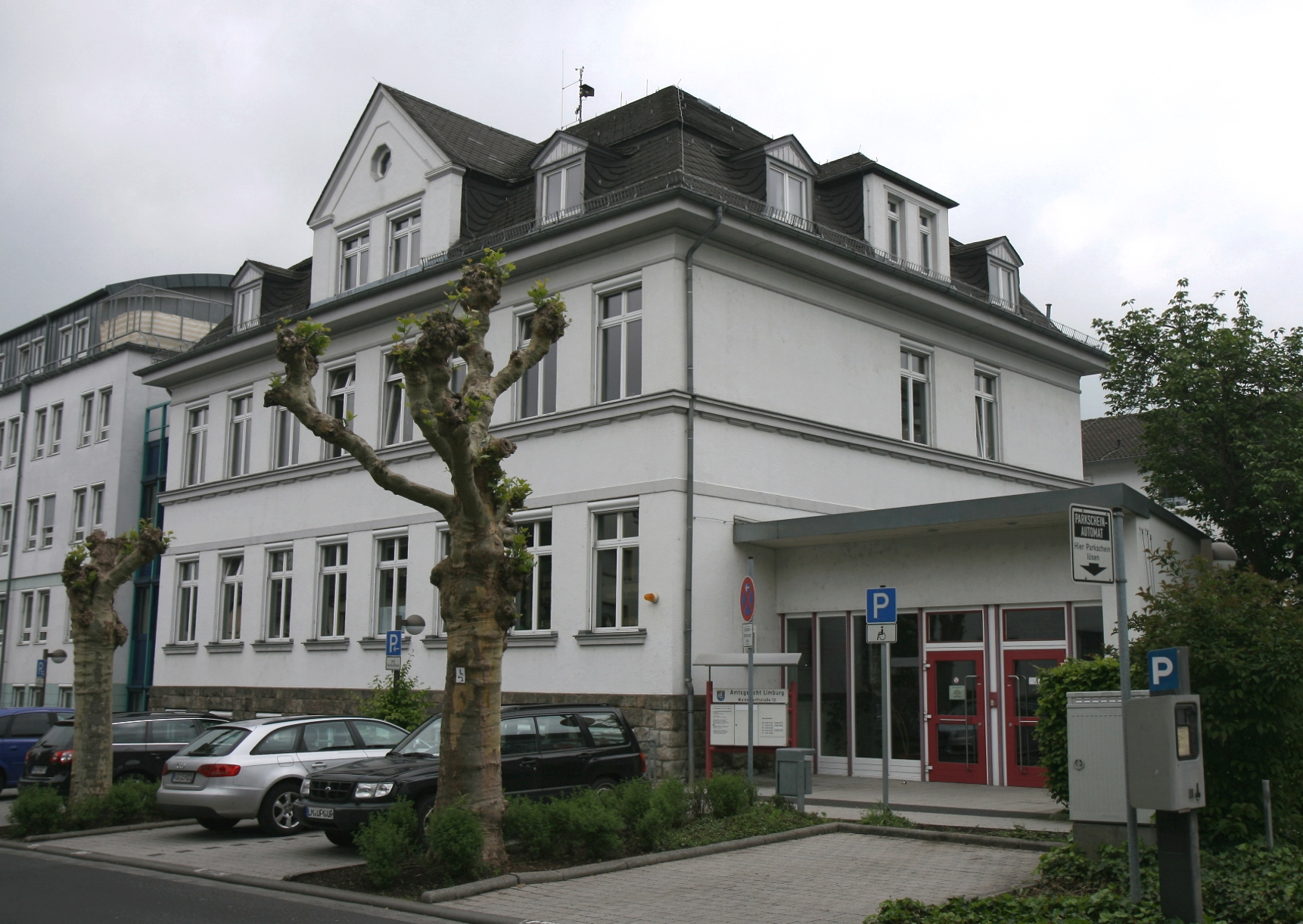
リムブルク区裁判所
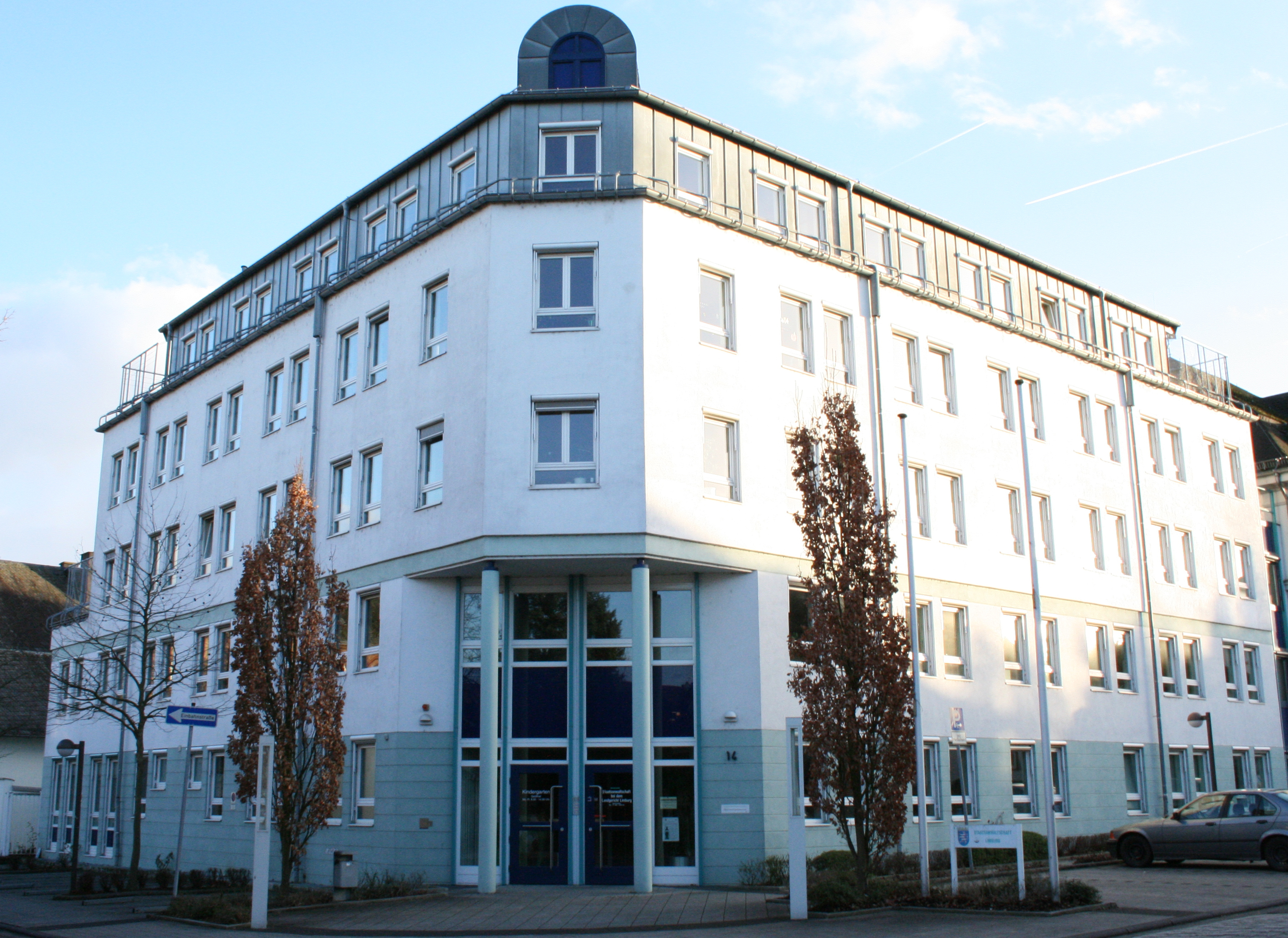
リムブルク検察庁
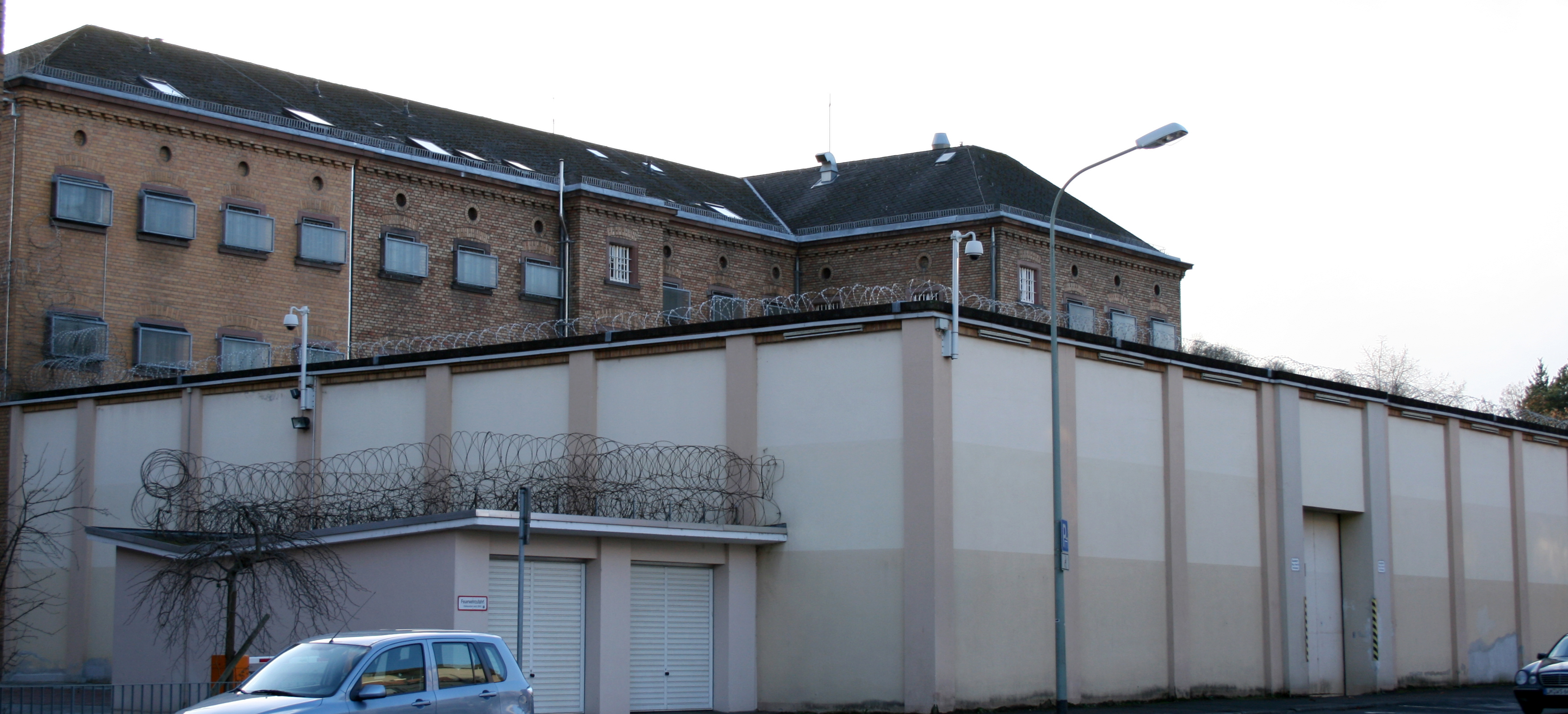
リムブルク刑務所

#### 役所
リムブルク＝ヴァイルブルク郡郡役場の他に、リムブルク＝ヴェッツラー労務局およびリムブルク＝ヴァイルブルク税務局はリムブルクに本部を置いている。TÜV ヘッセン（技術検査協会）は、リムブルクに広報センターを有している。
ICE-駅（リムブルク南駅）の向かい側にヘッセン州土地管理局 (AfB) がある。これはヘッセン州に7つある AfB の1つである。ホーフハイムに支所、バート・ホムブルク、エルトヴィレ、フランクフルト、ヴィースバーデン、ウージンゲン、バート・シュヴァルバッハに出張所を持ち、ヘッセン州南西部を管轄している。

### 教育

#### 学校
リムブルクには、基礎課程学校の他に本課程・実科学校が3校、アビトゥーアを修得できる上級学校が5校ある。本課程・実科学校の現在の構成は、1966年の市議会決議に基づいている。この決議は中核市区をジュートシュタット（南部、「ヨハン＝ヴォルフガング＝フォン＝ゲーテ＝シューレ」）、ヴェストシュタット（西部、「テオドール＝ホイス＝シューレ」）、旧市街およびブリュッケンフォアシュタット（「レオ＝シュテルンベルク＝シューレ」）の3つの学区に分けている。

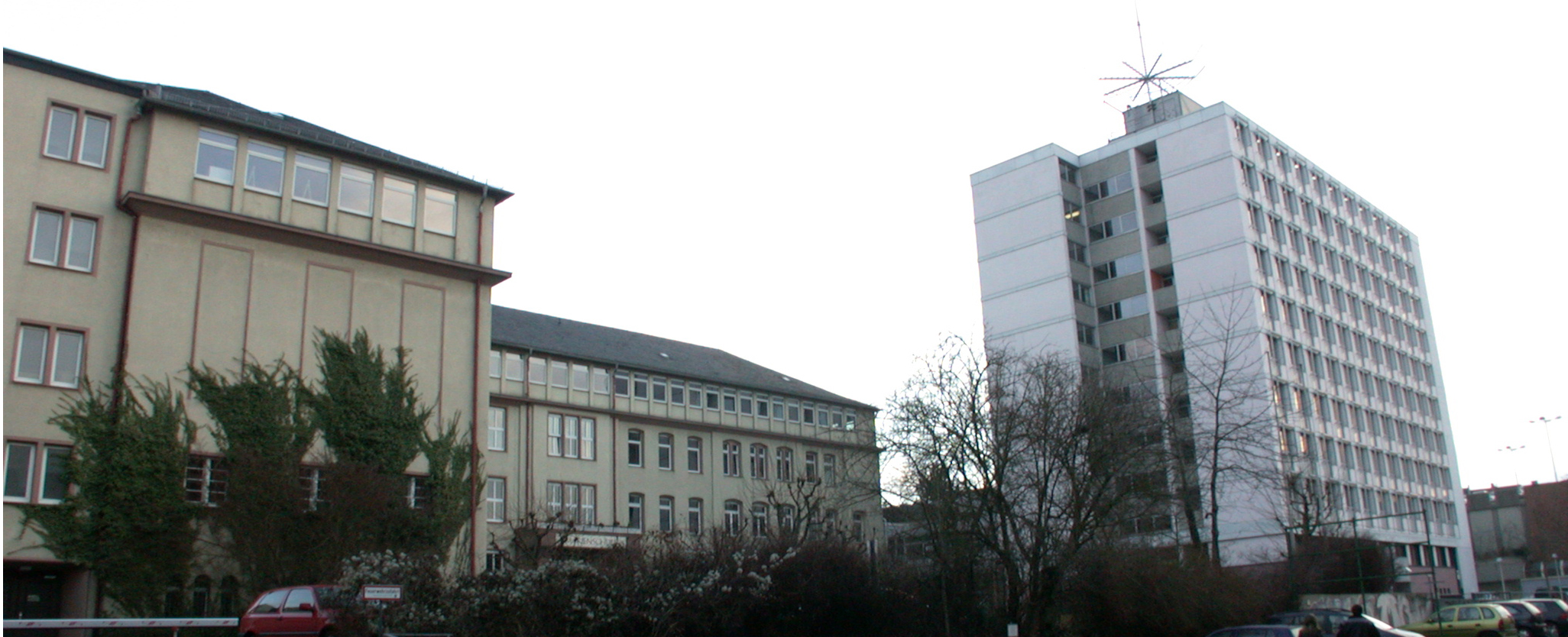
マリエンシューレ

1895年から、聖ヒルデガルト学校法人が運営する私立ギムナジウムの「マリエンシューレ」がある。リムブルク司教区が唯一の出資者である。この学校は元々は完全な女子校として創立され、2011年から男子も入学できる共学校となった。ここでは一般的な教育の他に、社会教育学的職業や社会養護学的職業のための職業教育も行われている。マリエンシューレは2003年に、1999年から2003年まで行われた8年生の数学コンテストで最優秀の成績を収めた学校として、文化大臣から表彰された。

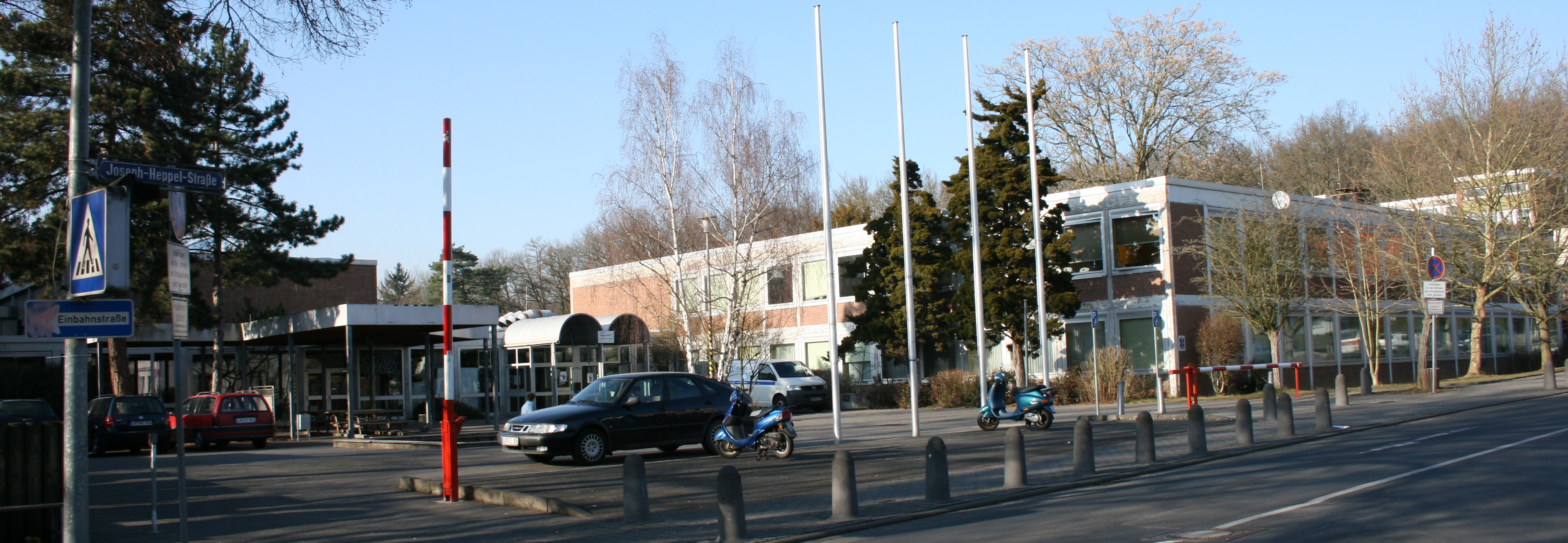
ティーレマンシューレ

1960年代からシャーフスベルクの新校舎に入居している「ティーレマンシューレ」は、言語、スポーツ、音楽に重点を置いたギムナジウムである。この学校は1950年代に、リムブルクの都市文書官ティーレマン・エルヘン・フォン・ヴォルフハーゲンの栄誉にちなんで名付けられた。マリエンシューレと同様、この学校も19世紀末から存在している。
中核市区外にある唯一の実科学校が、「シューレ・アム・エシリスホフ」で、2012/2013の学年まで本課程部門を有していた。設立は1908年である。基礎課程部門では1999年にギフテッドの育成を開始した。
リムブルクの名誉市民である商人にちなんで名付けられたペーター＝パウル＝カヘンスリー＝シューレ（PPC-シューレ）は、経済と建築工学に重点を置いた職業ギムナジウムおよび専門学校である。この学校は、1910年にリムブルクで最初の商人のための学校として創設され、1966年にシャーフスベルクの麓にあった旧ギムナジウムの校舎に入居した。現在 PPC-シューレはリムブルクの南、ツェッペリン通りに位置している。2004年にヘッセン州文化省は、ギフテッドの生徒育成する学校であるとの認証を与えた。
アストリート＝リンドグレーン＝シューレは、精神的・肉体的障害者に対する教育を行い、アルベルト＝シュヴァイツァー＝シューレは学習障害者や社会的・情動的発達障害者の教育を行っている。両校はともに、初めはヴィルヘルミーテンシューレの数クラスで特別学校を運営していたが、1964年にそれまでの校舎を完全に引き継いだ。
ヨハン＝ヴォルフガング＝フォン＝ゲーテ＝シューレは1967年からこの名称を名乗っている。この学校はかつての「フォルクスシューレ III」およびホスピタル通りの市立実科学校を起源としている。ゲーテシューレの旧館は1954年にフォルクスシューレとして単独で完成された。1965年に拡張工事が始まった。1967年に実科学校の生徒が新しい校舎に入居した。
様々な技術専門施設を有する職業学校が1960年に設立されたフリードリヒ＝デッサウアー＝シューレである。経済学および経済情報学コースでも一般的な専門大学入学資格を修得できる。フリードリヒ＝デッサウアー＝シューレは、PPC-シューレと提携しており、ギムナジウムの重点分野である建築工学、情報工学、機械工学のための専門スペースや学習作業室を利用することができる。
テオドール＝ホイス＝シューレは基礎課程および中等課程の学校で、かつてのヴィルヘルミーテンシューレを起源とする。1966年に現在の名称となり、シャーフスベルクの校舎を得た。
1967年に、旧市街、ブリュッケンフォアシュタット、および当時は独立した町村であったディートキルヒェンの中心地点の学校としてラーンタールシューレ（現在のレオ＝シュテルンベルク＝シューレ）が開設された。この学校は、基礎課程・本課程・実科学校である。
アドルフ＝ライヒヴァイン＝シューレは1966年に郡立職業学校として設立され、1年後に現在の名称となった。絶え間ない拡張の後、この学校は経済学および社会学専門学校の他に、たとえば、農業経済学、健康・社会福祉学の専門上級学校や栄養学、保健学、教育学を重点とする職業ギムナジウムをも包含するようになった。アドルフ＝ライヒヴァイン＝シューレはインターネットのプレゼンテーションで何度も賞を受賞している。

#### 大学
2016/2017年の冬学期以降、ヴェッツラーに本部を置くスタジアムプラスは、ミッテルヘッセン工科大学の分校をリムブルクで運営している。ここでは、経営学の2コース、建築学、電子工学、機械製造学、技術情報学の講義がなされている。

#### 図書館

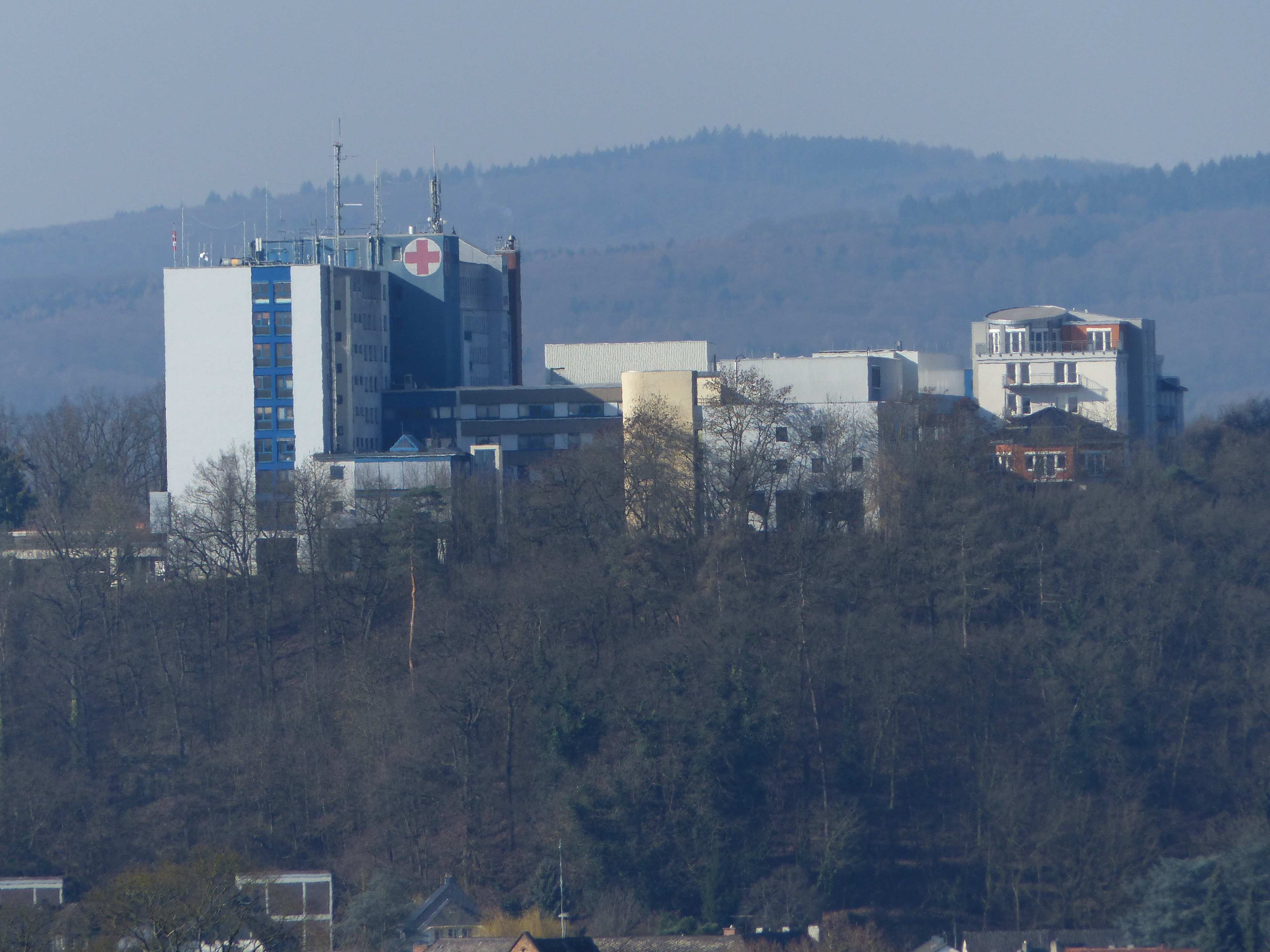
聖ヴィンツェンツ病院

- 聖堂図書館
- 司教区図書館

### 保健、医療
市の高台、シャーフスベルクに位置する聖ヴィンツェンツ病院は、16の専門診療科と500床以上の入院施設を有し、重点病院とみなされている。この病院は、1850年に修道院によって設立され、ヴィンツェンツ会修道女が運営していたラーン河畔の診療所を母体としている。1950年から約 100床を備える病院となり、徐々にシャーフスベルクの建物に移転していった。この建物は当初は青年の家として利用されることになっていたが、その後病院に拡張された。1958年にこの建物は完全に取り壊され、1959年に新しい建物での操業が開始され、残りの建物は1972年までにおおかた建設された。2013年、この病院の患者数は初めて2万人を超え、約1,000人の子供が生まれた。聖ヴィンツェンツ病院は、ユストゥス＝リービヒ大学ギーセンのアカデミックな研修病院でもあり、たとえば、ドイツではベルリン以外で唯一、整形外科領域の「ジョイント・ケア」治療コンセプトのプロジェクトに参加している。
公益病院法人聖ヴィンツェンツは、約1,100人を雇用するこの地域最大の雇用主である。2013年に ICE-地区の流通・サービスセンターに、ヘッセン州で最先端の中央薬局が開設された。この薬局は、周辺の病院24院に薬剤を供給している。
ドイツ赤十字社 (DRK) のリムブルク郡連合 e.V. は、バート・カムベルク、エルツ、フリックホーフェン、ヒュンフェルデン、リムブルク、ニーダーブレヒェンの支部協会を傘下に持つ。DRKは2012年にリムブルガー・カペレン通りの環状交差点前に移転した。
リムブルクの病院はこの他に、ディーツの病院を引き継いでもいる。

### 社会福祉
福音主義教会は、若者たちの集会所「ユーゲントフライツァイトシュテッテ・リムブルク」(JFS) を運営している。テーブル・フットボールやインターネット・カフェがあり、数多くのイベントが行われるこの施設には、教会色はあまりない。
ホスピタル通りのリムブルク母親センターは、子供連れあるいは子供がいない人にとっての交流の場である。この協会はリムブルク市およびヘッセン州の支援を受けており、ベビーシッターの仲介サービス、子供と大人のための様々な学習コース、ミニ幼稚園、カフェを提供している。
リムブルク市はプロジェクト「ノートインゼル」に参加している。これは適切な企業が、困難な状況にある子供たちに避難所を提供し、手助けすることを自ら義務づけるものである。

### 防災
- リムブルク・アン・デア・ラーン消防団
- アールバッハ消防団
- ディートキルヒェン消防団
- エシュホーフェン消防団
- リンデンホルツハウゼン消防団
- リンター消防団
- オフハイム消防団
- シュタッフェル消防団
- 技術救援活動組織 (THW) リムブルク支部

## 文化と見所

### 演劇
リムブルク市立ホールは、1996年からはリムブルク・アン・デア・ラーンのかつての市長で名誉市民のヨーゼフ・コールマイアーにちなんだ名称で呼ばれるが、ショー、会合、会議、およびそれらに類似のイベントに用いられている。ヴェスターヴァルトとタウヌスとの間の全地域の約30万人が利用対象である。周辺には同じような人がよく利用する多目的ホールが存在しない。ここは年間15万人以上の利用客がある。
25年以上前に創設された演芸場「ティング」は、最初のシュタッフェル市区の拠点からヨーゼフ＝コールマイアー＝ハレに移転した。そのクラブルームにステージがある。ステージは独立した団体によって運営されている。プログラムにはシャンソン、キャバレー、文学イベントが含まれ、ジャズ、フォーク、ロックが演奏される。ソングライターが登場することもある。その主眼は若い芸術家の育成にある。毎月2公演から3公演が開催されている。
「ティング」の活動は、2003年12月6日に「中央ヘッセン文化賞」を受賞した。

### 音楽
リムブルクには、1967年からリムブルク聖堂少年合唱団がある。この合唱団はリムブルク司教区が運営している。この合唱団に所属していた歌手たちが、1999年に男性ボーカル・アンサンブル「カメラータ・ムジカ・リムブルク」を結成した。このアンサンブルの参加者はリムブルクの男性室内合唱団の栄えある伝統を引き継いでいる。
主に夏季に野外コンサートが開催されるイベント会場「ヴィラ・シャイト」は、2012年から文化財となっている。このイベント会場は、公園風の敷地で、完全に個人の所有である。コンサートの他にキャバレー、イングリッシュガーデンフェスト、芸術作品展示会などがプログラムに含まれる。

### スポーツ
全国的に重要で、リンブルクで最も古いスポーツクラブの1つが「リンブルク・ウォータースポーツクラブ 1895/1907 e.V.」(LCW) である。クラブ名の1895という年号は、このクラブの前身となった「リムブルク漕艇クラブ」(LRV) の創設年である。現在はこのクラブは、ドイツ漕艇連盟 (DRV) の練習拠点となっている。
「リムブルク・ホッケー・クラブ」(LHC) は、1923年に「VfR 07 リムブルク」のメンバーによって設立され、断続的に2つのブンデスリーガを行き来している。ここは現在、ホッケー指導センターおよびオリンピック強化拠点となっている。このクラブは、何度も（ジュニア部門では今日まで定期的に）ドイツ・マイスターのタイトルを獲得し、多くのドイツ代表選手、指導者を輩出している。
「VfR 19 リムブルク」のクラブ史上最大の成果の1つが、バスケットボール部門が1997年/1998年シーズンにバスケットボール・ブンデスリーガ2部に昇格したことである。しかし翌シーズンにはふたたび降格した。男子サッカー第1チームは、1994年から1997年まで、当時4番目のリーグであったオーバーリーガ・ヘッセンに参加していた。2019/2020年シーズンには、ディートキルヒェンの「TuS ディートキルヒェン」が初めてヘッセンリーガに参加した。
チェス競技は、リムブルクでは1930年代からすでに組織的に開催されていた。「シャッハクラブ・ラーン・リムブルク」は1930年11月17日に設立され、その長い歴史の中で何度もヘッセン最高の競技クラス（オーバーリーガ・ヘッセン、その後ヘッセンリーガ）に昇格した。最高の競技クラスで戦った最後は2005年/2006年シーズンであった。1980年代にリムブルクのもう一つのチェスクラブ「シャッハクラブ・ケーニヒスフリューゲル・リンデンホルツハウゼン」が設立された。
ラインラント＝プファルツ州に属す隣の市であるディーツには、「ルーキーズ・ロケッツ」の別名を持つアイスホッケークラブ EGDL（アイスシュポルト・ゲマインシャフト・ディーツ＝リムブルク）のトレーニングセンターとなっているスケートリンクがある。レギオナルリーガ西で成功を収めているこのクラブは2004年に創設された、リムブルクでも新しいクラブである。前身となったクラブは、1980年代から1990年代に活動していたアイスホッケークラブ・ディーツ＝リムブルク (ECDL) と、1997/1998年シーズンに当時ドイツで2番目のリーグであったアイスホッケーリーガ1部でプレイしたリムブルガー EG である。
中核市区には1961年にオープンした屋外プールがある。現在「パルクバート」と呼ばれている湖のプールはラーン川右岸にあり、50 m の競泳用プールを有している。オフハイム市区のかつての市営屋内プールは非営利団体の協会によって独立運営されているドイツでも数少ないプールの1つである。さらにリムブルク市とディーツ市、リムブルク＝ヴァイルブルク郡、ライン＝ラーン郡は共同で、ディーツにあるオラニエンバートを運営している。リンター市区の市営屋内プールは2003年12月31日に閉鎖され、ケーゲル場に改築された。

### 方言
リムブルク方言は、「ナッサウアー・ラント」では主に「プラット」と呼ばれるなど様々な名称を持つ中部ヘッセン方言の1つである。純粋な形の方言は、リムブルクおよびそのすぐ近くの町村で育った年配の人々の間でのみ話されている。

### 名物料理、食材
伝統的なリムブルク料理の1つに「リムブルガー・ゼッカー」がある。これはマスタードで味付けされ、パン粉の衣をつけた、ザウアークラウト、乾燥肉、ピクルスが入ったカツレツで、油で炒めたジャガイモやパンとともに供される。料理名は、中世のリムブルク旧市街の、ケルンからフランクフルトに至る交易路で最も狭かったクライネ・リュッリェ4番地の家の前で、幅広い荷車の荷物を袋に詰め直したリムブルク住民に由来する。
「リムブルガー・ビショフスクネーデル」は、フランツ・カンプハウス司教の時代（在位: 1982年 - 2007年）にリムブルクのレストランで初めて創られた。これはブラッドソーセージまたレバーソーセージを詰めたジャガイモの団子で、ザウアークラウトやベーコンのソースとともに供される。カンプハウスの後任のフランツ＝ペーター・テバルツ＝ヴァン・エルストによって聖ニコラウス司教区センターでのメニュー開発が知られるようになり、観光客の数が飛躍的に増加した2013年から、多くのレストランの宣伝が強化されたことで、この伝統料理は全国的に知られるようになった。

### 年中行事
メッセ「ウィスキー＝フェア」は、毎年春に行われる全国的に重要な行事である。
7月最終週の「リムブルガー・アルトシュタットフェスト」（直訳: リムブルクの旧市街祭）は何千人もの見物客をこの街に引き寄せる。同じく夏にワイン製造業者は、内市街で行われる「ラインガウアー・ヴァインターゲ」（直訳: ラインガウのワインの日）で、その製品を披露する。
リムブルク市は、2007年から2年に1度、地元のクラブと企業の協力を得て、「ゾンマーナハトラウフ」（直訳: 夏の夜のレース）を開催している。このイベントでは、個人参加、家族参加、企業参加といった様々なルールが設けられている。
2005年から毎年8月第3週に開催される「サマー・ゲームス」がこの街の市祭である。この祭は、多くのクラブや企業の支援により、毎年5万人の見物客を集めるこの地域最大の市祭の1つに成長した。2010年9月の第1日曜日に、地域を超えて有名な、ヘッセン州最大の都市ノミの市であるリムブルクのノミの市が第40回を迎えた。
ヘッセン州中部で最大の民衆祭の1つである「リムブルクのオクトーバーフェスト」は毎年数日間にわたって開催され、2011年以降、オリジナルのミュンヘンのオクトーバーフェストに近づくよう強化されている。11月27日から12月30日までクリスマスマーケットが開催される。

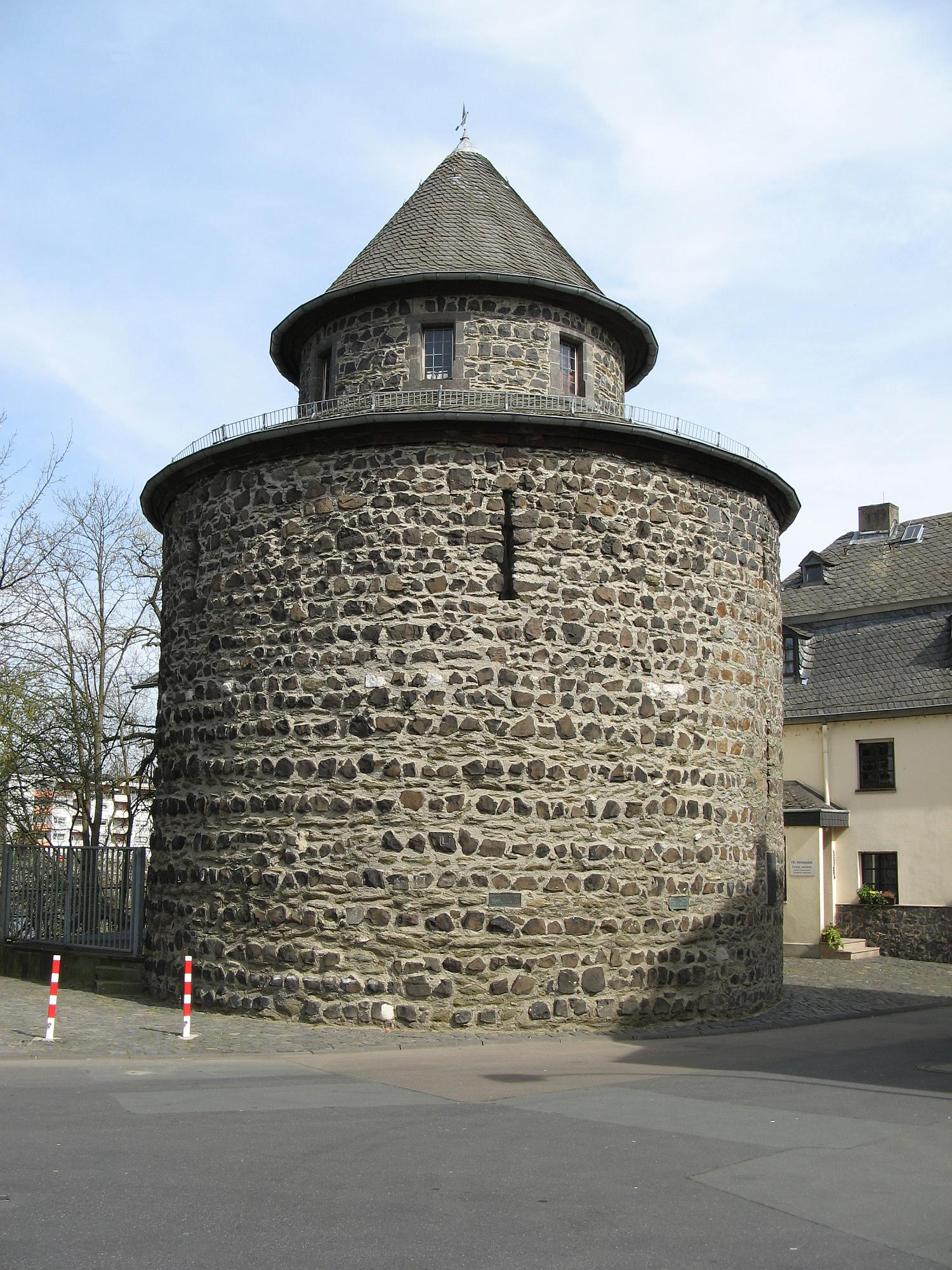
リムブルク海洋博物館が入居するカッツェン塔

### 博物館・美術館
リムブルクには4つの博物館・美術館が存在する。
- リムブルク市芸術コレクション。芸術作品の入れ替え展示を行っている。
- 聖堂の宝物を含む司教博物館。「リムブルクのシュタウロテーク」やマリエンガルテンを含む。
- リムブルク海洋博物館
- パロット会宣教博物館

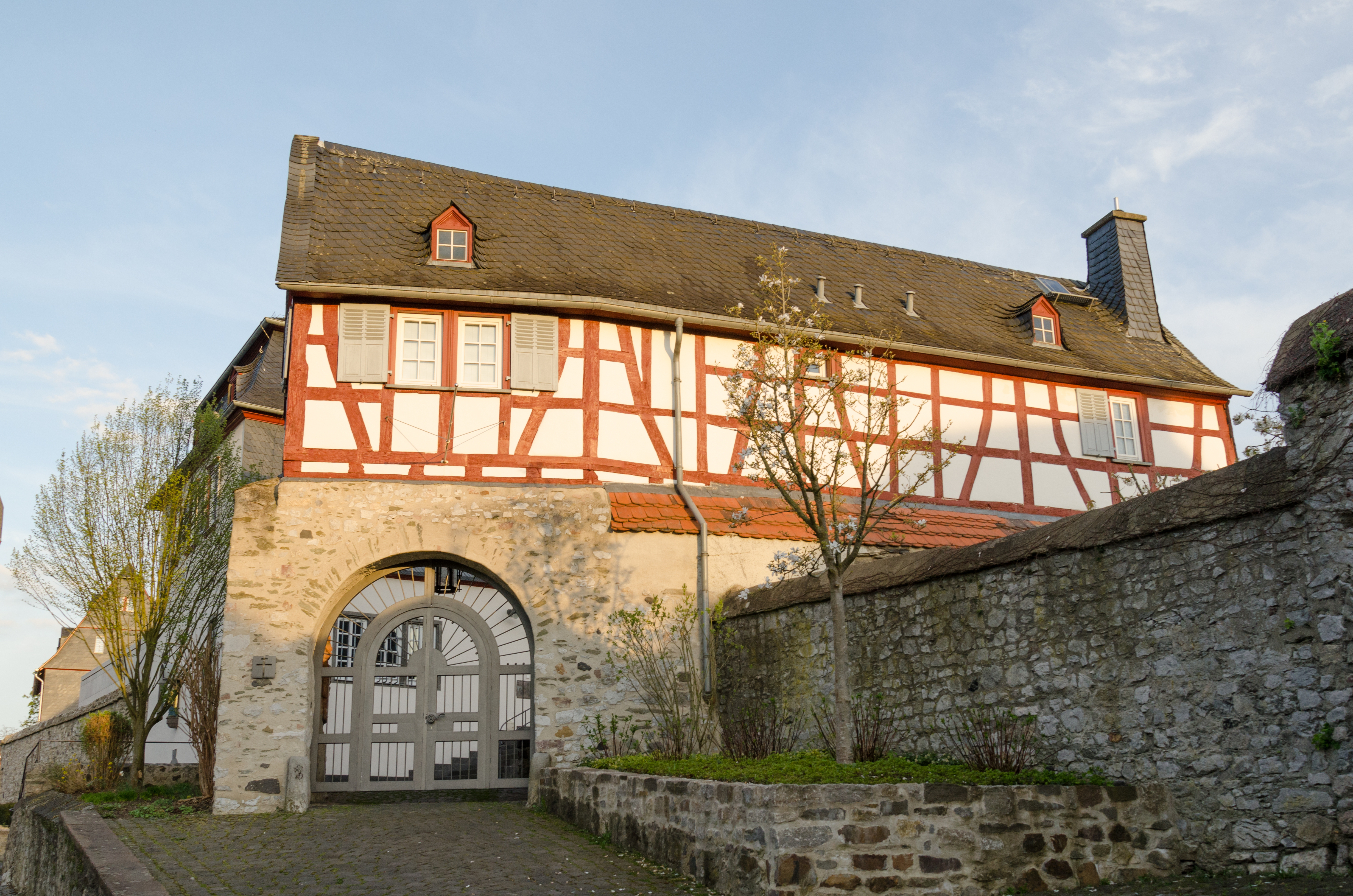
司教博物館

### 建築
第二次世界大戦により、リムブルクほど中世建築物のアンサンブルがほとんど手つかずで遺っている都市はわずかである。すなわち、聖ゲオルク聖堂、グラーベン通り、そして600年前のラーン橋の間のかつて市壁で囲まれていた都市中心部と、保護文化財に指定されているフランクフルター・フォアシュタットが保全されている。

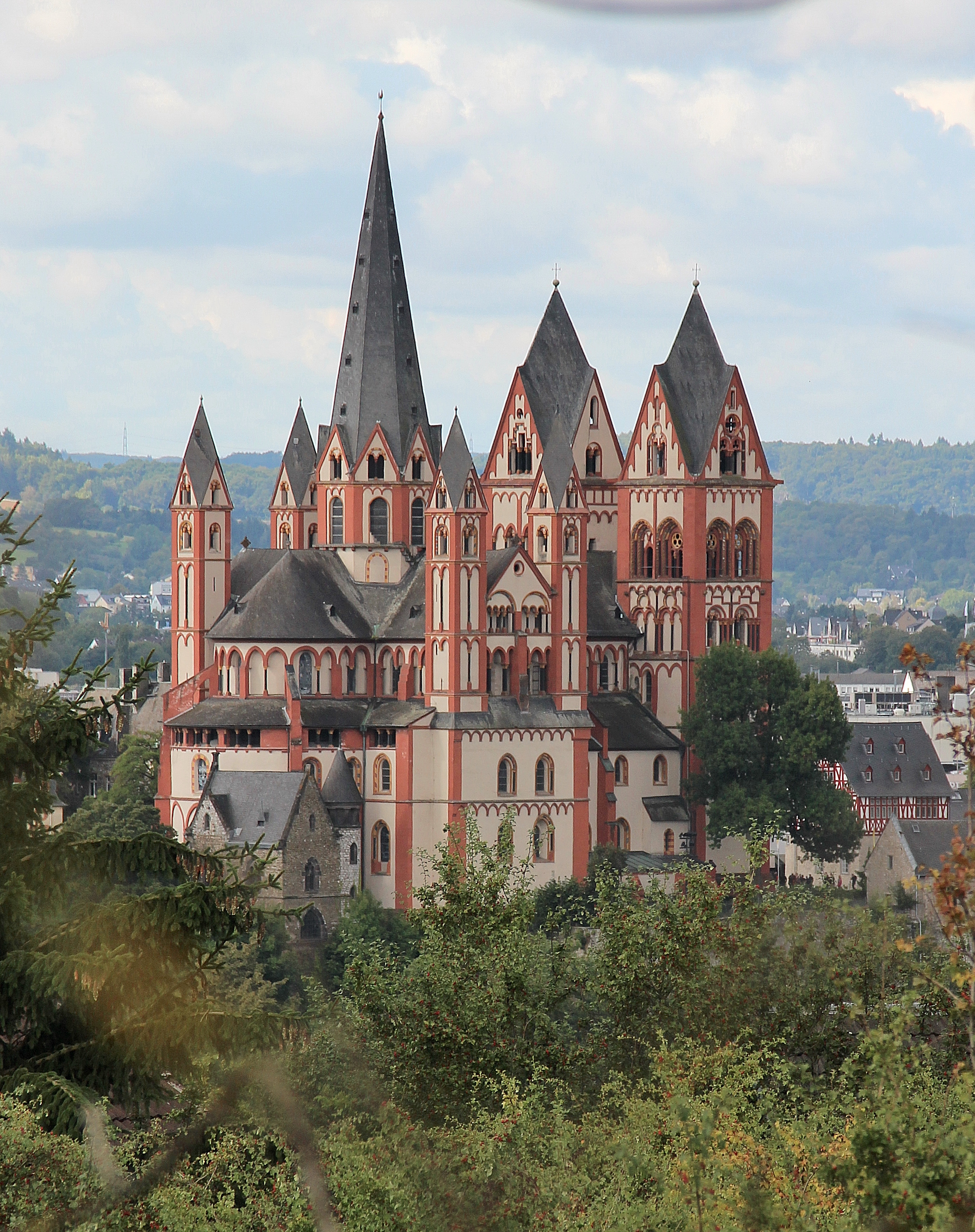
リムブルク聖堂

#### 宗教建築物
- リムブルク聖堂（ドームプラッツ2番地）かつて参事会教会であり、聖ゲオルクおよびニコラウス教区教会であった。1827年からリムブルク司教の司教座聖堂および教区教会となっている。1190年頃から1235年に建設された。都市建設上の影響力だけでなく、13世紀ドイツの内装が保持されている作例として重要である。
- カトリックの市教会および司教区事務局（ビショフスプラッツ2-4/ロスマルクト4-6）以前はフランシスコ会修道院付属聖ゼバスティアン教会であった。ルネサンス様式およびバロック様式の墓碑や1686年建造のオルガン前面管が特に重要である。
- かつての聖アナ施療教会（ホスピタル通り2番地）とそれにつながった旧ヴィルヘルミーテン修道院リムブルクの診療所。14世紀/15世紀に建設された。三十年戦争の被害を受けた後、17世紀/18世紀に再建され、バロック化された。14世紀の第3四半期に創られたステンドグラス、1749年製のオルガン前面管、1753年の講壇は特に重要である。
- 福音主義ルター派聖ヨハネス礼拝堂（イン・デア・エアバッハ2-3）1322年から1324年にエーバーバッハ修道院（ドイツ語版、英語版）の都市財産の一部として建設された。1867年から1903年までシナゴーグとして利用された。
- 福音主義教会と福音主義教会センター（ビショフス通り1番地）ヴィースバーデンのマルクト教会をモデルに1864年から1866年に建設された。1944年に被害を受け、1973年から1975年に改築、分割された。
- パロット会修道院教会・聖マリエン教区教会（フランクフルター通り56番地）1926年から1927年にドミニクス・ベーム（ドイツ語版、英語版）の影響を受けた建築家ヤン・フーベルト・ピナントの設計に基づいて建設された。この教会は、珍しく建設当時の姿を完全に保持した全国的に重要な表現主義の教会建築である。
- カトリックの聖ヒルデガルト教区教会（パルク通り）1965年から1967年に建築家ヴァルター・ノイホイサーの設計に基づいて建設された。この教会は「fliegendes Dach」を持つインターナショナル・スタイル後期の典型的な作例である。この教会にはユーゲントキルヒェ・クロスオーバー[46]も入居している。

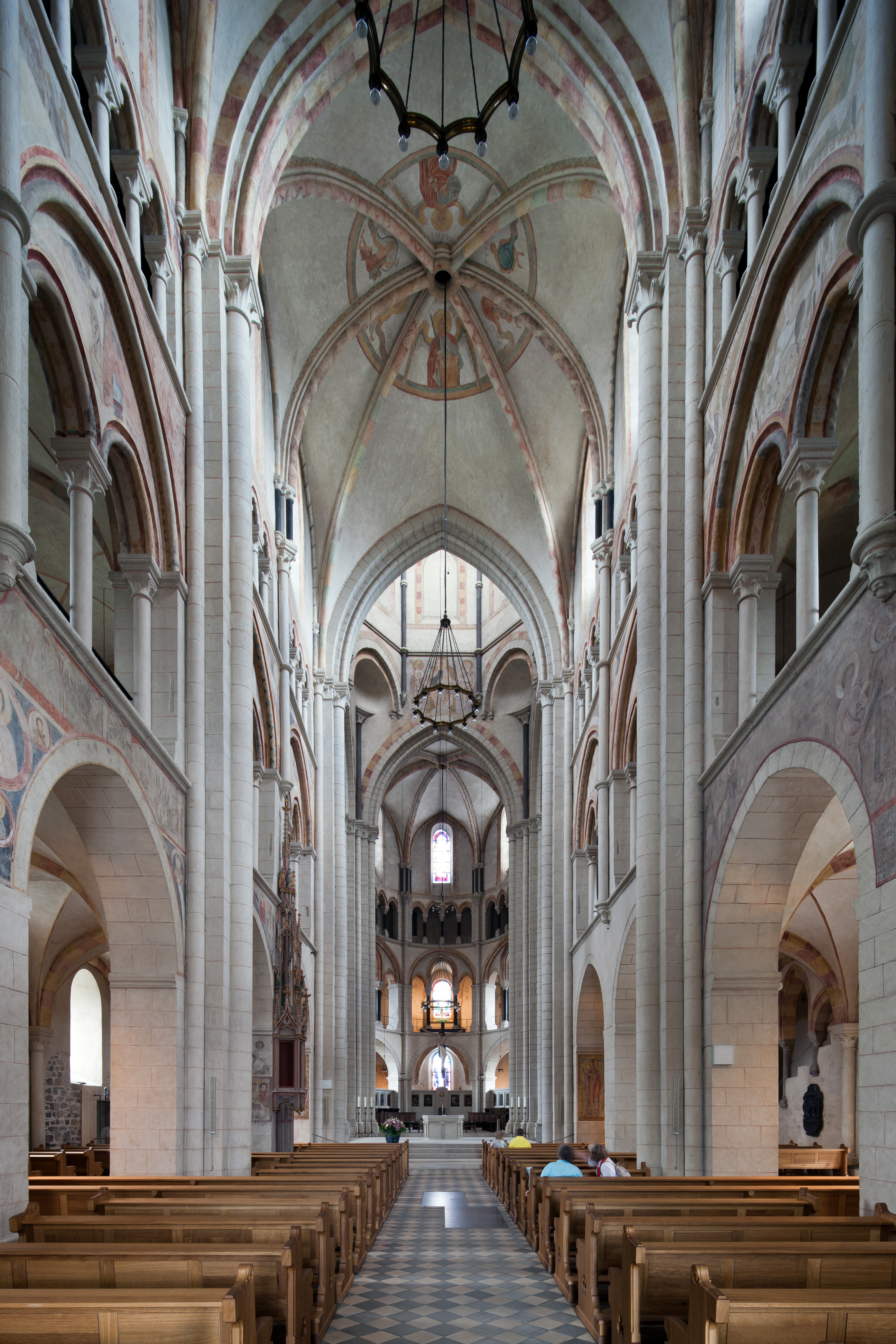
リムブルク聖堂の内部
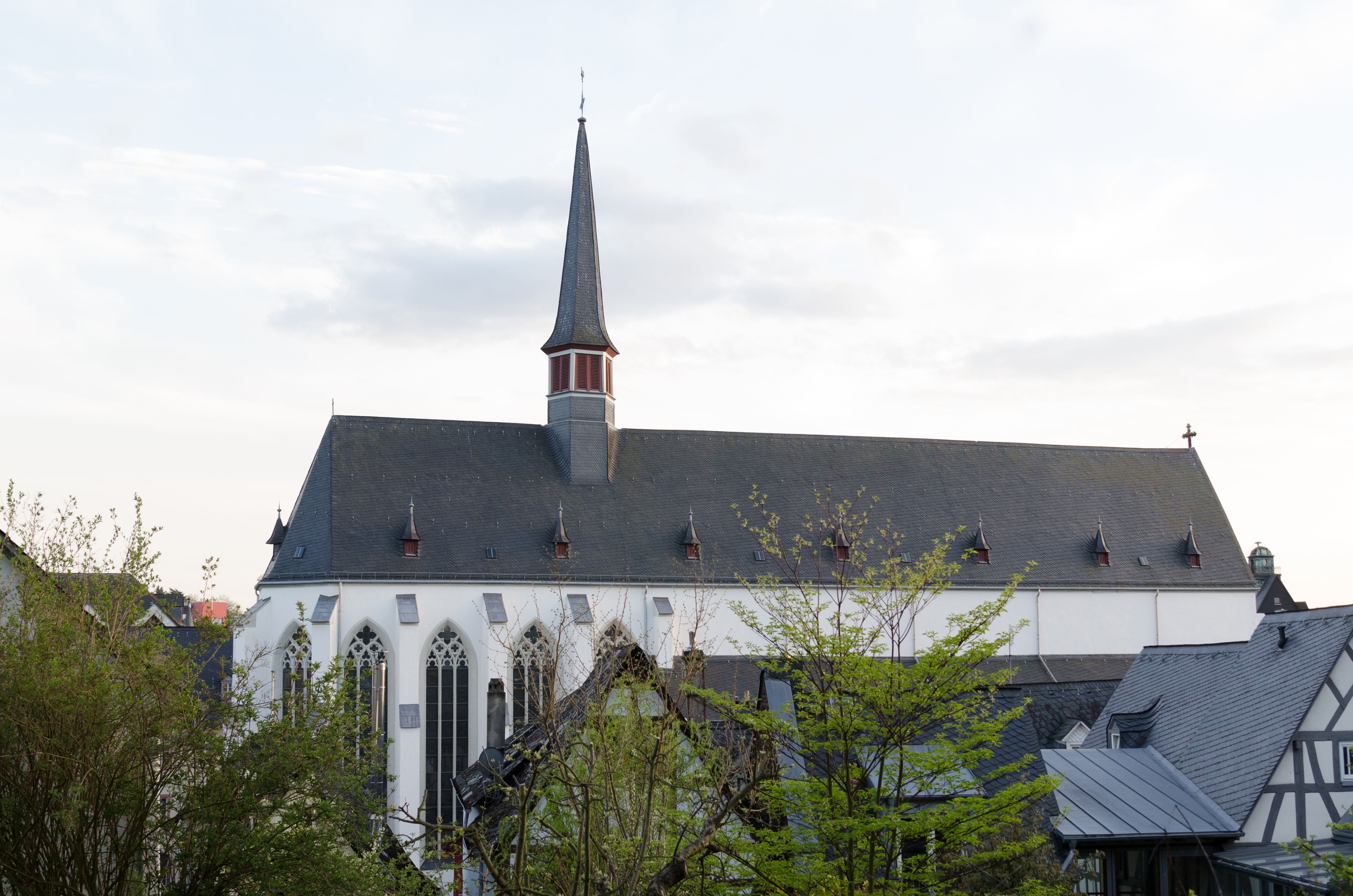
カトリックの市教会
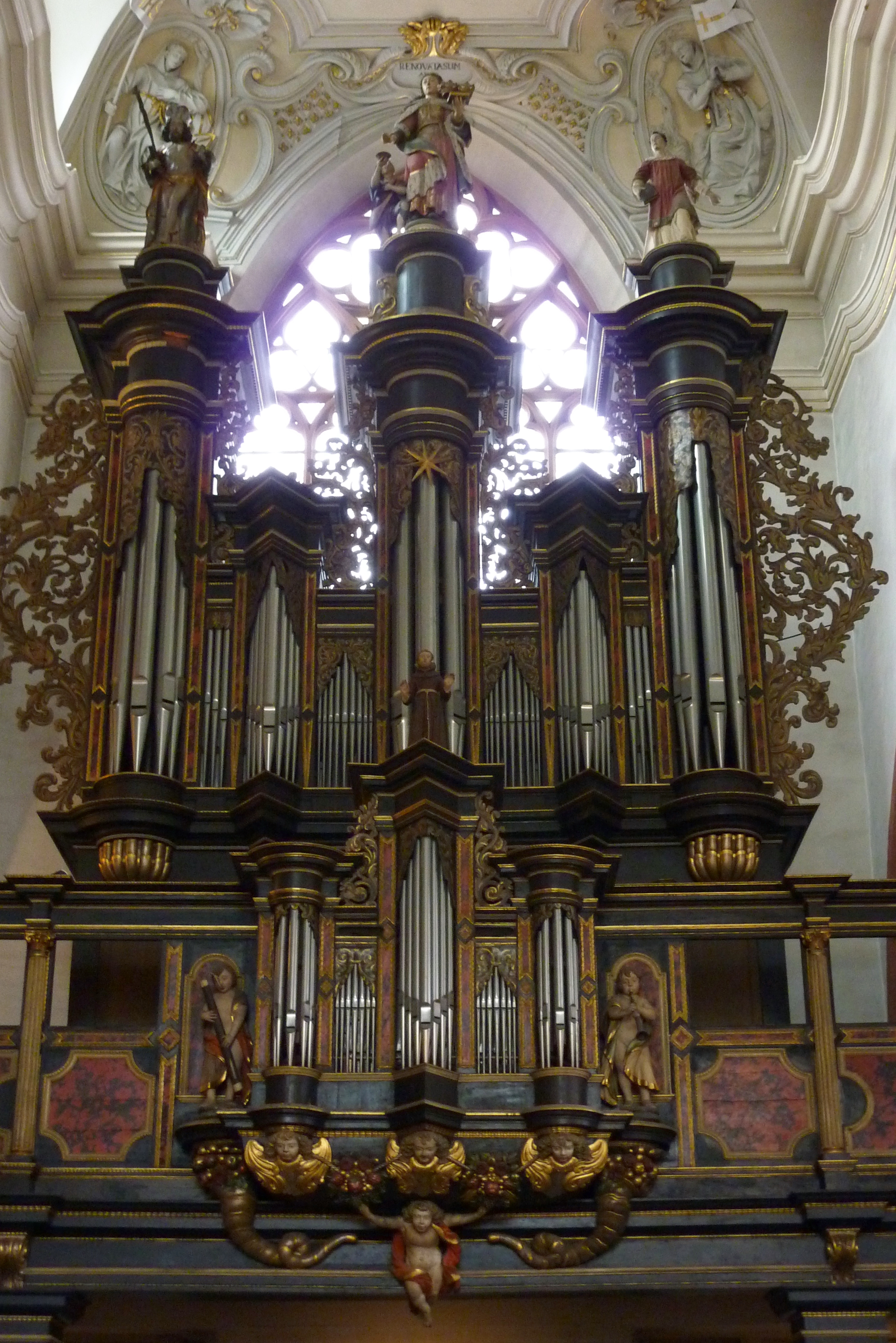
カトリックの市教会のオルガン
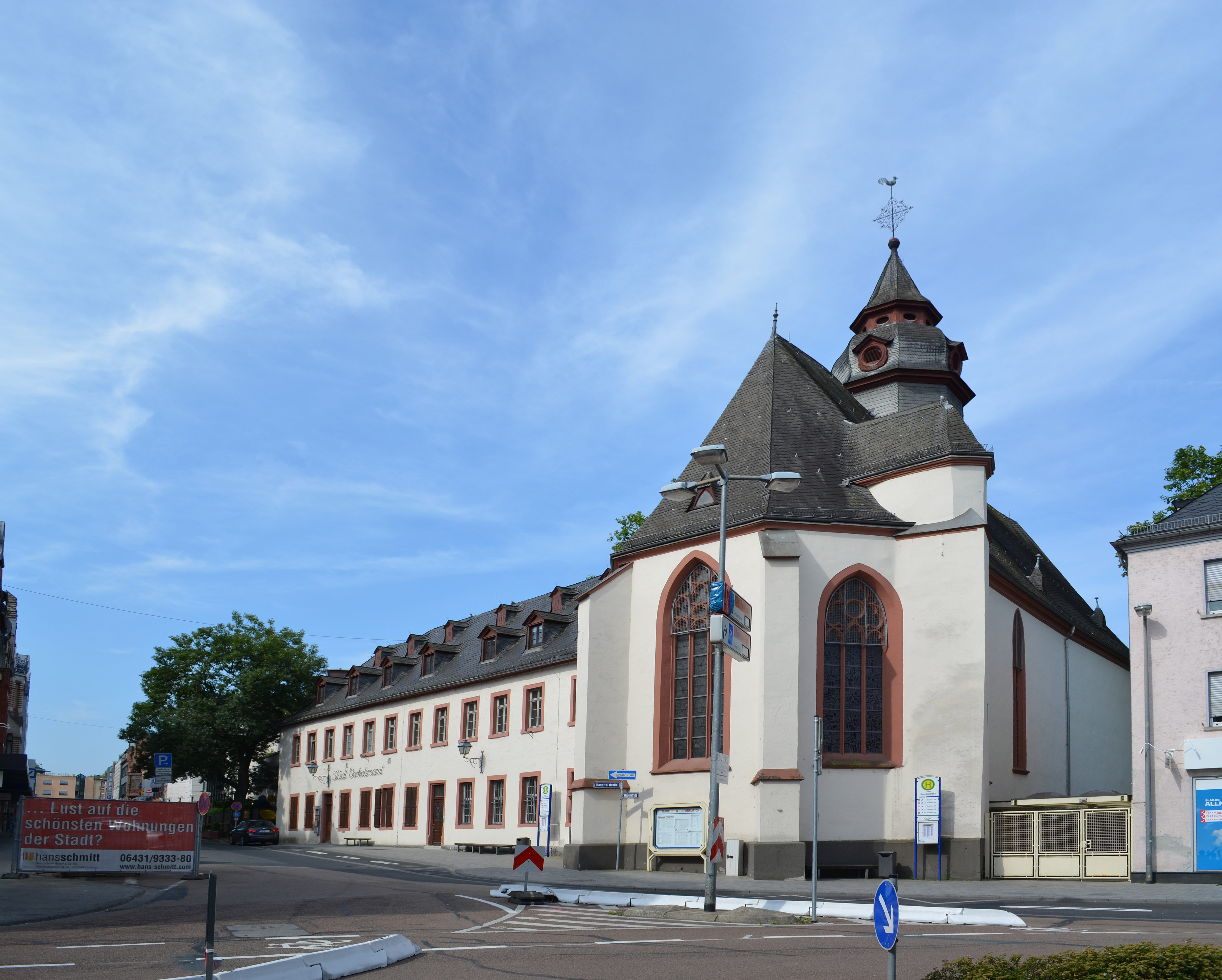
聖アナ教会と旧ヴィルヘルミーテン修道院
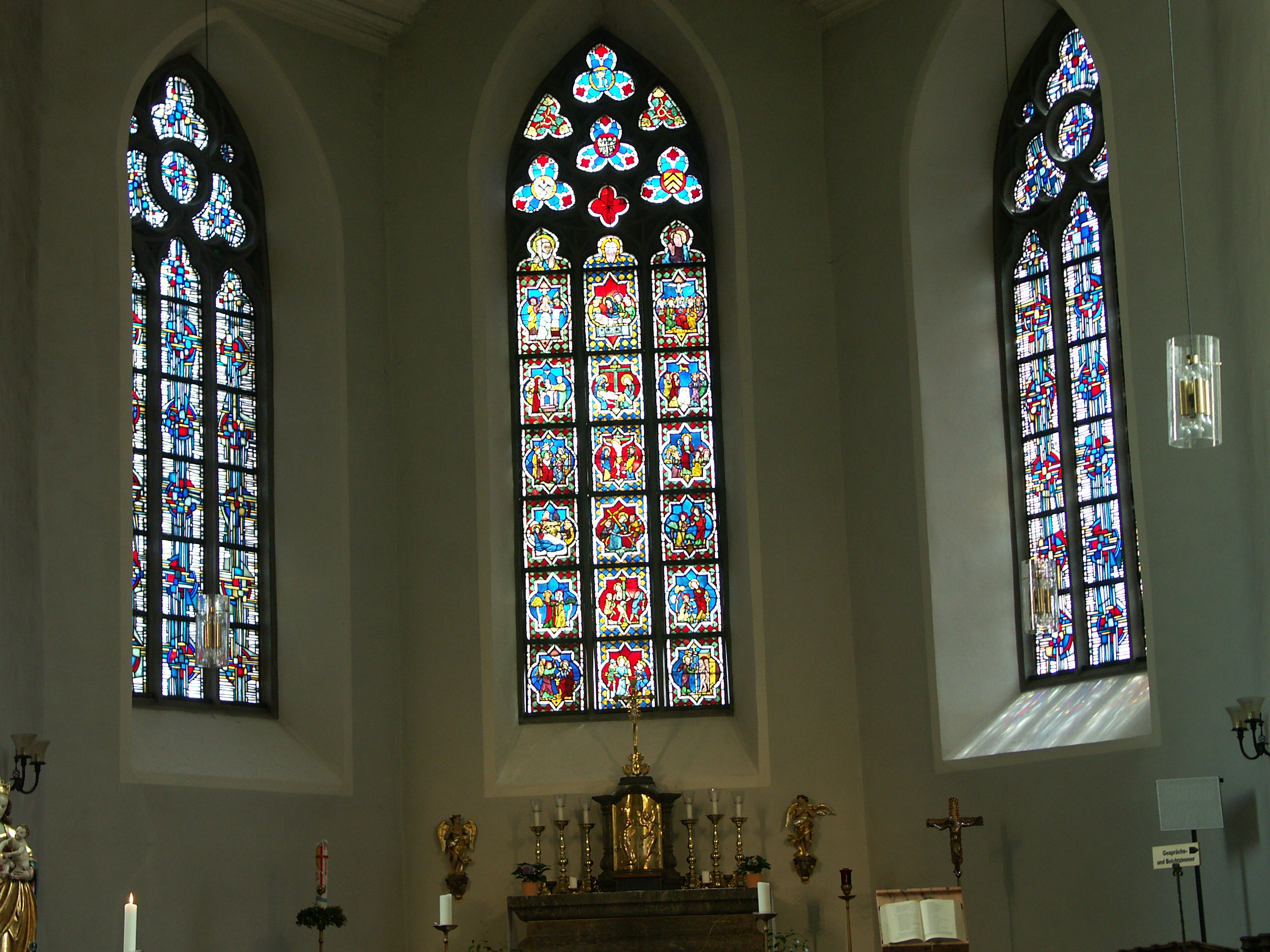
聖アナ教会のステンドグラス
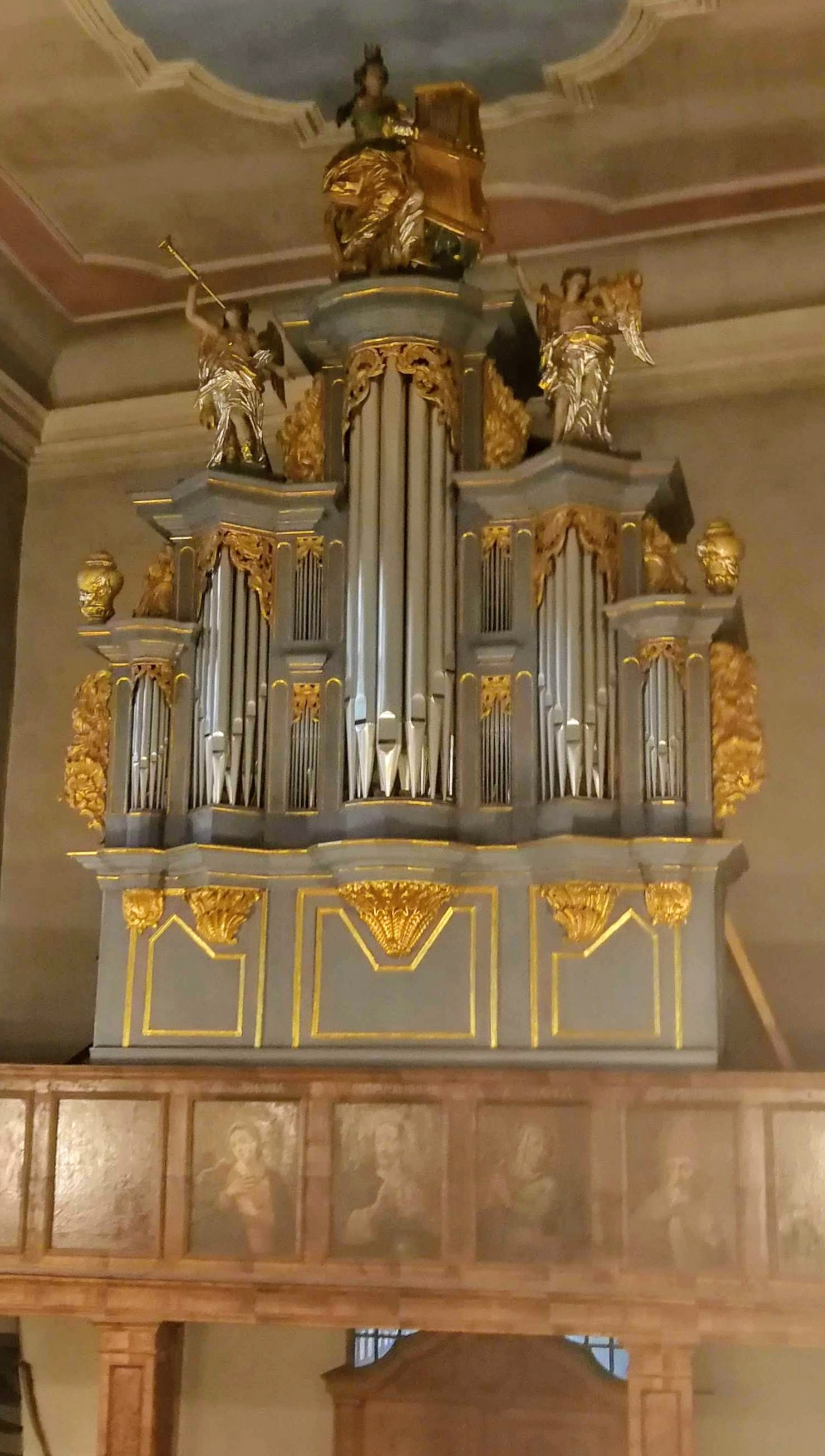
聖アナ教会のオルガン
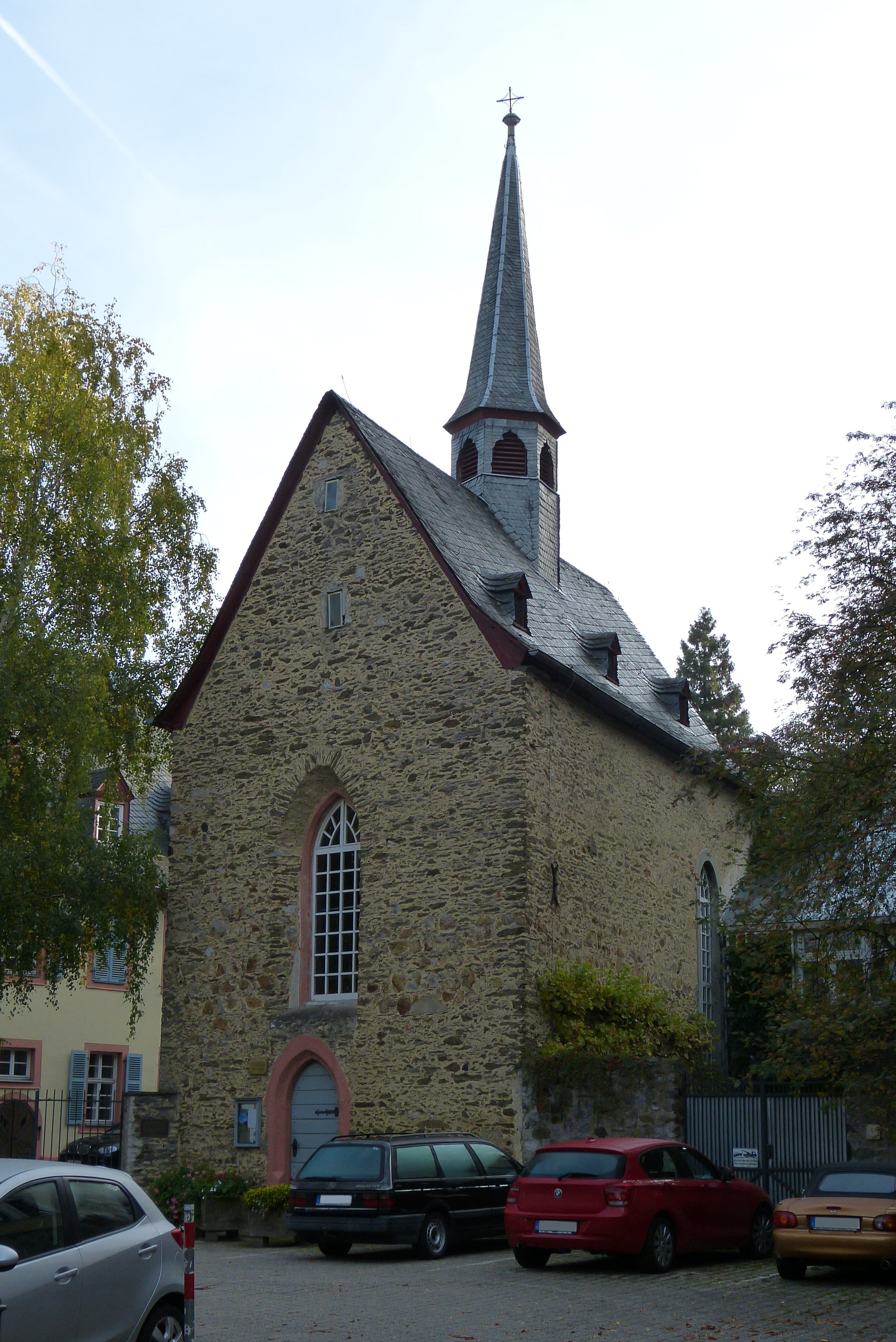
聖ヨハネス礼拝堂
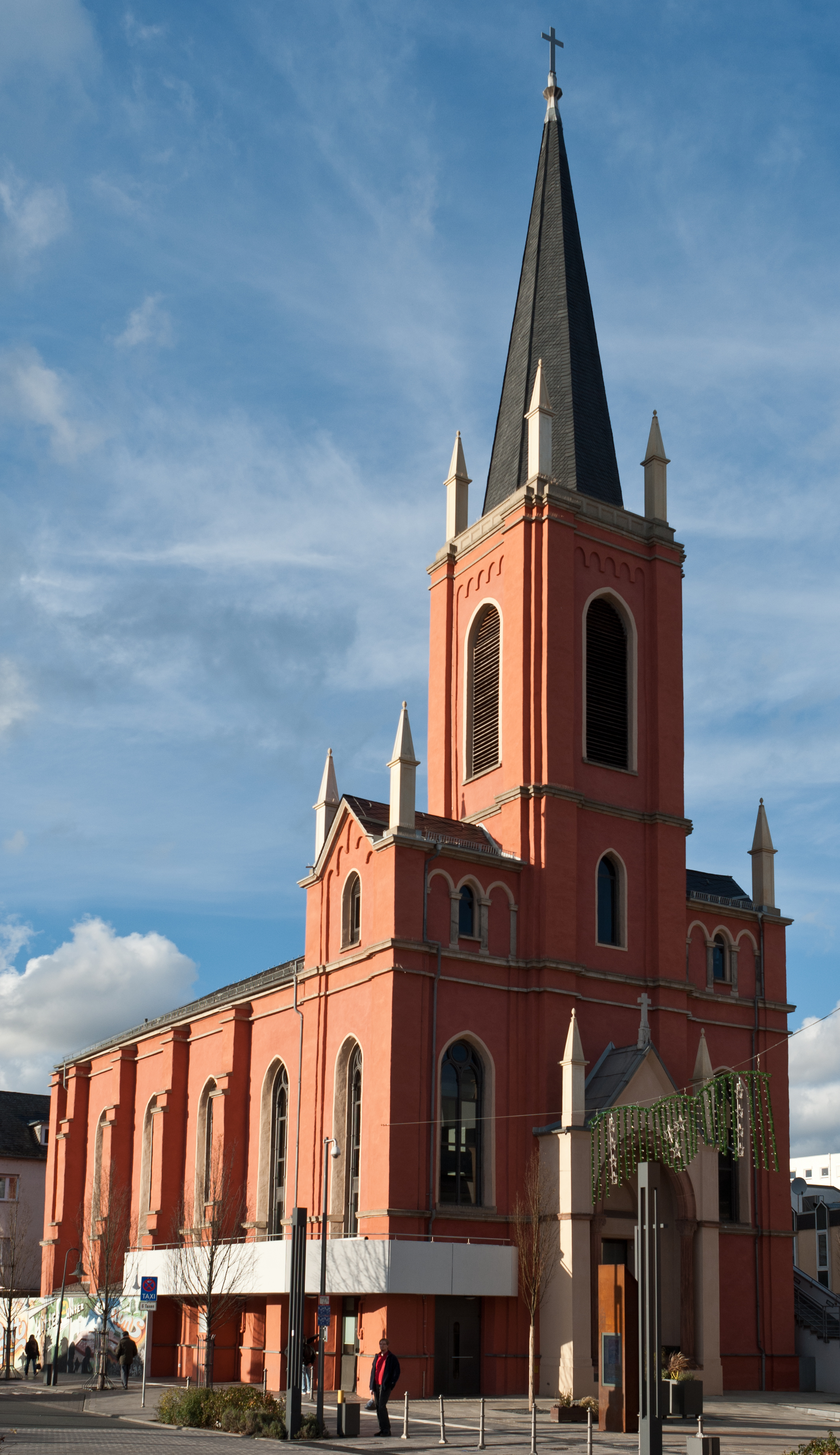
リムブルクの福音主義教会
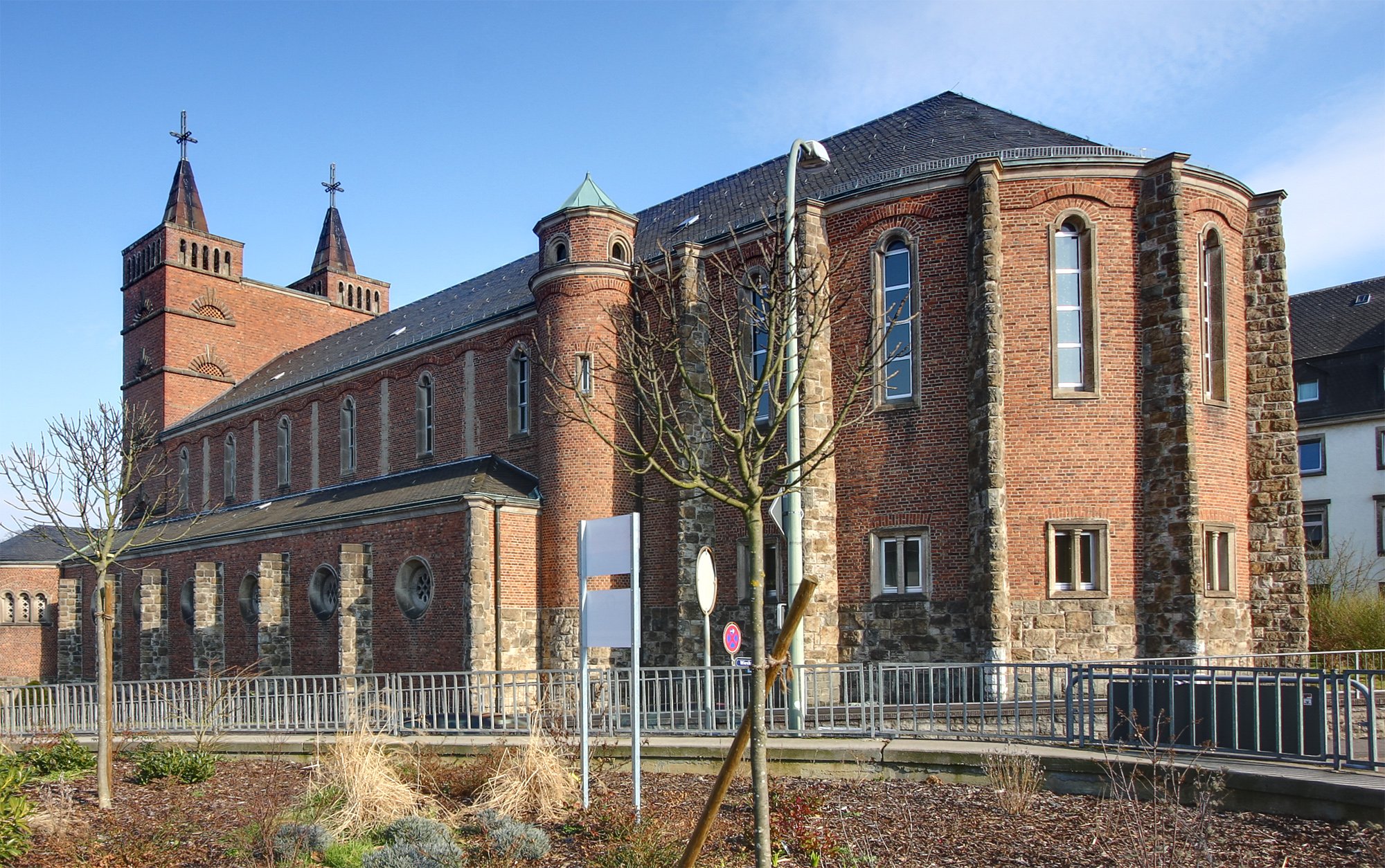
聖マリエン教会
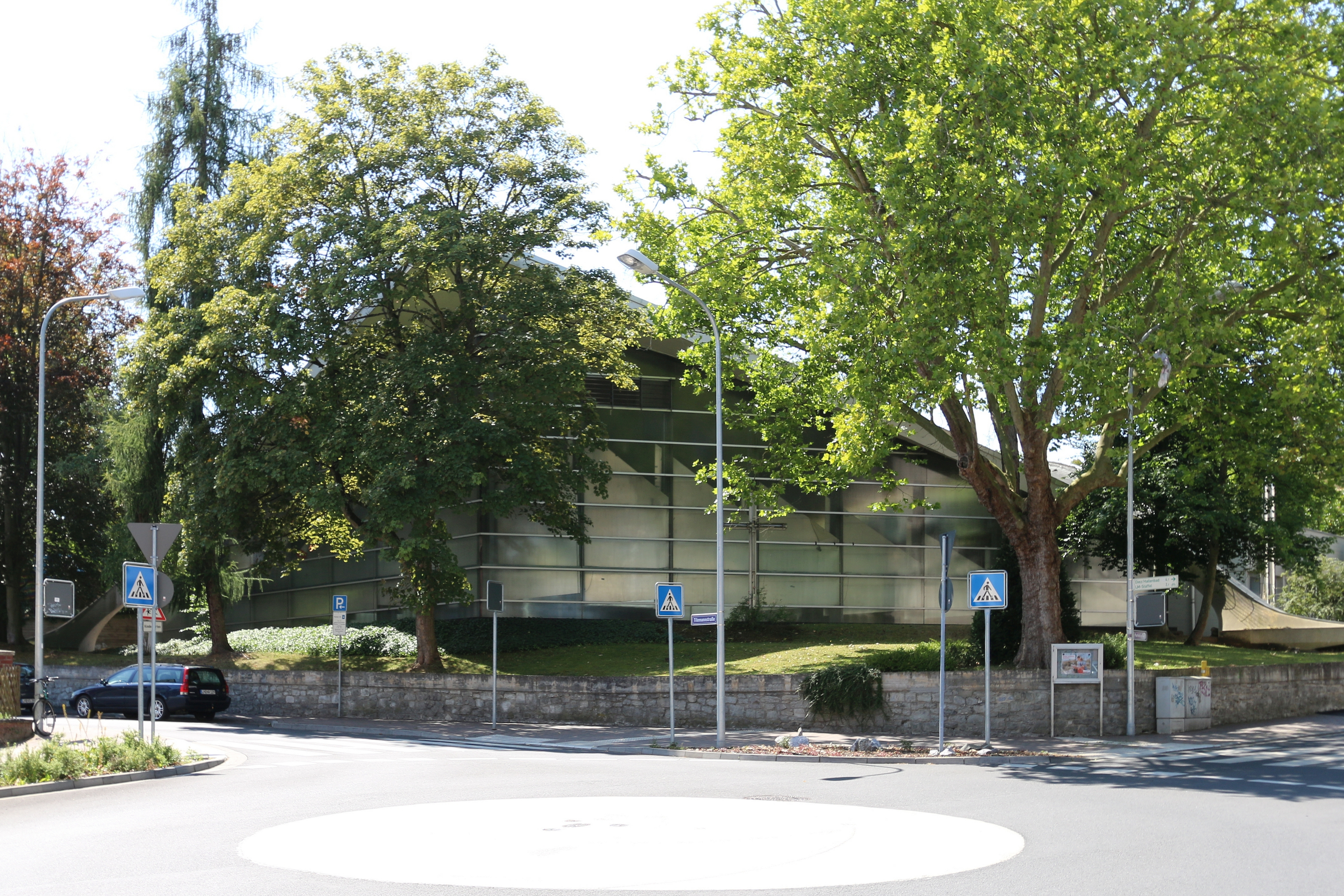
聖ヒルデガルト教会

#### 公共建築

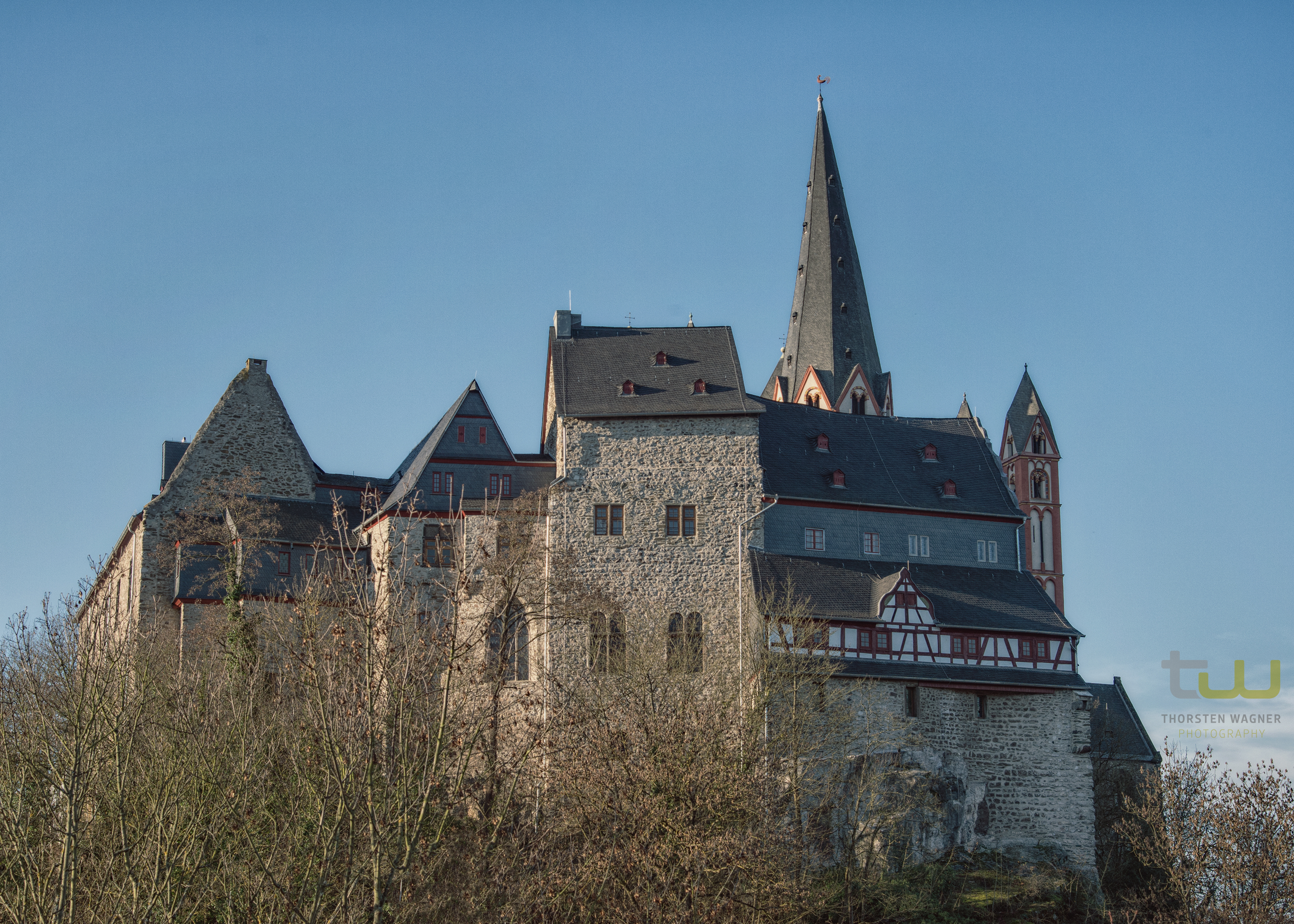
リムブルク城。背後の塔はリムブルク聖堂の塔である。

- リムブルク城。13世紀初めにゲルラハ・フォン・イーゼンブルク（ドイツ語版、英語版）によって建設された。
- 「フッティヒ」。市壁の塔の遺構。市壁のコースはグラーベン通りによって認識できる。
- 旧ラーン橋。1315年から建設された。ヴィア・プブリカがラーン川を渡る地点であった。
- 新市庁舎。1898年から1899年に建設された。
- 旧ギムナジウム・リムブルク。フライヘル＝フォム＝シュタイン＝プラッツ1番地

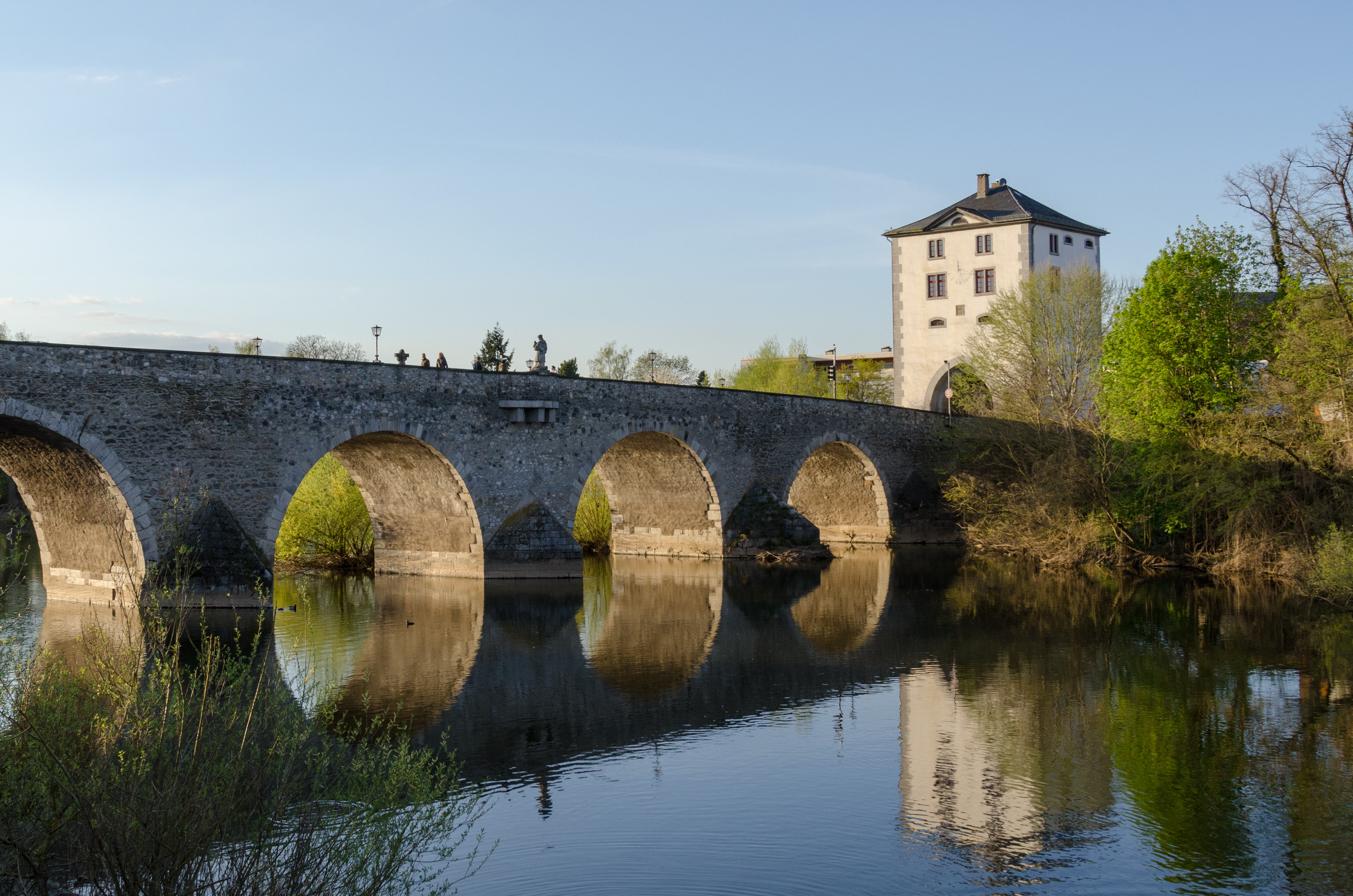
旧ラーン橋
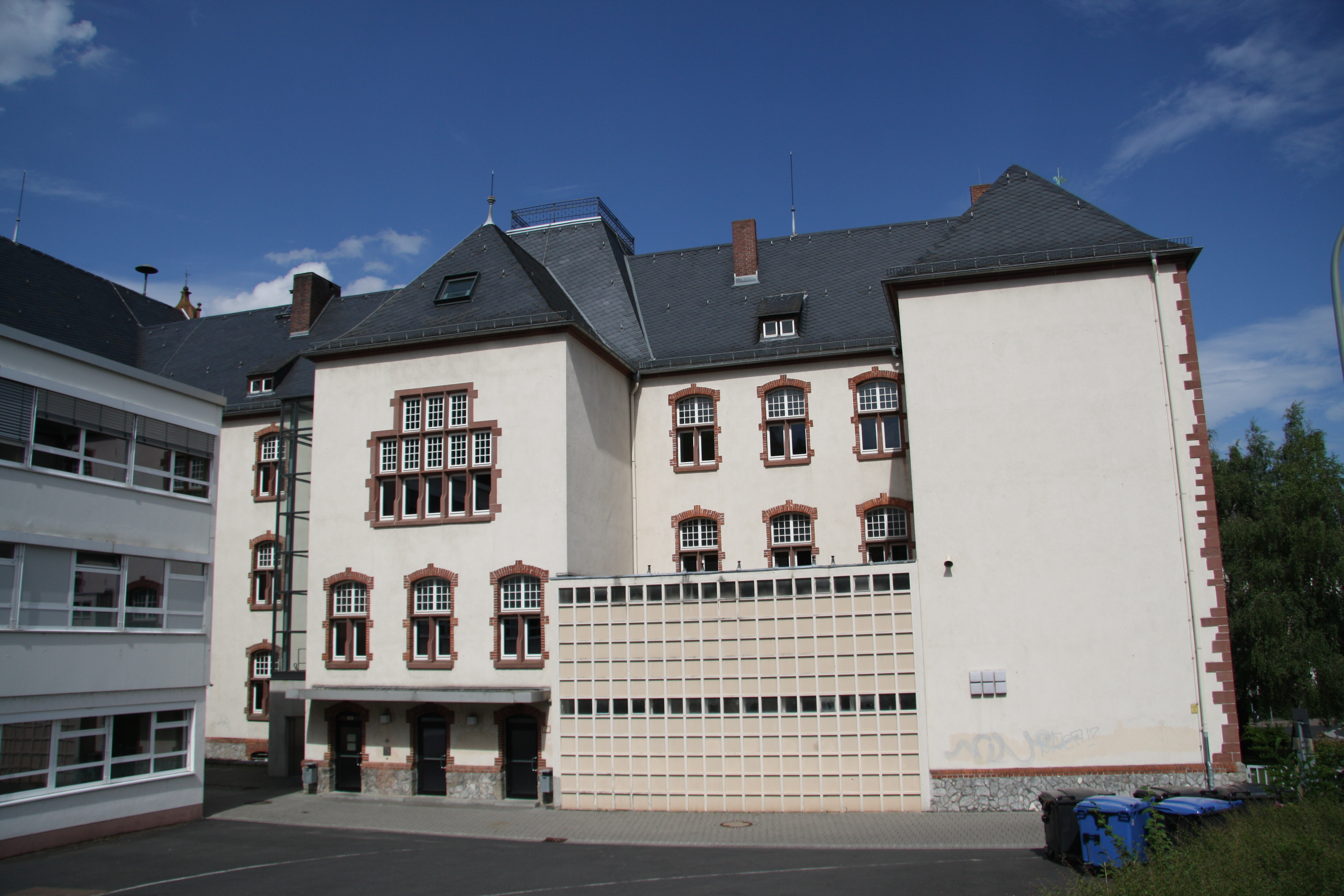
旧ギムナジウム・リムブルク

#### 世俗建築

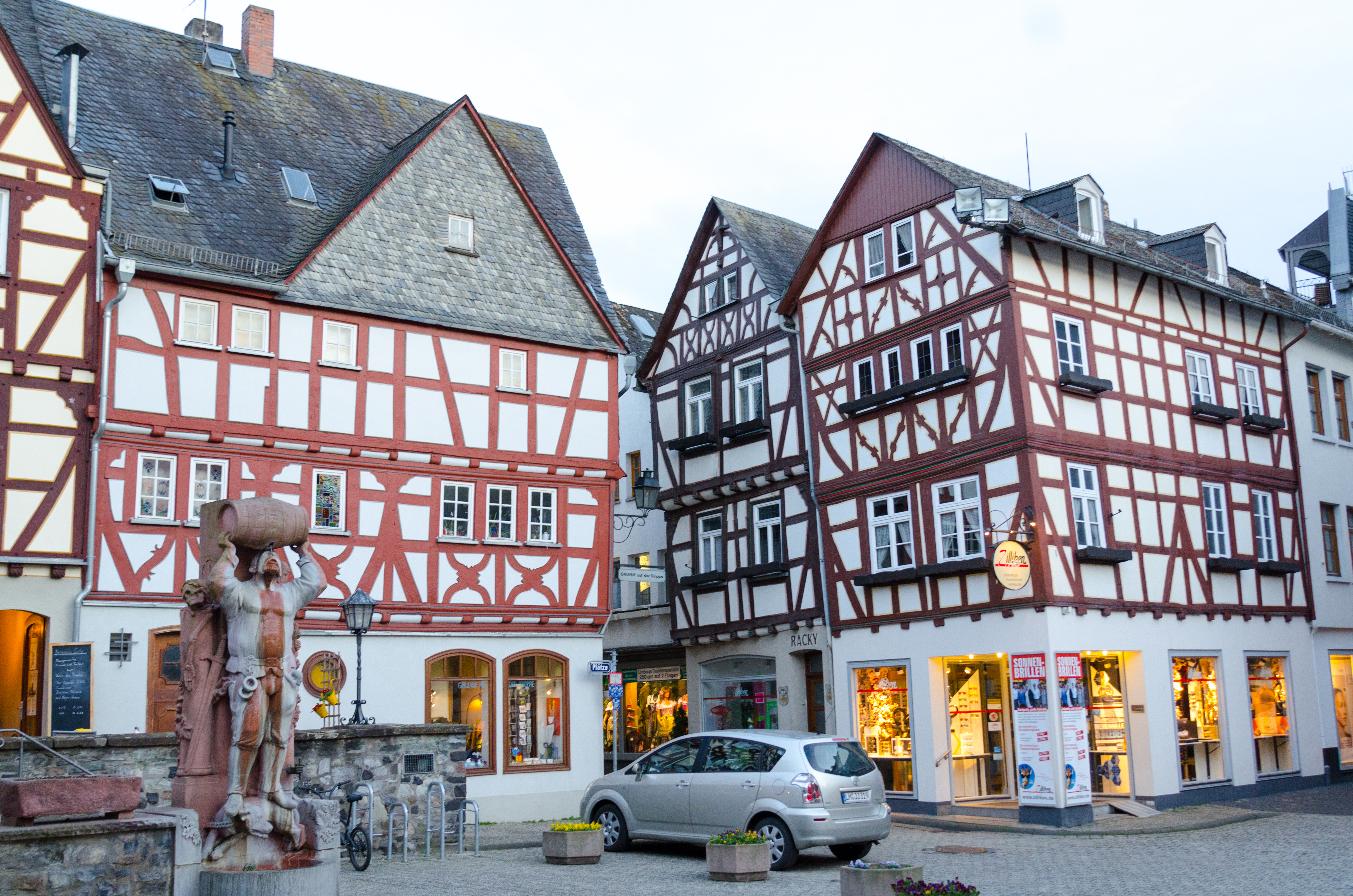
プレッツェの木組み建築の家並み

旧市街には13世紀から19世紀に建設された木組み建築が数多く存在する。1972年の旧市街改修開始以降、これらの建物は慎重に修復された。1階が大きなホールになっている中世のハレンハウスが特徴的である。リムブルクの有名な家屋を以下に列記する。
- クライネ・リュッチェ4番地の家。フランクフルトとケルンを結ぶ交易路のもっとっも狭い箇所。ケルンのヒューマルクトにその幅が記されている。
- ジーベン・ラスターの家。ブリュッケンガッセ9番地。1567年建造。キリスト教の7つの悪徳を描いた彫刻装飾のある木組みの家。
- ヴェルナー＝ゼンガー＝ハウス。13世紀に建設されたリムブルク旧市街で最も古い家。
- フィッシュマルクトの家並み。この広場の名称は13世紀のリムブルク方言 Fismart（繊維、羊毛市場）に由来し、リムブルクの毛織物交易の中心地であった[47]。その後、1317年に初めて文献に記録されているのだが、魚の販売に用いられた。
- レーマー 2-4-6。13世紀の木組み建築。
- ツーム・ゴルデネン・ヒルシュ（直訳: 金の鹿亭）。1500年頃に建造された。かつては旅館であった。
- ブルクマネンハウス。1544年頃建造。現在は司教博物館となっている。
- ヴァルダードルファー・ホーフ。かつての貴族ヴァルダードルフ伯の館。
- ヴィラ・シャイト。保護文化財に指定されている。裕福な市民の居館であった。

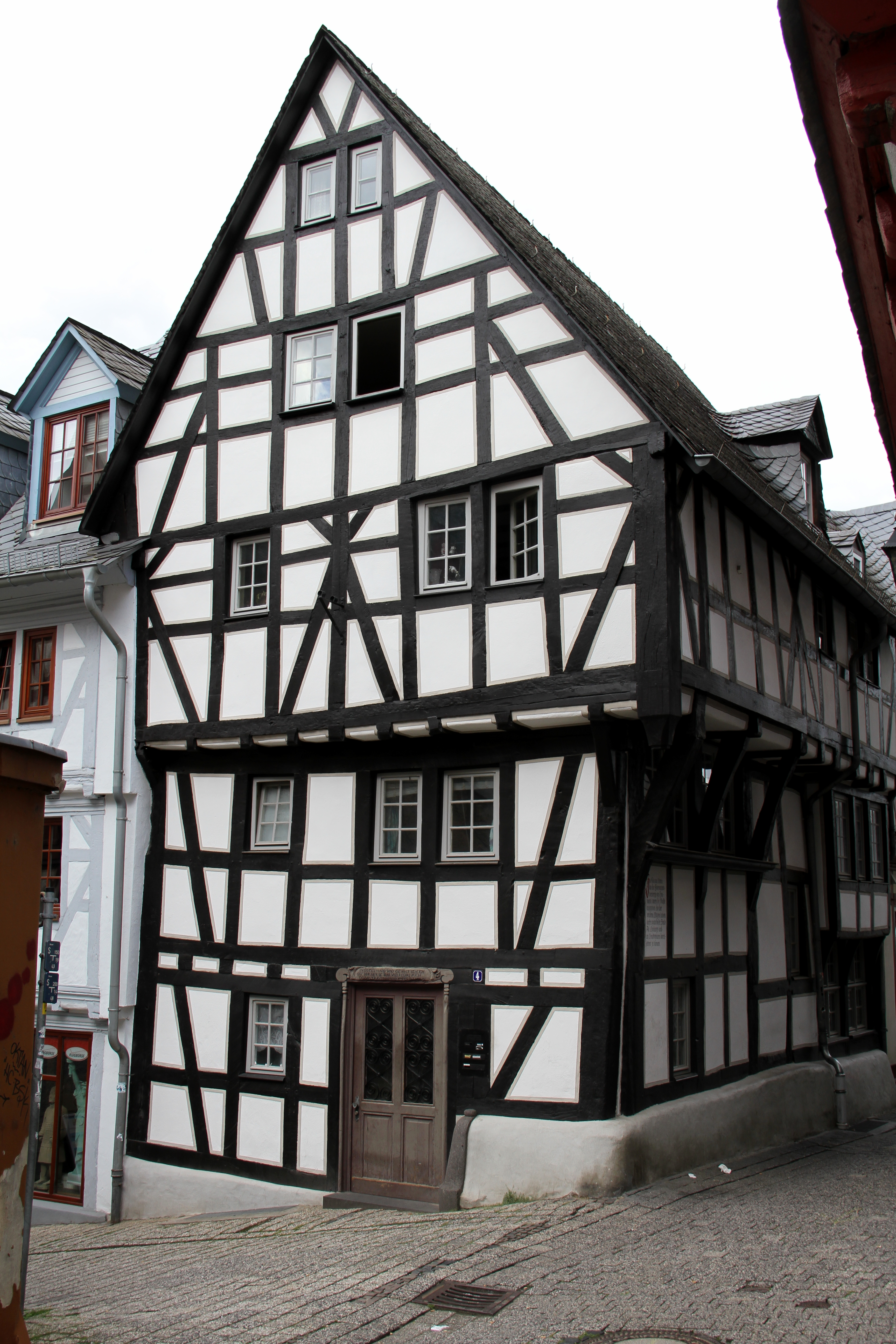
クライネ・リュッチェ4番地の家
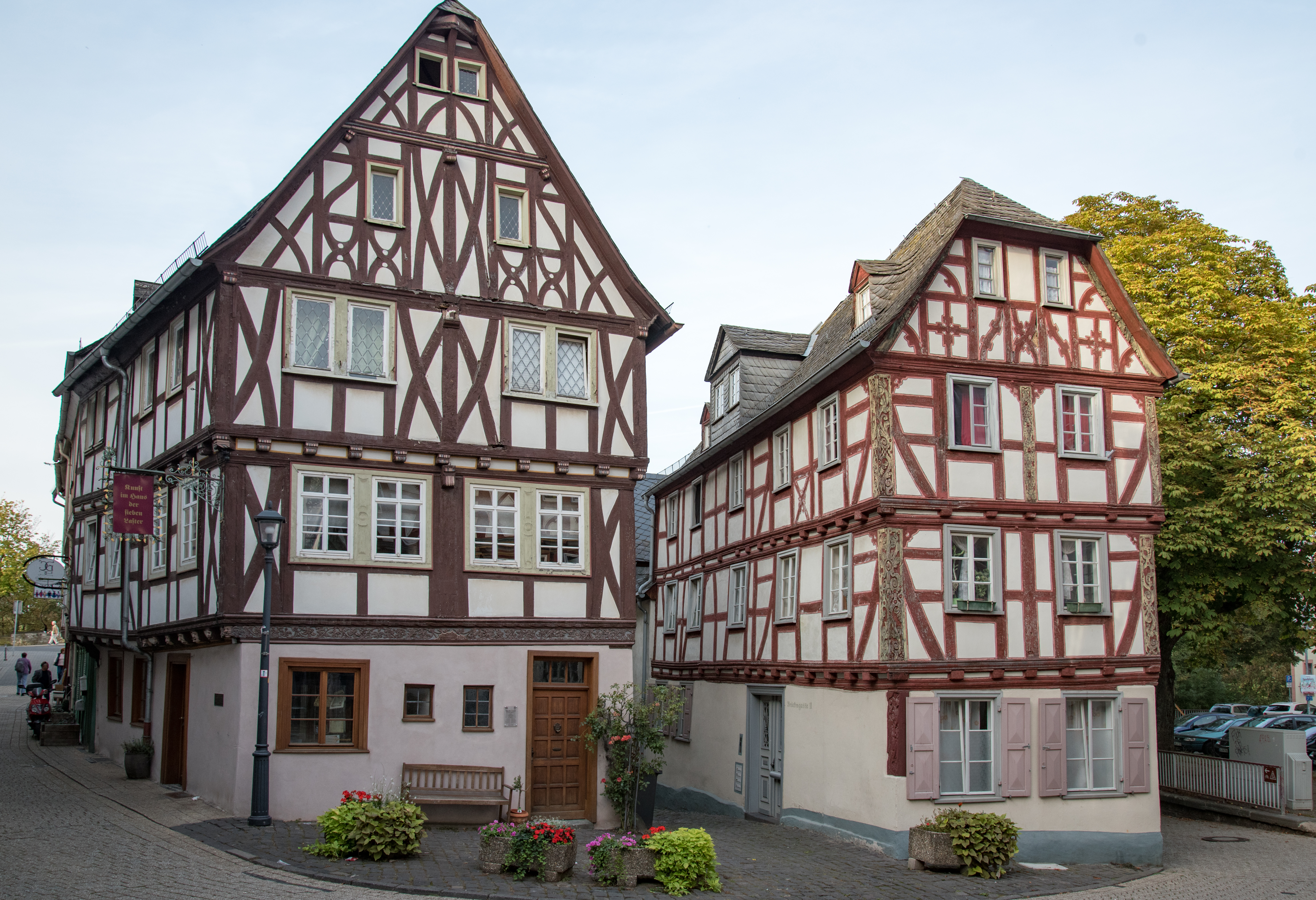
左の建物がジーベン・ラスターの家
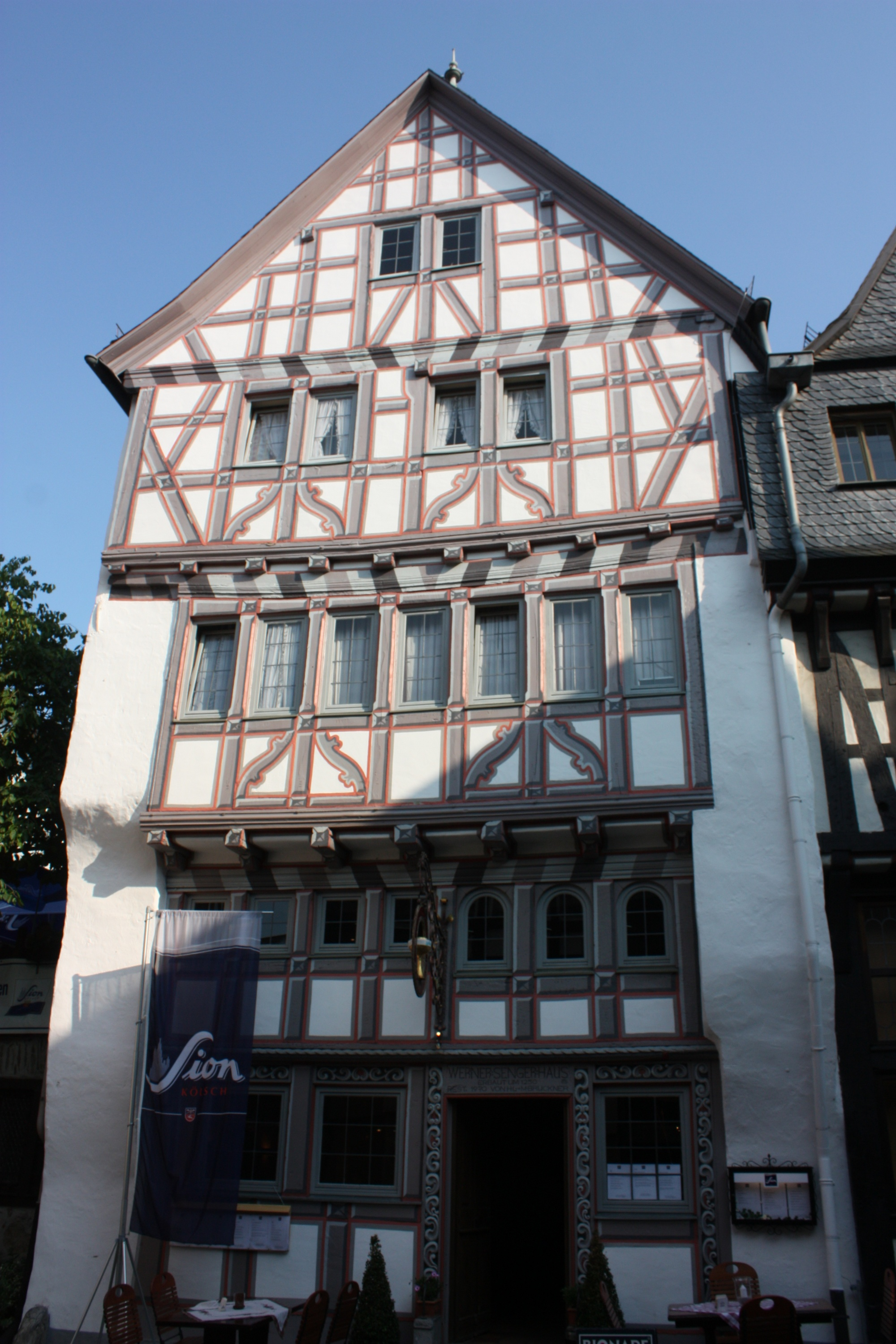
ヴェルナー＝ゼンガー＝ハウス
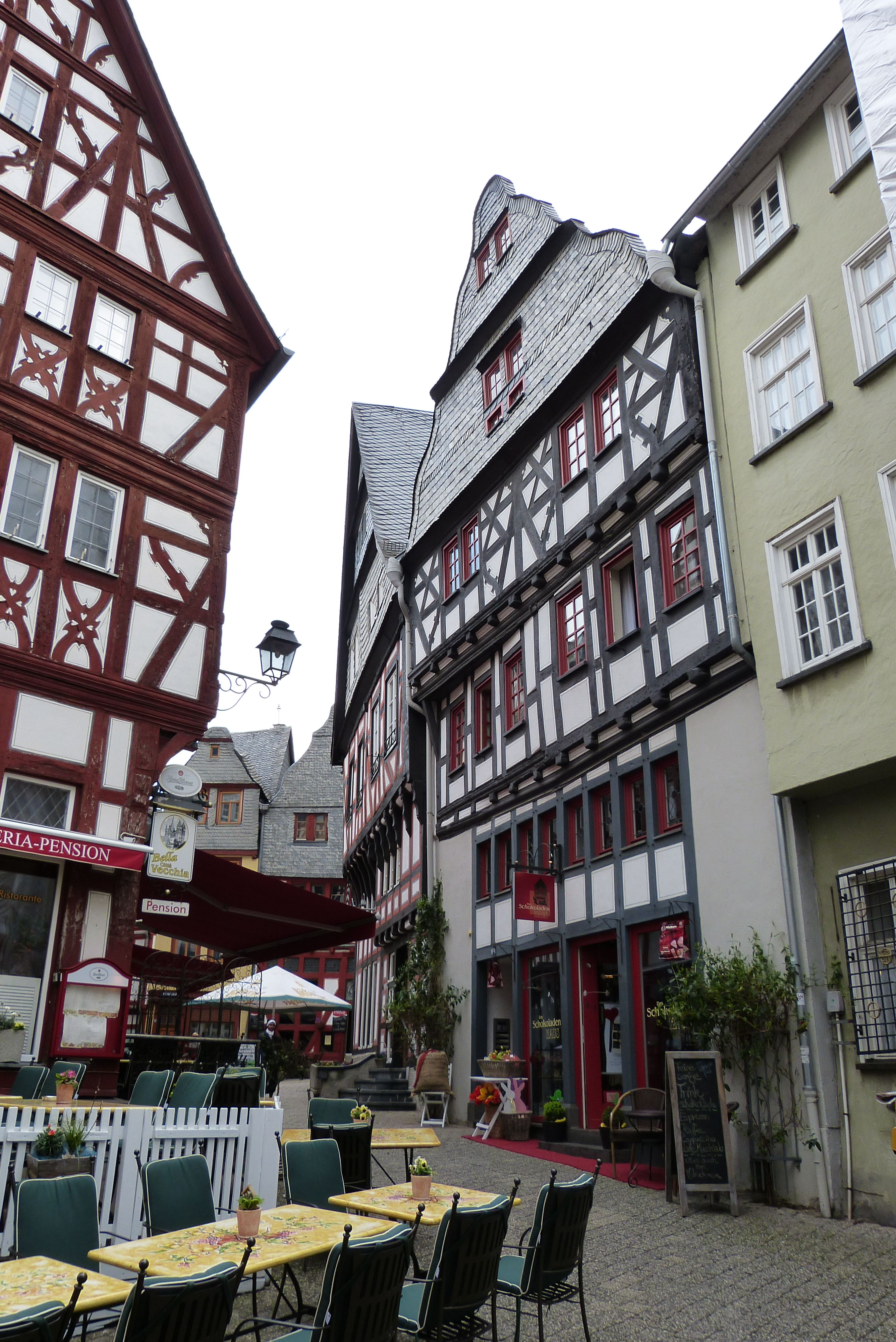
フィッシュマルクト
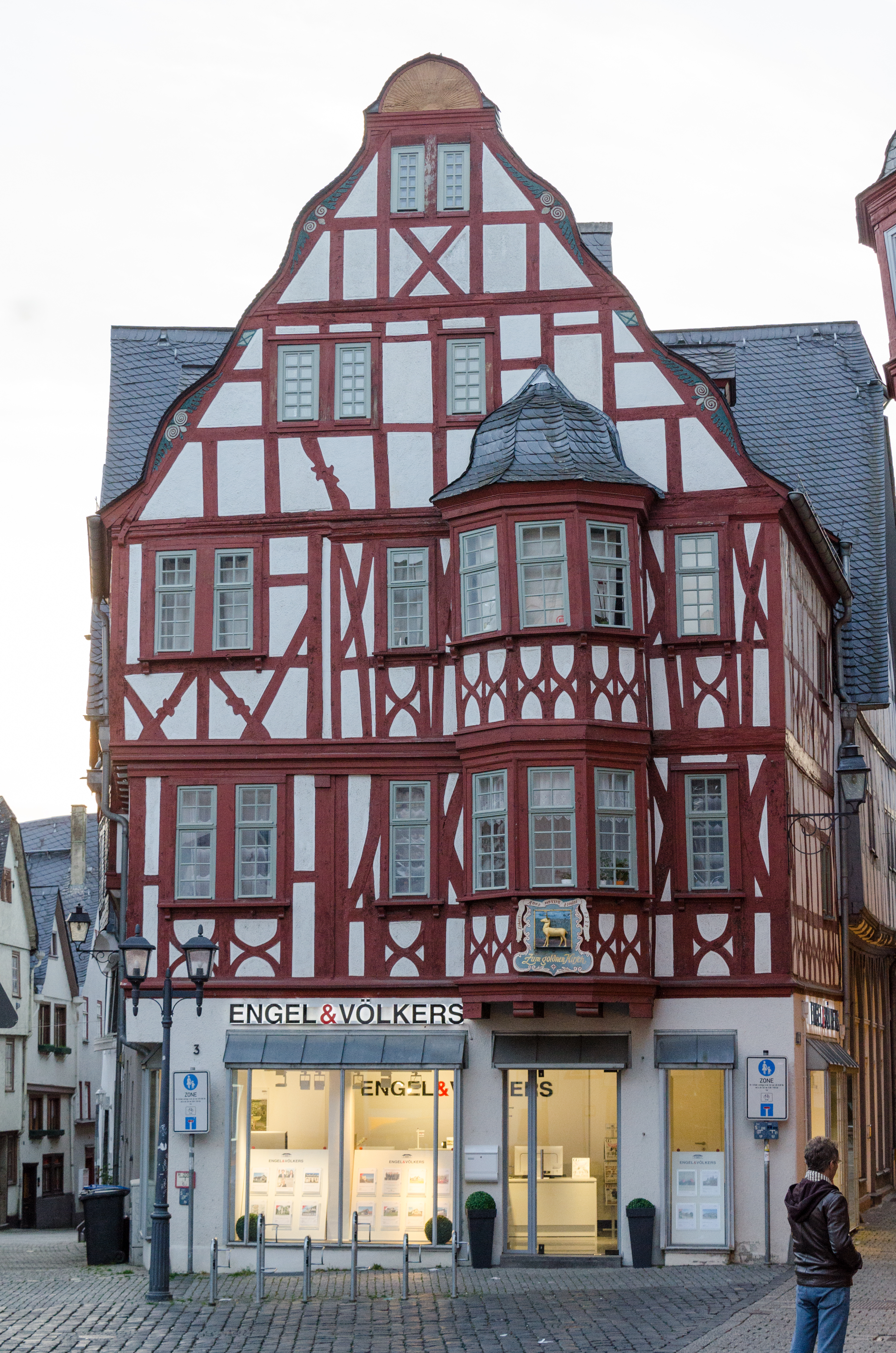
ツーム・ゴルデネン・ヒルシュ
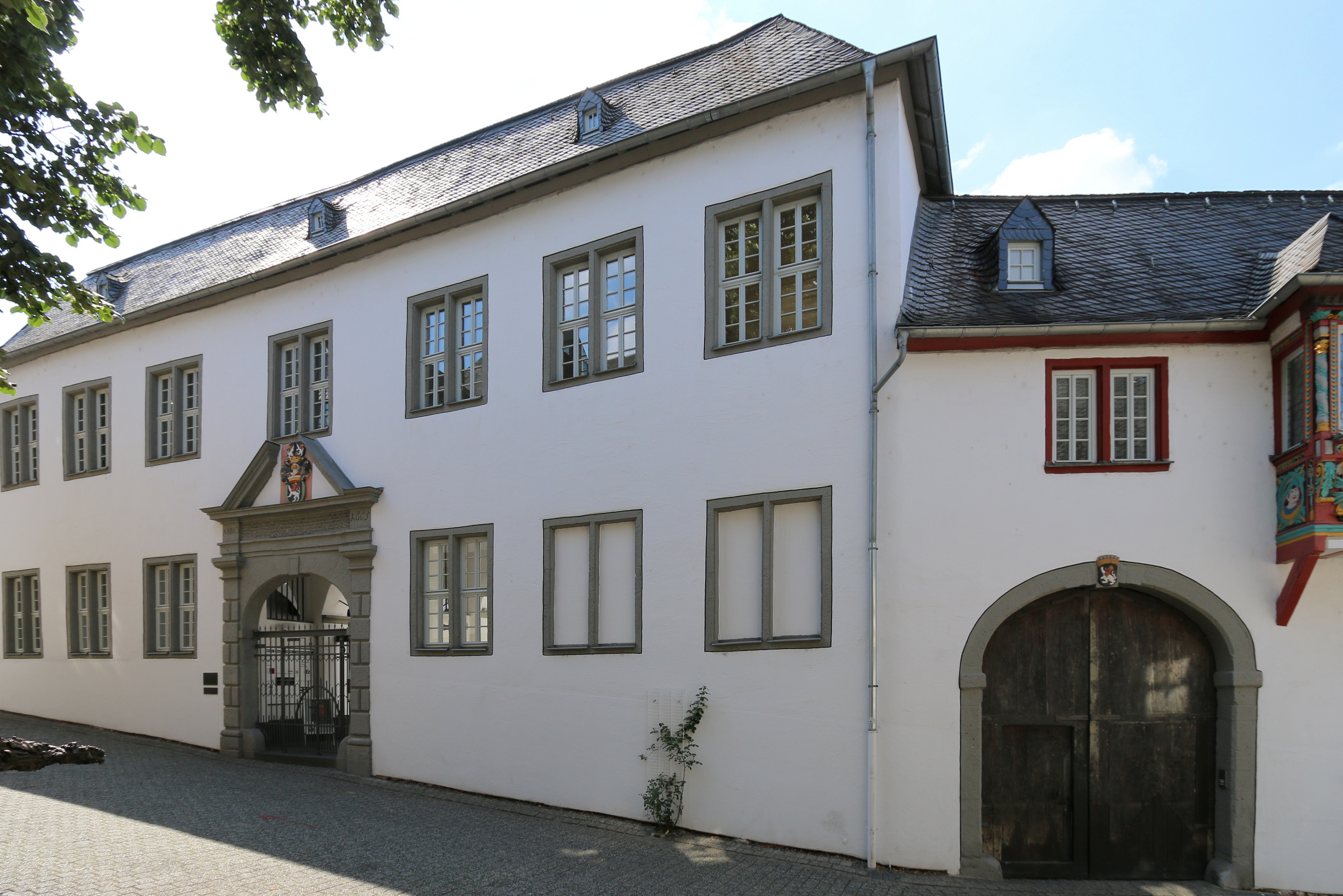
ヴァルダードルファー・ホーフ
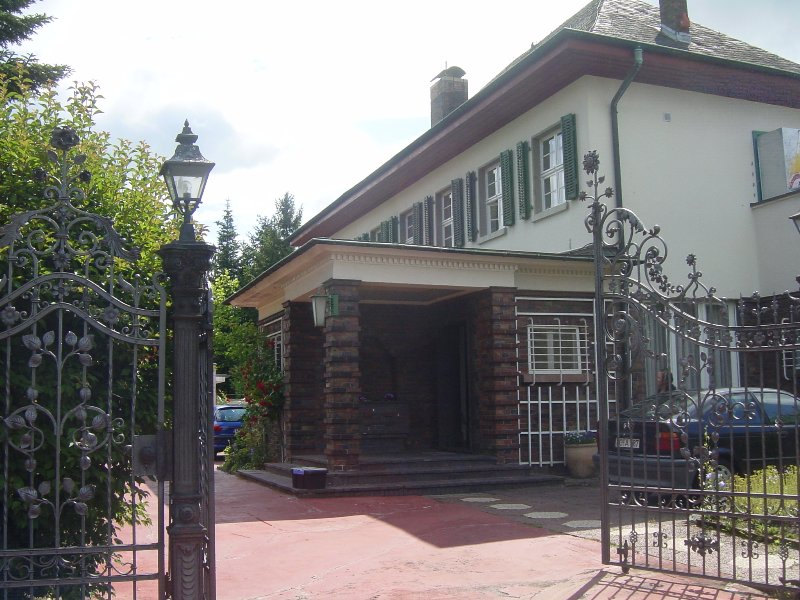
ヴィラ・シャイト

#### 記念/追悼の場

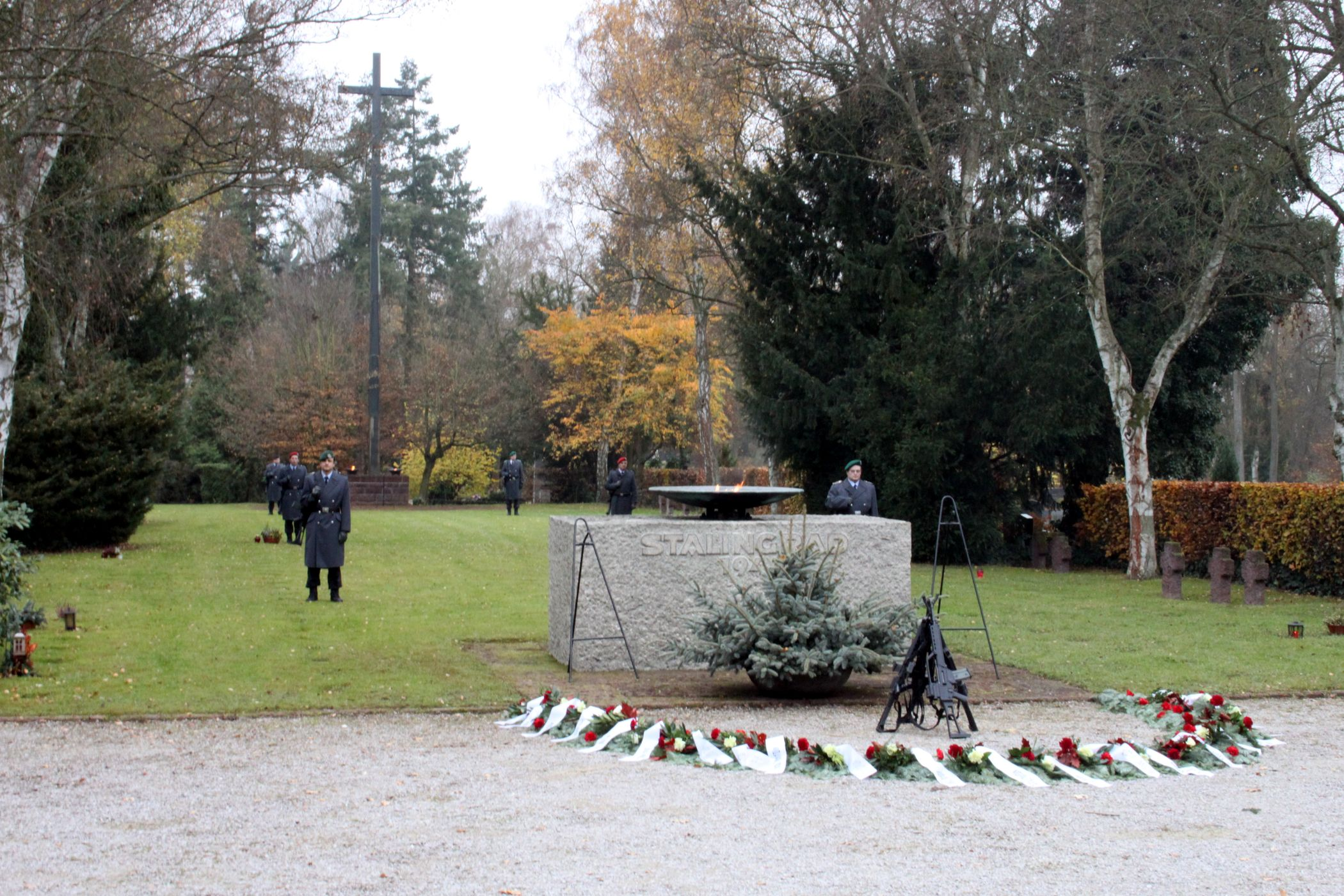
スターリングラード記念碑

リムブルク中央墓地には、スターリングラードの戦いとそれに続く捕囚で命を落とした兵士を追悼する記念碑が建立されている。これはスターリングラードの戦いに参戦していた兵士によってデザインされ、1964年に建立された。

## 人物

### 出身者
- アロイス・アントン・フューラー（ドイツ語版、英語版）（1853年 - 1930年）教師、歴史家
- フリードリヒ・ライバッハ（1885年 - 1967年）植物学者
- テオ・ガイゼル（1948年 - ）理論物理学者
- マティアス・ブレッカース（1954年 - ）ジャーナリスト、作家
- クリストフ・プレガルディエン（1956年 - ）テノール歌手
- ゲルマー・ルドルフ（1964年 - ）ホロコースト否定論者
- ヴェロニカ・ヴィンター（1965年 - ）ソプラノ歌手
- シュテファン・ザリガー（ドイツ語版、英語版）（1967年 - ）ホッケー選手。アトランタオリンピック出場選手。
- タマラ・バッハ（1976年 - ）作家

### ゆかりの人物
- ロベルト・ローゼンタール（ドイツ語版、英語版）（1933年 - ）心理学者。カリフォルニア大学教授。幼少期をリムブルクで過ごし、両親とともにナチを逃れて亡命した。
- フレデリック・ヘットマン（1934年 - 2006年）作家。リムブルクで亡くなった。

## 関連文献
- Egon Eichhorn (1965), “Zur Topographie der mittelalterlichen Fern- und Landstraßen zum und im Limburger Becken”, Nassauische Annalen 76:  pp. 63–152
- Johann-Georg Fuchs (2006). Limburger Altstadtbauten. Bürger und Begebenheiten (2 ed.). Limburg
- Johann-Georg Fuchs (1993). Limburger Patriziat 1500–1800. Materialsammlung zur Geschichte ratsfähiger Familien in Limburg an der Lahn. Limburg
- Randolf Fügen (2003). Highlights in Mittelhessen. Gudensberg-Gleichen: Wartenberg Verlag. ISBN 978-3-8313-1044-9
- Willi Görich (1965), “Zur Entwicklung von Burg und Stadt Limburg a. d. Lahn”, Nassauische Annalen 76:  pp. 202–215
- Robert Laut (1954), “Die Herrschaft Limburg und ihr Übergang von den Konradinern über die Häuser Gleiberg-Luxemburg, Peilstein, Leiningen an Isenburg”, Nassauische Annalen 65:  pp. 81–85
- Magistrat der Kreisstadt Limburg a. d. Lahn, ed (2010). Limburg im Fluss der Zeit. Schlaglichter aus 1100 Jahren Stadtgeschichte. Geschichte der Kreisstadt Limburg a. d. Lahn. 1. Limburg. ISBN 978-3-936162-08-0
- Magistrat der Kreisstadt Limburg a. d. Lahn, ed (2013). Limburg im Fluss der Zeit. Vorträge zur Stadtgeschichte. Geschichte der Kreisstadt Limburg a. d. Lahn. 2. Limburg. ISBN 978-3-936162-10-3
- Heinz Maibach (1993). Limburg an der Lahn in alten Ansichten (7 ed.). Zaltbommel/Niederlande
- Heinz Maibach (1992). Dokumente zur Limburger Stadt- und Kreisgeschichte 1870–1945. Limburg. ISBN 978-3-9802789-2-8
- Bettina Marten (2010). Limburg an der Lahn: Dom- und Stadtführer. Petersberg. ISBN 978-3-86568-605-3
- Franz-Karl Nieder (2009), “Die Realschulen Limburgs (1819-1867)”, Nassauische Annalen 120:  383–392
- Christian Plath (2006), “Zur Bedeutung der Franziskanerklöster an der Lahn im 17. und 18. Jahrhundert”, Nassauische Annalen 117:  135–174
- Ernst Schirmacher (1963). Limburg an der Lahn. Entstehung und Entwicklung der mittelalterlichen Stadt. Veröffentlichungen der Historischen Kommission für Nassau. XVI. Wiesbaden
- Eugen Stille (1971). Limburg an der Lahn und seine Geschichte. Limburg/Kassel: Limburger Vereinsdruckerei
- Wolf-Heino Struck (1988), “Zur Verfassung der Stadt Limburg an der Lahn im Mittelalter”, Nassauische Annalen 99:  1–13
- Harald Wagner: Limburg entdecken!: mit Insider-Tipps für Besucher und Limburger (2011). Limburg: H. Wagner. ISBN 978-3-00-031762-0
- Christoph Waldecker (2010). Limburg in historischen Ansichten. Erfurt: Sutton. ISBN 978-3-86680-733-4
- Christoph Waldecker (2011). Limburg an der Lahn (2., erw. Aufl. ed.). Regensburg: Schnell + Steiner. ISBN 978-3-7954-2559-3
- Christoph Waldecker (2014). Zeitsprünge Limburg. Erfurt: Sutton. ISBN 978-3-95400-471-3
- Christoph Waldecker (2017). Limburg a. d. Lahn im Wandel der Zeit. Olching: WIKOMMedia. ISBN 978-3-9819340-0-7
- Ursula Braasch-Schwersmann; Holger Th. Gräf; Ulrich Ritzerfeld (2005). Hessischer Städteatlas, Lieferung I, 6: Limburg an der Lahn. Marburg: Hessisches Landesamt für geschichtliche Landeskunde
- C. D. Vogel, ed (1828). Die Limburger Chronik – mit einer Einleitung und erläuternden Anmerkungen. Marburg
- “Hessische Bibliographie - results/shortlist - Limburg”. 2020年12月28日閲覧。

### フィクション
- Margot Benary-Isbert. 4. ed. Im Hause meines Großvaters. Frankfurt am Main 1984: Knecht. ISBN 978-3-7820-0284-4
- Horst Bracht (2010). Die Schweden-Fratze. Historischer Lympurg-Roman. Frankfurt am Main: Societäts-Verlag. ISBN 978-3-7973-1229-7
- Horst Bracht (2012). Galgenfrist. Historischer Limburg-Krimi. Frankfurt am Main: Societäts-Verlag. ISBN 978-3-942921-81-7
- Horst Bracht (2014). Der Klosterbrauer. Limburg-Krimi. Frankfurt am Main: Societäts-Verlag. ISBN 978-3-95542-080-2

### 訳注
1. ↑  ドイツ語: Vorstadt。市壁外に設けられた衛星都市
2. ↑  献金と引き替えにユダヤ人を保護する権利
3. ↑  ドイツ語: Anruf-Sammel-Taxi、起点と終点およびいくつかの中間地点は決まっているが、その間のルートは客の要望に添って運行する小型乗り合いバス